# Christopher Wren

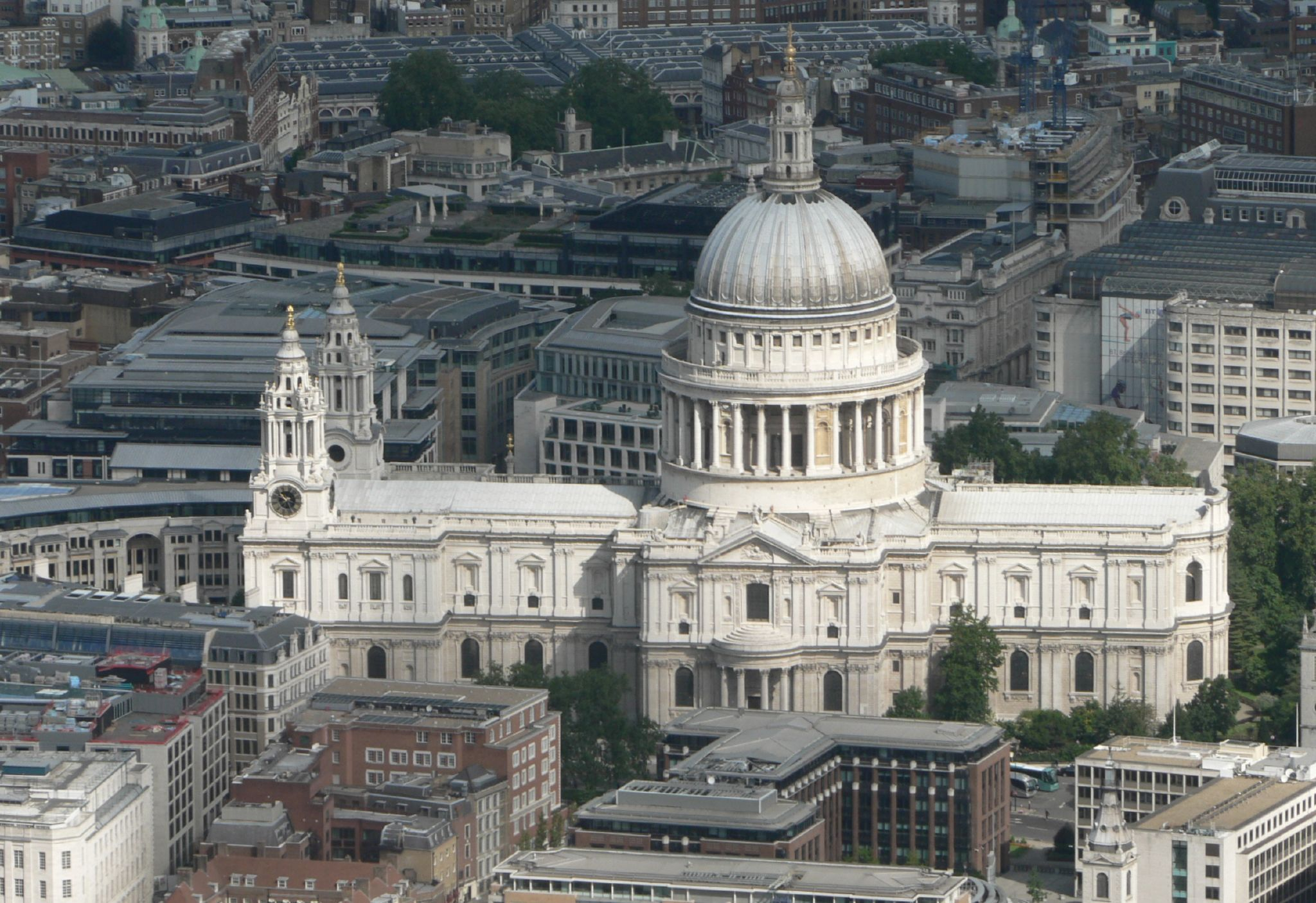
Vista de la catedral de San Pablo de Londres, la obra más reconocida de Christopher Wren.

Sir Christopher Wren PRS FRS (Wiltshire, Inglaterra, 20 de octubre de 1632-25 de febrero de 1723) fue un sabio —anatomista, astrónomo, geómetra y matemático-físico— inglés, así como uno de los arquitectos ingleses más aclamados de la historia. Se le asignó la responsabilidad de reconstruir 52 iglesias en la ciudad de Londres después del Gran Incendio de 1666, incluyendo la que se considera su obra maestra, la catedral de San Pablo (1675-1710), una de las pocas catedrales del país edificadas después de la época medieval y la única de estilo clásico y barroco. El diseño está inspirado en la basílica de San Pedro de Roma.
Educado en latín y física aristotélica en la Universidad de Oxford, en 1657 fue nombrado profesor de astronomía, primero en el Gresham College y más tarde en Oxford, cargo del que dimitió en 1673. Wren fue uno de los fellow fundadores de la Royal Society (y su tercer presidente en 1680-1682), y su trabajo científico fue muy apreciado por Blaise Pascal y sir Isaac Newton, que no acostumbraba elogiar a los demás.
Su primer proyecto arquitectónico fue el teatro Sheldonian, que aún se puede ver en Oxford; también diseñó otros edificios universitarios, tanto en Oxford como en Cambridge, incluyendo las capillas del Pembroke College y del Emmanuel College. La principal responsabilidad creativa de algunas de las nuevas iglesias que diseñó para sustituir a las quemadas, se atribuye ahora en general a otros miembros de su oficina, especialmente a Nicholas Hawksmoor y a Elizabeth Wilbraham, su tutora. Otros edificios notables de Wren fueron el Royal Naval College, Greenwich y la fachada sur del palacio de Hampton Court. Además, colaboró en el diseño del monumento al Gran Incendio de Londres, el observatorio de Greenwich, el Royal Hospital Chelsea, el Hospital de Greenwich, así como el palacio de Marlborough y otros muchos edificios destacados. El edificio Wren, sede principal del Colegio de William and Mary, en Virginia, se le atribuye.
Nombrado «Knight Bachelor» en 1673, sirvió como miembro del Parlamento en 1685-1688 y 1702-1705. Está enterrado en la catedral de San Pablo de Londres.

## Vida y obras
Christopher Wren nació en East Knoyle en Wiltshire, único hijo sobreviviente de Christopher Wren el Viejo (1589-1658), miembro del clero, y de Mary Cox, la única hija del escudero de Wiltshire Robert Cox, de la pequeña ciudad de Fonthill Bishop. Christopher el Viejo era en ese momento el rector de East Knoyle y mientras vivían en East Knoyle nacieron todos sus hijos: Mary, Catherine y Susan nacieron antes de 1628, pero luego nacieron varios niños que murieron a las pocas semanas de su nacimiento. Christopher nació en 1632 y luego, dos años después, nació otra hija llamada Elizabeth. Mary debe haber muerto poco después del nacimiento de Elizabeth, aunque no sobrevive ningún registro de tal fecha. Sin embargo, gracias a Mary Cox, la familia tuvo una buena situación económica ya que heredó los bienes de su padre.
De niño, Wren «parecía consumido» y aunque enfermizo, sobrevivirá hasta la vejez. Primero fue enseñado en casa por un tutor privado, el reverendo William Shepherd, un clérigo local, y por su padre. En 1634, a su padre se le ofreció el puesto de decano de Windsor, hasta entonces ocupado por su hermano Matthew Wren, que acababa de ser nombrado obispo de Hereford. En marzo de 1635, fue efectivamente nombrado decano y su familia debió pasar en Windsor una parte del año, pero se sabe poco sobre la vida de Wren allí. Durante su infancia, Christopher será compañero de juegos del príncipe de Gales Carlos I.
Poco se sabe de la escolarización de Wren a partir de entonces, durante unos años peligrosos —la época de la Commonwealth (1649-1660)— cuando la familia Wren, con fuertes convicciones realistas, tuvo que mantener un perfil muy bajo ante las autoridades parlamentarias gobernantes. Matthew Wren, entonces obispo de Ely, fue encarcelado durante ocho años en la torre de Londres. Christopher padre se vio obligado a abandonar Windsor para refugiarse en Bristol. Fue un momento difícil en su vida, pero que tendría un impacto significativo en sus obras posteriores. La historia de que estuvo en la Westminster School al cumplir nueve años, entre 1641 y 1646, solamente está justificada por Parentalia, la biografía compilada por su hijo, un cuarto Christopher, que lo coloca allí «durante un corto tiempo» antes de ir a Oxford (en 1650); sin embargo, es totalmente consistente con la práctica bien documentada del director doctor Busby de educar por igual a los hijos empobrecidos de realistas y puritanos, independientemente de la política del momento o de su propia posición. Algunos de los ejercicios juveniles de Wren conservados o registrados (aunque pocos están datados) muestran que recibió una base sólida en latín y que también que aprendió a dibujar.

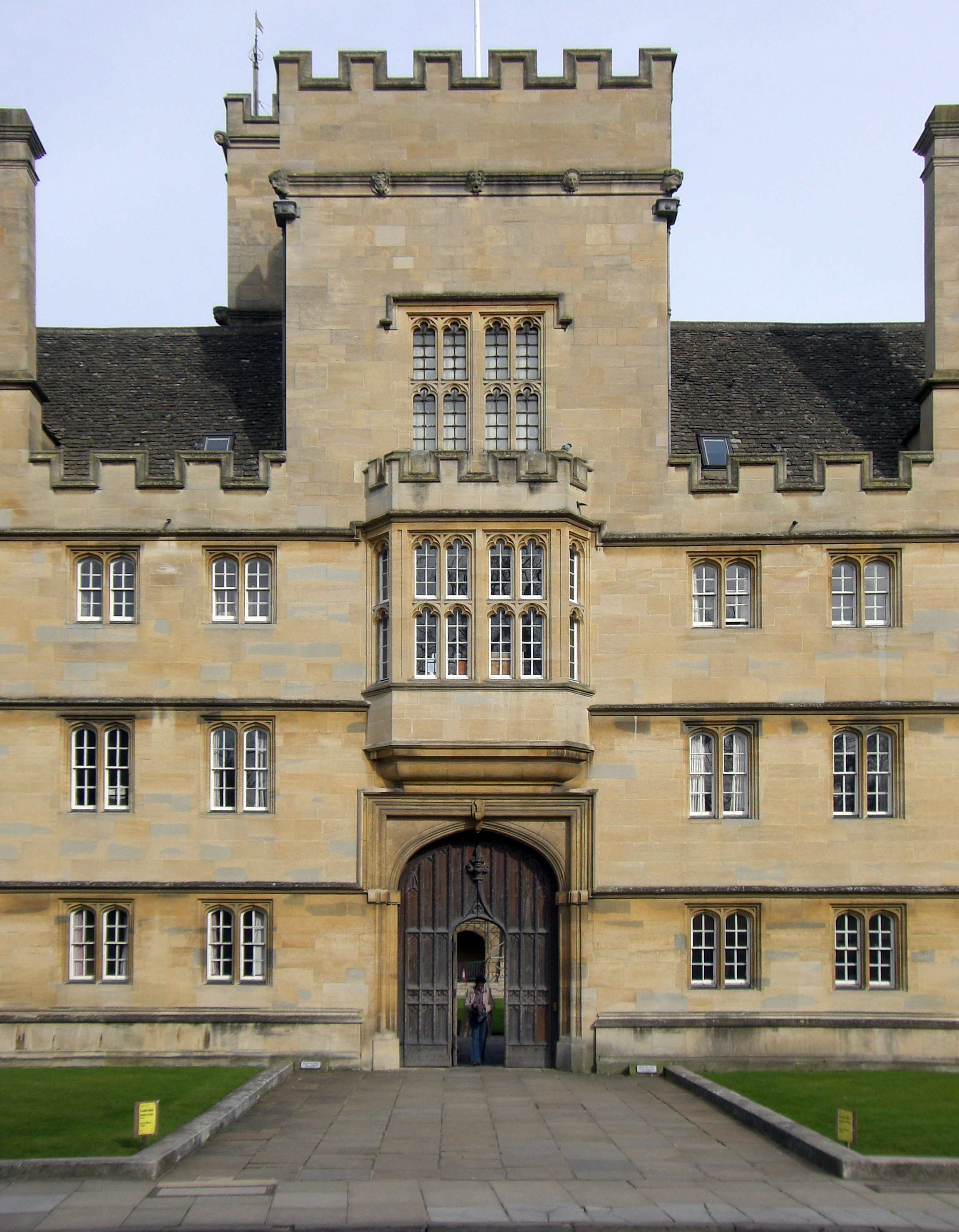
Wadham College, Oxford, donde Wren fue un estudiante en 1650-1651

En 1643, cuando Christopher tenía once años, su hermana mayor Susan (o Susanna) se casó con el matemático William Holder y la familia Wren se mudó a Bletchingham, Oxfordshire, a casa de los Holder. William será el preceptor de Christopher que le iniciará en los principios de las matemáticas y le alentará a descubrir la astronomía.
En 1646, cuando dejó la escuela de Westminster, Wren no fue a la universidad de inmediato. Durante los siguientes tres años, durante los cuales algunos afirman que su salud fue precaria, conoció por mediación de Holder al doctor Charles Scarburgh, el futuro médico real, al que ayudó en varios estudios anatómicos,[cita requerida] Su destreza con el dibujo fue utilizada académicamente, al realizar muchos de los dibujos anatómicos para el libro de texto de anatomía del cerebro, Cerebri Anatome (1664), publicado por Thomas Willis, que acuñó el término «neurología». Durante ese período, Wren manifestó un interés en el diseño y construcción de instrumentos mecánicos. También hizo, por su propia cuenta, trabajos matemáticos sobre el tema del reloj de sol, realizó una maqueta del sistema solar donde puso a trabajar tanto su conocimiento científico como sus habilidades artísticas.
Wren ingresó en el Wadham College de Oxford el 25 de junio de 1649 y estudió latín y las obras de Aristóteles. Se graduó el 18 de marzo de 1651 y obtuvo su maestría, M.A., en 1653. Wren mantuvo una estrecha relación con John Wilkins, el Guardián (Warden) de Wadham, conocido por su grupo, el círculo de Wilkins, compuesto por varios distinguidos matemáticos, trabajadores creativos y filósofos experimentales cuyas actividades conducirán a la formación de la Royal Society. Esa conexión probablemente influyó en la elección de los estudios de Wren de ciencias y matemáticas en Oxford.

### 1653-1664
Al recibir su M.A. en 1653, Wren fue elegido miembro del All Souls' College de Oxford en el mismo año y comenzó un período activo de investigación y experimentación. Continuó sus experimentos en anatomía, dibujando bocetos del cerebro humano para la  Willis's Cerebri anatome, una famosa anatomía dirigida por Thomas Willis y que se publicará en 1664, haciendo una demostración de una transfusión de sangre entre dos perros. En ese momento, demostró inventiva en una gran cantidad de campos. Sus días como miembro de All Souls terminaron cuando fue nombrado profesor de astronomía en el Gresham College de Londres en 1657. Wren había comenzado a hacer observaciones del planeta Saturno en 1652 para explicar su extraña apariencia. Expuso sus hipótesis enDe corpore saturni, y cuando Christian Huygens presentó en 1655 su teoría sobre los anillos de Saturno Wren reconoció de inmediato que esa teoría era más satisfactoria que la suya y no la publicó.
En Gresham se le proporcionó un conjunto de habitaciones y un estipendio y se le pidió que diera conferencias semanales en latín e inglés a todos los que desearan asistir; la entrada era gratuita. Wren emprendió ese nuevo trabajo con entusiasmo. Continuó frecuentando a hombres con quienes mantenía frecuentes discusiones en Oxford y algunos asistían a sus conferencias en Londres. Wren formaba parte de un grupo de discusiones científicas en el College de Gresham que, desde 1660, organizaba reuniones semanales formales y que desempeñó un papel indiscutible en la génesis de lo que se convertirá en la Royal Society. Su gran diversidad de intereses condujo a muchos intercambios de ideas entre científicos y sus conferencias fueron reuniones que prefiguraron las de la Royal Society. Las actas de la primera reunión formal de la Sociedad también indican:

Memorándum 28 de noviembre de 1660. Estas personas, siguiendo la costumbre habitual de la mayoría de ellas, se reunieron en el Gresham College para escuchar la conferencia de Mr. Wren, a saber. Lord Brouncker, Mr Boyle, Mr Bruce, sir Robert Moray, sir Paul Neile, Dr Wilkins, Dr Goddard, Dr Petty, Mr Ball, Mr Rooke, Mr Wren, Mr Hill. Y después de que terminó la conferencia, hicieron lo habitual, se retiraron para conversar mutuamente.
Memorandum November 28, 1660. These persons following according to the usual custom of most of them, met together at Gresham College to hear Mr Wren's lecture, viz. The Lord Brouncker,  Mr Boyle, Mr Bruce, Sir Robert Moray, Sir Paule Neile, Dr Wilkins, Dr Goddard,  Dr Petty, Mr Ball, Mr Rooke, Mr Wren, Mr Hill. And after the lecture was ended they did according to the usual manner, withdraw for mutual converse.

En 1661, Wren se convirtió en profesor en Oxford, siendo elegido profesor Saviliano de astronomía, un puesto que ocupó hasta 1673. Desde 1661 hasta 1668, Wren residió en Oxford, aunque su asistencia a las reuniones de la Royal Society supusieron que tenía que hacer viajes ocasionales a Londres.[cita requerida] Fue en ese momento cuando hizo sus contribuciones más importantes a las matemáticas. Isaac Newton, tan poco proclive a los cumplidos, afirmó en su Philosophiae Naturalis Principia Mathematica  que Wren era, junto con John Wallis y Christian Huygens, uno de los mejores matemáticos de su tiempo.
En 1662, el grupo de distinguidos caballeros propuso la fundación de una sociedad «para la promoción del aprendizaje experimental físico-matemático». Recibieron una carta real de manos de Carlos II y así se fundó «The Royal Society of London for the Promotion of Natural Knowledge» [La Real Sociedad de Londres para mejorar el conocimiento natural]. Además de ser un miembro fundador de la Sociedad, Wren será más adelante su tercer presidente, de 1680 a 1682.[cita requerida]
Las principales fuentes de los logros científicos de Wren son los registros de la Royal Society. Sus trabajos científicos abarcaron muchos temas, de astronomía, de óptica, sobre el problema de determinar la longitud en el mar, de cosmología, mecánica, microscopía, topografía, medicina y meteorología. Observó, midió, diseccionó, construyó modelos y empleó, inventó y mejoró una variedad de instrumentos.[cita requerida]

### 1665-1723

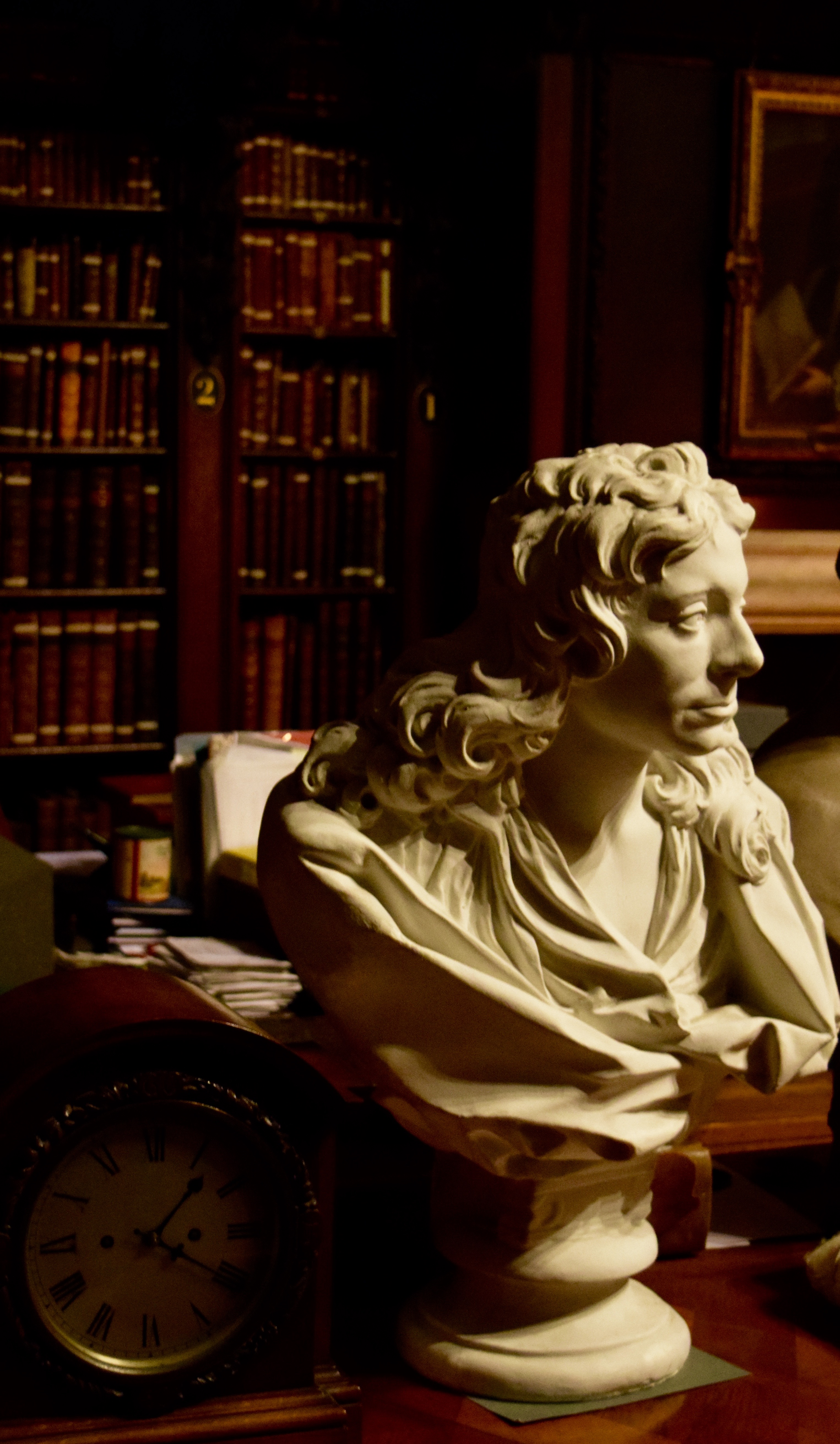
Busto de Wren, 1673.

Probablemente fue por esa época cuando Wren se vio obligado a rediseñar la ya maltratada Antigua Catedral de San Pablo de Londres. Hizo un viaje a París en 1665, en el que Wren estudió la arquitectura que se hacía en ese momentoen la capital, que había alcanzado un clímax de creatividad, y examinó los dibujos de Bernini, el gran escultor y arquitecto italiano, cuando este estaba visitando París en ese momento. Al regresar de París, hizo su primer diseño para St Paul's. Sin embargo, una semana después, el Gran Incendio destruyó dos tercios de la ciudad. Wren presentó sus planes para reconstruir la ciudad al rey Carlos II, aunque nunca fueron adoptados. Con su nombramiento como King's Surveyor of Works [Topógrafo de obras del rey] de Carlos II en 1669, tuvo presencia en el proceso general de reconstrucción de la ciudad, pero no participó directamente en la reconstrucción de casas o edificios de compañías. Wren fue personalmente responsable de la reconstrucción de 51 iglesias; sin embargo, no es necesariamente cierto decir que cada una de ellos representaba su propio diseño completamente desarrollado.[cita requerida]
Wren fue nombrado caballero el 14 de noviembre de 1673. Ese honor le fue otorgado después de su renuncia a la cátedra Saviliana en Oxford, cuando ya había comenzado a dejar su huella como arquitecto, tanto en servicios a la Corona como al desempeñar un papel importante en la reconstrucción de Londres después del Gran Incendio.[cita requerida]
Además, estuvo lo suficientemente activo en asuntos públicos como para ser elegido como miembro del Parlamento en dos ocasiones y rechazado en otras cuatro. Wren se presentó por primera vez al Parlamento en una elección parcial en 1667 por la circunscripción de la Universidad de Cambridge, perdiendo por seis votos frente a sir Charles Wheler. No tuvo éxito nuevamente en una elección parcial por el distrito electoral de la Universidad de Oxford en 1674, perdiendo ante Thomas Thynne. En su tercer intento, Wren tuvo éxito y se sentó por Plympton Erle durante el Parlamento leal de 1685 a 1687. Wren fue devuelto a New Windsor el 11 de enero de 1689 en las elecciones generales, pero su elección fue declarada nula en 14 de mayo de 1689. Fue elegido nuevamente por New Windsor el 6 de marzo de 1690, pero esa elección se declaró nula el 17 de mayo de 1690. Más de una década más tarde fue elegido sin oposición por Weymouth y Melcombe Regis en la elección general de noviembre de 1701. Se retiró en las elecciones generales del año siguiente.
Hacia 1669, la carrera de Wren ya estaba bien establecida y pudo haber sido su nombramiento como Surveyor of the King's Works a principios de ese año lo que lo convenció de que finalmente podía permitirse el lujo de tomar una esposa. En 1669, Wren, de 37 años, se casó con su vecina de la infancia, Faith Coghill, de 33 años, hija de sir John Coghill de Bletchingdon. Poco se sabe de la vida o el comportamiento de Faith, pero sobrevive una carta de amor de Wren, que dice, en parte:

Por fin te envié tu reloj y envidio su felicidad, que podrá estar a tu lado y que a menudo alegrará tu ojo.... pero cuídalo, porque he puesto tal hechizo en él; que cada latido del equilibrio te dirá que es el pulso de mi corazón, que trabaja tanto para servirte y con más fuerza que el reloj; para el reloj a veces mentirá, y a veces estará inactivo y poco dispuesto... pero en cuanto a mí, puedes estar seguro de que nunca lo haré...
I have sent your Watch at last & envy the felicity of it, that it should be soe near your side & soe often enjoy your Eye. ....but have a care for it, for I have put such a spell into it; that every Beating of the Balance will tell you 'tis the Pulse of my Heart, which labors as much to serve you and more trewly than the Watch; for the Watch I beleeve will sometimes lie, and sometimes be idle & unwilling ... but as for me you may be confident I shall never ...

Este breve matrimonio tuvo dos hijos: Gilbert, nacido en octubre de 1672, que sufrió convulsiones y falleció a los 18 meses de edad, y Christopher, nacido en febrero de 1675. El joven Christopher fue adiestrado por su padre para ser arquitecto. Fue este Christopher el que supervisó la ceremonia de culminación de San Pablo en 1710 y quien escribió la famosa Parentalia, or, Memoirs of the family of the Wrens. Faith Wren murió de viruela el 3 de septiembre de 1675. Fue enterrada en el presbiterio de St Martin-in-the-Fields junto al infante Gilbert. Unos días más tarde, la suegra de Wren, lady Coghill, llegó para llevar al niño Christopher con ella a Oxfordshire para criarlo.[cita requerida]

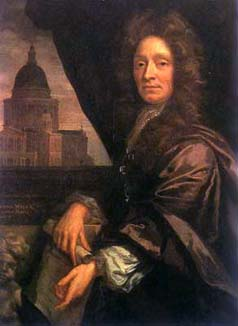
Wren, retrato ca.1690 de John Closterman

En 1677, 17 meses después de la muerte de su primera esposa, Wren se volvió a casar, esta vez con Jane Fitzwilliam, hija de William FitzWilliam, segundo barón FitzWilliam y de su esposa Jane Perry, hija de un próspero comerciante de Londres.[cita requerida] Ella era un misterio para los amigos y compañeros de Wren. Robert Hooke, que a menudo veía a Wren dos o tres veces por semana, como dejó constancia en su diario, nunca había oído hablar de ella, y no iba a conocerla hasta seis semanas después del matrimonio. Al igual que en el primer matrimonio, también tuvo dos hijos: una hija Jane (1677-1702) y un hijo William, el «Poor Billy», nacido en junio de 1679, que se retrasó en su desarrollo.[cita requerida] Y como el primero, este segundo matrimonio también fue breve. Jane Wren murió de tuberculosis en septiembre de 1680. Fue enterrada junto a Faith y Gilbert en el presbiterio de St Martin-in-the-Fields. Wren nunca más volvería a casarse; vivió hasta los 90 años y de esos años estuvo casado solo nueve.[cita requerida]
Bletchingdon era el hogar del cuñado de Wren, William Holder, quien era rector de la iglesia local. Holder había sido miembro del Pembroke College, Oxford. Un intelectual de considerable habilidad, se dice que fue la figura que introdujo a Wren en la aritmética y la geometría.[cita requerida]
La vida posterior de Wren no estuvo exenta de críticas y ataques contra su competencia y su gusto. En 1712, la Letter Concerning Design de Anthony Ashley Cooper, tercer conde de Shaftesbury, circulaba en manuscrito. Al proponer un nuevo estilo de arquitectura británico, Shaftesbury censuraba la catedral de Wren, su gusto y su control de larga data de las obras reales. Aunque Wren fue nombrado miembro de la  Fifty New Churches Commission [Comisión de las Cincuenta Nuevas Iglesias] en 1711, solo se le dejó con el cargo nominal de una junta de obras cuando comenzó la campaña en 1715. El 26 de abril de 1718, con el pretexto de falta de facultades físicas, fue despedido a favor de William Benson.
En 1713, compró la mansión de Wroxall, Warwickshire, de la familia Burgoyne, a la que su hijo Christopher se retiró en 1716 después de perder su puesto como Clerk of Works (Secretario de Obras). Varios de los descendientes de Wren serían enterrados allí en la iglesia de St Leonard.

### Muerte

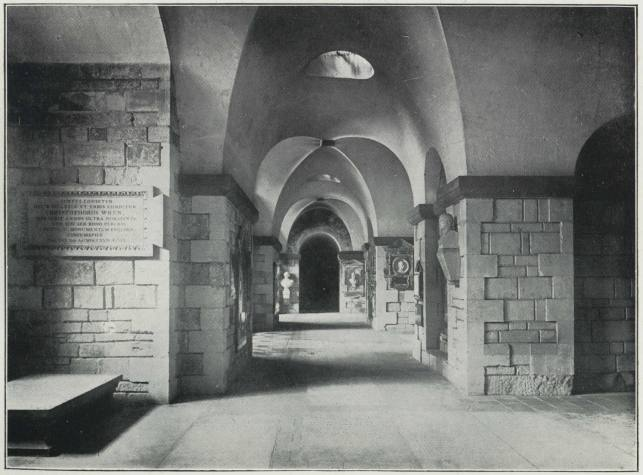
Cripta de la catedral de San Pablo, con el memorial a Wren, a la izquierda

La finca de la familia Wren estaba en The Old Court House en el área de Hampton Court. La reina Ana le había dado un contrato de arrendamiento de la propiedad en lugar de los atrasos salariales por la construcción de St. Paul's. Para mayor comodidad, Wren también alquiló una casa en St James's Street en Londres. Según una leyenda del siglo XIX, a menudo iba a Londres para hacer visitas no oficiales a San Pablo, para verificar el progreso de «my greatest work». En uno de esos viajes a Londres, a la edad de noventa años, cogió un resfriado que empeoró en los siguientes días. El 25 de febrero de 1723, un sirviente que intentó despertar a Wren de su siesta descubrió que había muerto.
Wren fue enterrado el 5 de marzo de 1723. Sus restos fueron colocados en la esquina sureste de la cripta de San Pablo junto a los de su hija Jane, su hermana Susan y su esposo William Holder. El texto de la losa de piedra fue redactado por el hijo mayor y heredero de Wren, Christopher Wren, Jr. La inscripción, que también está inscrita en un círculo de mármol negro en el piso principal debajo del centro de la cúpula, dice:

Aquí, en sus cimientos, se encuentra el arquitecto de esta iglesia y ciudad, Christopher Wren, que vivió más de noventa años, no para su propio beneficio sino para el bien público. Lector, si buscas su monumento, mira a tu alrededor. Murió el 25 de febrero de 1723, a la edad de 91 años.
SUBTUS CONDITUR HUIUS ECCLESIÆ ET VRBIS CONDITOR CHRISTOPHORUS WREN, QUI VIXIT ANNOS ULTRA NONAGINTA, NO SIBI SED BONO PUBLICO. LECTOR SI MONUMENTUM REQUIRIS CIRCUMSPICE Obijt XXV Feb: An °: MDCCXXIII Æt: XCI.
London: city guide

Su obituario fue publicado en el Post Boy, en n.º 5244 de Londres 2 de marzo de 1723:

Sir Christopher Wren, quien murió el lunes pasado a los 91 años de edad, era el único hijo del dr. Chr. Wren, decano de Windsor & Wolverhampton, Registar de la Liga, hermano menor del dr. Mathew (sic) Wren Ld obispo de Ely, una rama de la antigua familia de los Wrens de Binchester en Bishoprick (sic) de Durham
1653. Elegido por Wadham para miembro de All Souls
1657. Profesor de astronomía Gresham College London
1660. Profesor Savilian. Oxford
Después de 1666. Topógrafo general para la reconstrucción de la iglesia catedral de San Pablo y de las iglesias parroquiales y todos los demás edificios públicos que vivió para terminar
1669. Surveyor General hasta el 26 de abril de 1718
1680. Presidente de la Royal Society.
1698. Topógrafo general y subcomisario de reparaciones de la abadía de Westminster por ley del Parlamento, continuaron hasta la muerte.
Su cuerpo será depositado en la gran bóveda bajo la cúpula de la catedral de San Pablo.

«The Curious and Entire Libraries of Sir Christopher Wren» [Las curiosas y enteras bibliotecas de sir Christopher Wren] y de su hijo fueron subastadas por Langford y Cock en Mr Cock's en Covent Garden en los días 24-27 de octubre de 1748.

## Carrera científica
Uno de los amigos de Wren, otro gran científico y arquitecto y colega de la Westminster Schoolboy, Robert Hooke dijo de él: «Desde la época de Arquímedes apenas se ha encontrado en un hombre tanta perfección, una mano tan mecánica y una mente tan filosófica».
Cuando era miembro de All Souls, Wren construyó una colmena transparente para su observación científica; comenzó a observar la luna, lo que conduciría a la invención de micrómetros para el telescopio. Según Parentalia (págs. 210-211), su sólido modelo de la luna atrajo la atención del rey, quien le ordenó a Wren que lo perfeccionara y se lo presentara.

Ideó un ojo artificial, hecho real y dioptricamente (tan grande como una pelota de tenis) que representa la imagen como lo hace la Naturaleza: la córnea y el cristalino eran cristal, los otros humores, agua.
He contrived an artificial Eye, truly and dioptrically made (as large as a Tennis-Ball) representing the Picture as Nature makes it: The Cornea, and Crystalline were Glass, the other Humours, Water.
Parentalia, p. 209

Experimentó con el magnetismo terrestre y participó en experimentos médicos mientras estaba en el Wadham College, realizando la primera inyección exitosa de una sustancia en el torrente sanguíneo (de un perro). En el Gresham College, hizo experimentos que implicaban determinar la longitud a través de la variación magnética y la observación lunar para ayudar a la navegación, y ayudó a construir un telescopio de 35 pies (11 m) con sir Paul Neile. Wren también estudió y mejoró el microscopio y el telescopio en ese momento. También había estado haciendo observaciones del planeta Saturno desde alrededor de 1652 con el objetivo de explicar su apariencia. Su hipótesis fue recogida en el escrito De corpore saturni , pero antes de que se publicara el trabajo, Huygenspresentó en 1655 su teoría de los anillos de Saturno. Inmediatamente Wren reconoció esto como una hipótesis mejor que la suya y De corpore saturni nunca se publicó. Además, construyó un modelo lunar exquisitamente detallado y se lo presentó al rey. En 1658, encontró la longitud de un arco del cicloide usando una prueba exhaustiva basada en disecciones para reducir el problema a la suma de segmentos de cuerdas de un círculo que estaban en progresión geométrica.
Un año después del nombramiento de Wren como profesor Saviliano de astronomía en Oxford, se creó la Royal Society y Wren se convirtió en un miembro activo. Como profesor Savilian, Wren estudió a fondo la mecánica, especialmente las colisiones elásticas y los movimientos pendulares. También dirigió su inteligencia de gran alcance al estudio de la meteorología: en 1662, inventó el pluviómetro de cubeta basculante y, en 1663, diseñó un «reloj meteorológico» ("weather-clock") que registraría la temperatura, la humedad, la lluvia y la presión barométrica. Robert Hooke completó un reloj meteorológico de trabajo basado en el diseño de Wren en 1679.
Además, Wren experimentó con la funcionalidad muscular, con la hipótesis de que la hinchazón y la contracción de los músculos podrían proceder de un movimiento fermentativo que surgiría de la mezcla de dos fluidos heterogéneos. Aunque resultó ser incorrecto, al menos se basaba en la observación y pudo marcar una nueva perspectiva de la medicina: la especialización.
Otro tema al que contribuyó Wren fue el de la óptica. Publicó una descripción de un ingenio para crear dibujos en perspectiva y escribió sobre el rectificado de lentes cónicas y de espejos. De ese trabajo surgió otro de los importantes resultados matemáticos de Wren, a saber, que el hiperboloide de revolución era una superficie reglada. Esos resultados se publicaron en 1669. En los años siguientes, Wren continuó con su trabajo con la Royal Society, aunque después de la década de 1680 sus intereses científicos parecen haber disminuido; sin duda, porque sus deberes arquitectónicos y oficiales absorbieron más tiempo.
Fue un problema planteado por Wren el que sirvió como una fuente fundamental para la concepción de los Philosophiae Naturalis Principia Mathematica de Newton. Robert Hooke había teorizado que los planetas, moviéndose en el vacío, describían órbitas alrededor del Sol debido a un movimiento de inercia rectilíneo por la tangente y de un movimiento acelerado hacia el Sol. El desafío de Wren a Halley y a Hooke, por la recompensa de un libro de treinta chelines, fue proporcionar, dentro del contexto de la hipótesis de Hooke, una teoría matemática que vinculase las leyes de Kepler con una ley de fuerza específica. Halley llevó el problema a Newton para pedirle consejo y le pidió que escribiera una respuesta de nueve páginas, De motu corporum in gyrum, que luego se expandió a los Principia.
También estudió otras áreas, desde la agricultura, la balística, sobre el agua y su congelación, sobre la luz y la refracción, por nombrar solo algunas. La History of the Royal Society (1756-1757) de Thomas Birch (una de las fuentes más importantes del conocimiento no solo de los orígenes de la Sociedad, sino también de su funcionamiento cotidiano) recoge los registros de la mayoría de los trabajos científicos conocidos de Wren.

## Carrera arquitectónica
En la época de Wren, la profesión de arquitecto tal como se entiende hoy no existía. Desde los primeros años del siglo XVII, no era inusual que los jóvenes bien educados (virtuosi) adoptaran la arquitectura como una actividad caballerosa, una actividad ampliamente aceptada como una rama de las matemáticas aplicadas. Esto está implícito en los escritos de Vitruvius y explícito en autores del siglo XVI como John Dee y Leonard Digges. En la tradición medieval inglesa, los edificios se habían construido según las necesidades del patrón y las sugerencias de los profesionales de la construcción, como los maestros carpinteros o los maestros albañiles.
No hay certeza sobre el origen del interés de Wren en la arquitectura, aunque se sabe que durante 1646-1649 investigó cómo defender ciudades y fortalecer los puertos. Ciertamente leyó, cuando era estudiante en Oxford, De architectura de Vitruvius y absorbió intuitivamente los fundamentos del diseño arquitectónico. A través de la Royal Society y de su uso de la óptica, el rey supo de las obras de Wren. En 1661, su primo Matthew se le acercó con un encargo real, como «uno de los mejores geómetras de Europa», para dirigir la refortificación del puerto de Tánger. Wren se excusó por motivos de salud, pero la invitación refleja que en ese momento ya era considerado como alguien que podría liderar un proyecto arquitectónico de ese tipo y aunque puede haber surgido del oportunismo casual de Carlos II de vincular a personas con tareas, Wren parece que estaba ya en camino de ejercer como arquitecto.
Antes de finales de 1661, Wren estaba asesorando extraoficialmente sobre la reparación de la Antigua Catedral de San Pablo después de dos décadas de abandono y de negligencia; sus intereses arquitectónicos también eran evidentes para sus asociados en ese momento. Dos años más tarde, emprendió su único viaje al extranjero, a París y a la Île-de-France, durante el que realizó estudios de primera mano del diseño y la construcción modernos.
En 1663 construyó su primer proyecto arquitectónico, la capilla del College de Pembroke en Cambridge, encargada por su tío Matthew Wren, entonces obispo de Ely. Ese mismo año, presentó a la Royal Society una propuesta para realizar el teatro Sheldonian en Oxford, una donación del arzobispo Sheldon a su antigua universidad. Por ese motivo había viajado a Roma, donde realizó un estudio completo del teatro Marcelo, trabajando tanto en las ruinas del teatro como en los dibujos que lo mostraban en su forma original. Ese trabajo tendrá profundas repercusiones en los diseños arquitectónicos de Wren y la influencia del teatro es claramente evidente en sus primeros logros. La construcción comenzó en 1664 y que fue completado en 1668, siendo el primero de sus proyectos que incluía una cúpula, logrando así una combinación de diseño empírico clásico y moderno.
Una estancia en París, en 1665, para escapar de la peste en la capital inglesa, también dejó su huella en el futuro arquitecto de Londres, especialmente después de su visita a la Sorbona (1635-1642), a la iglesia de Val-de-Grâce (1645-1667) de François Mansart  y de conocer los planes sobre Los Inválidos. En ese momento, Wren ya había dominado y entendido a fondo los principios de la arquitectura. A diferencia de varios de sus colegas, que la consideraban como un conjunto de reglas y fórmulas para el diseño, había adquirido, entendido y explotado la combinación necesaria de razón e intuición, experiencia e imaginación. Wren el matemático se convirtió en Wren el arquitecto. Continuó en 1668 con la capilla del Emmanuel College en Cambridge y el Garden Quadrangle en el Trinity College en Oxford.

Primeras obras de Wren
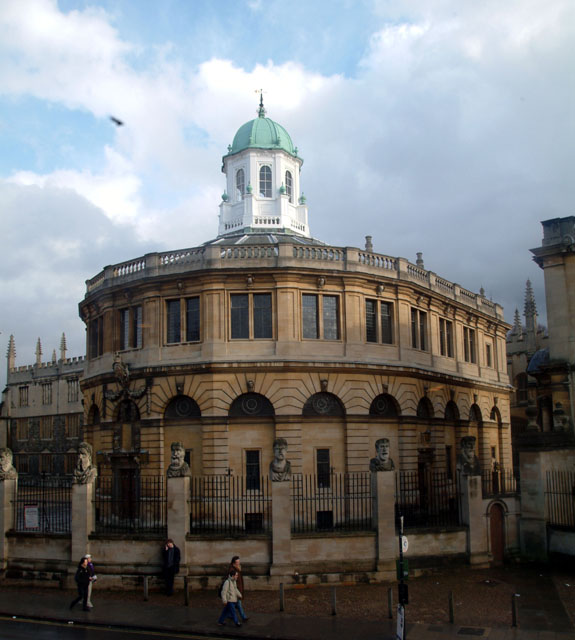
Teatro Sheldonian, Universidad de Oxford
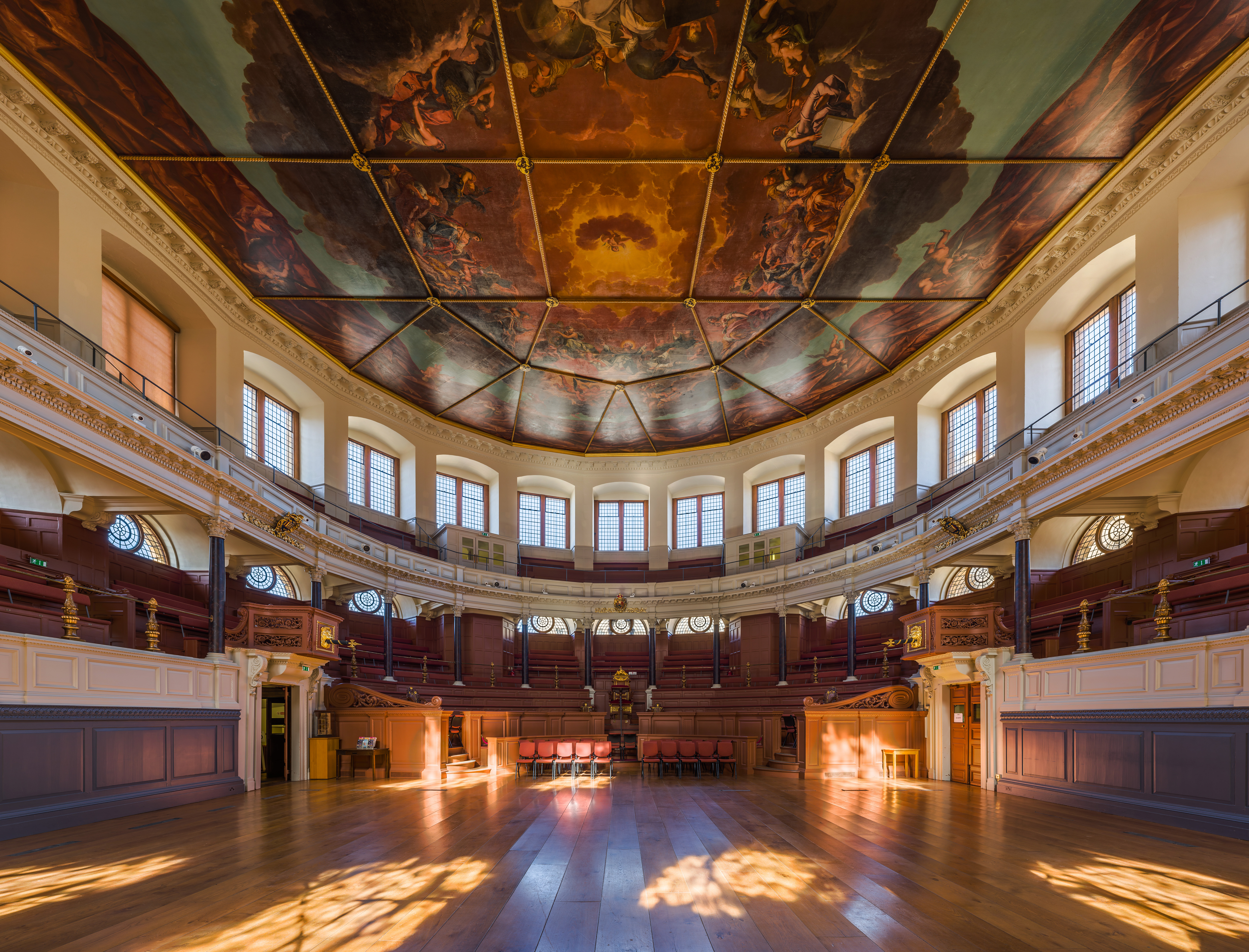
Interior del teatro Sheldonian
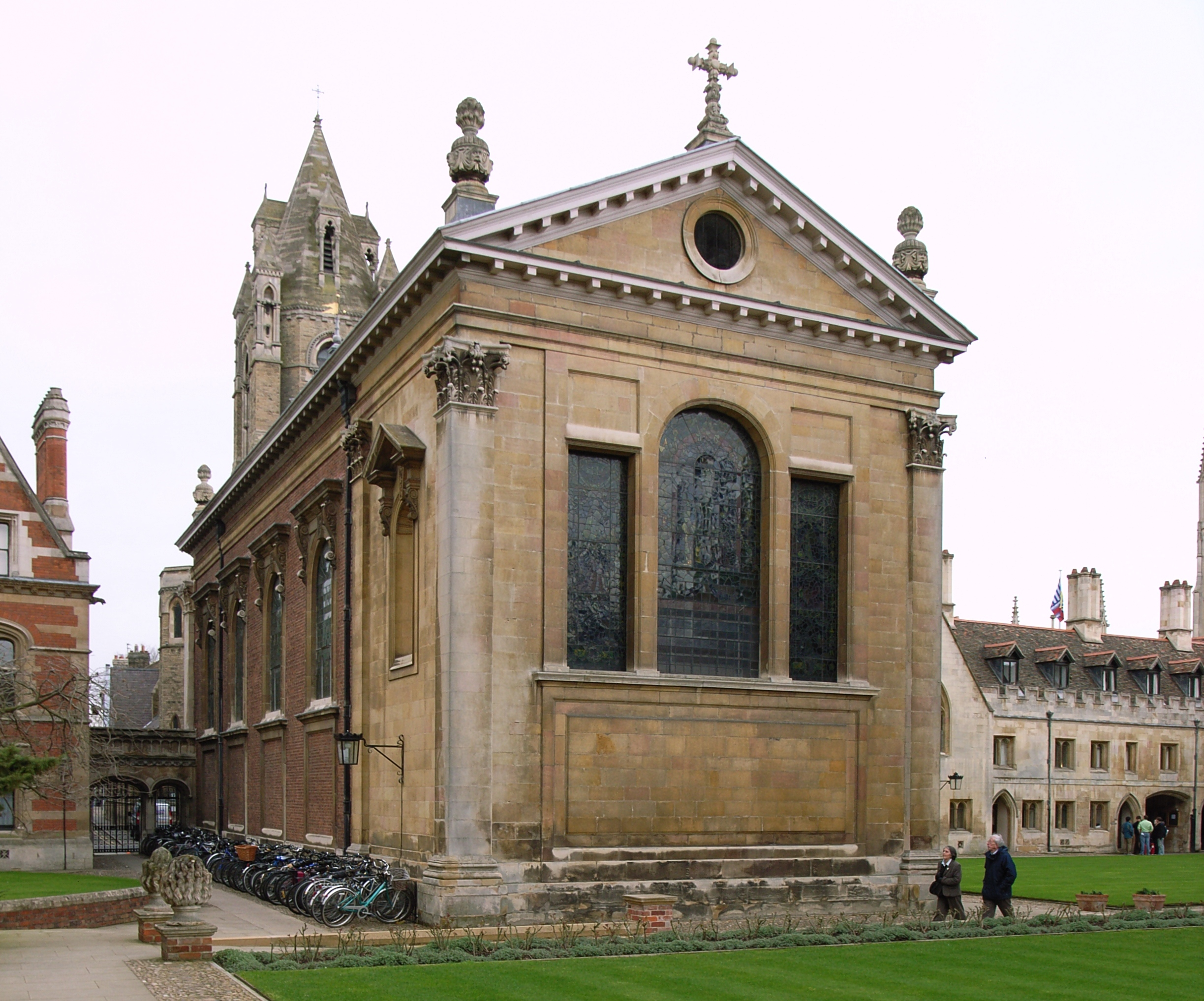
Capilla del Pembroke College
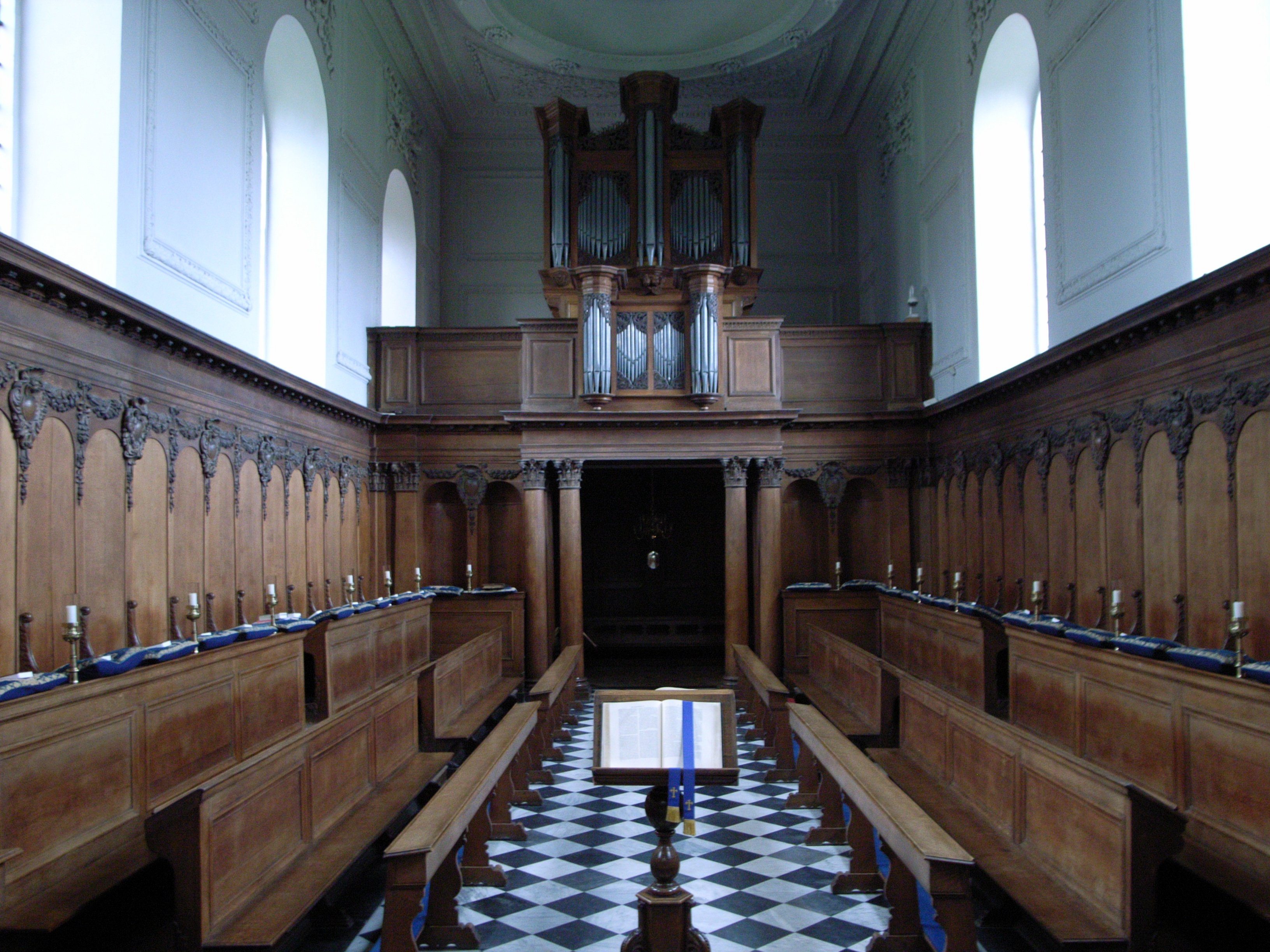
Interior de la capilla del Pembroke College
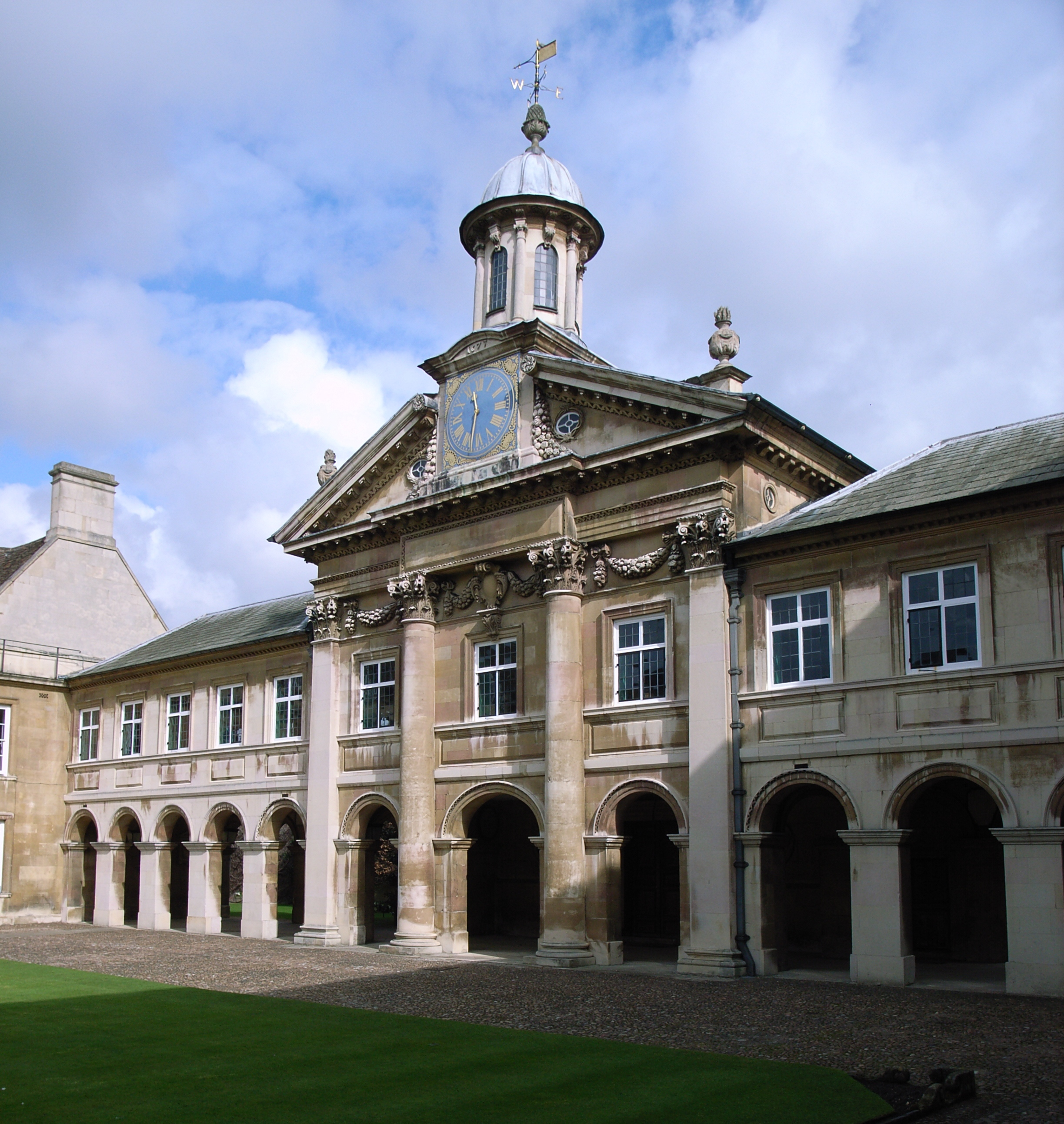
Capilla del Emmanuel College (1677)
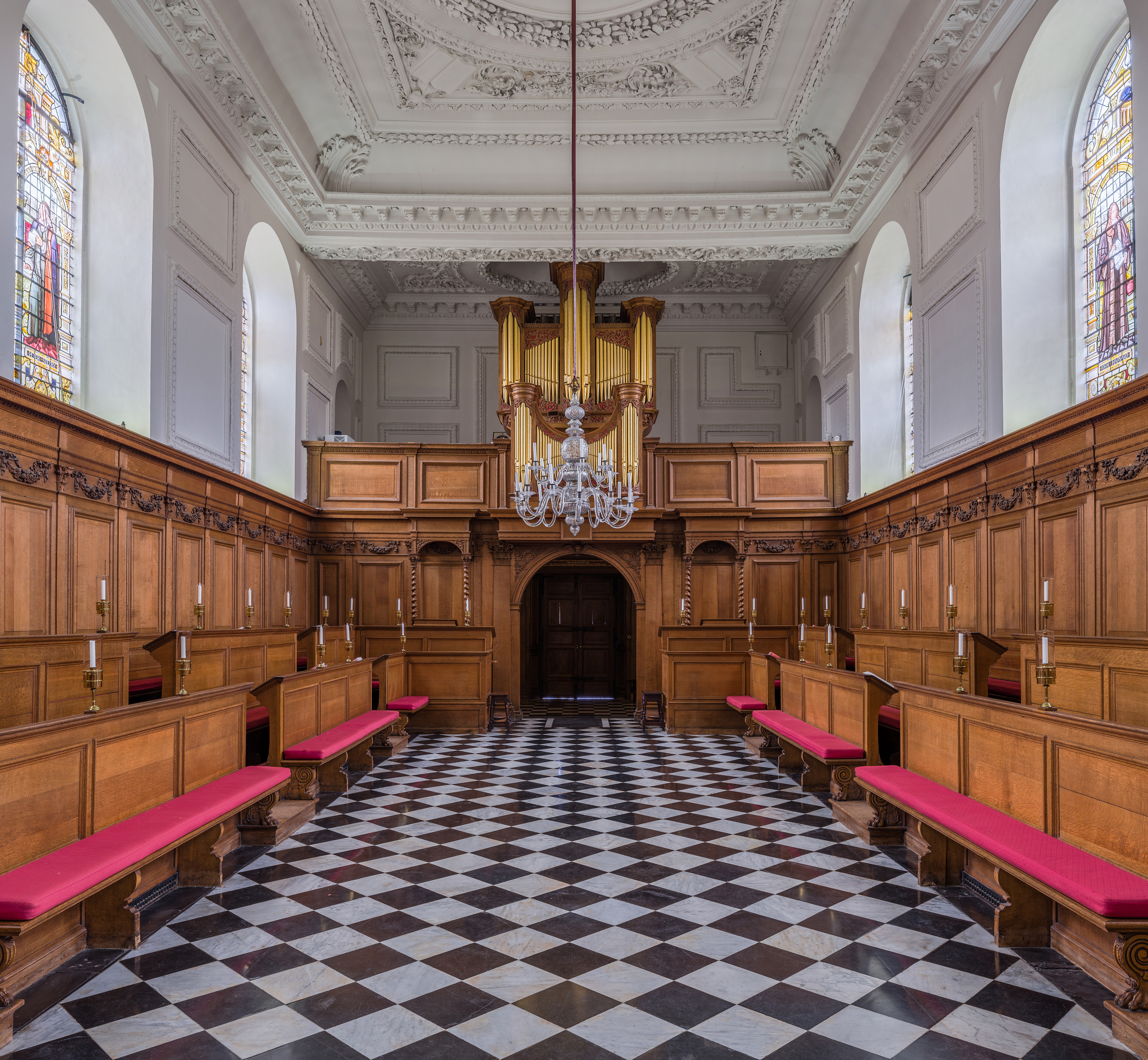
Interior de la capilla del Emmanuel College

### El reconstructor de Londres

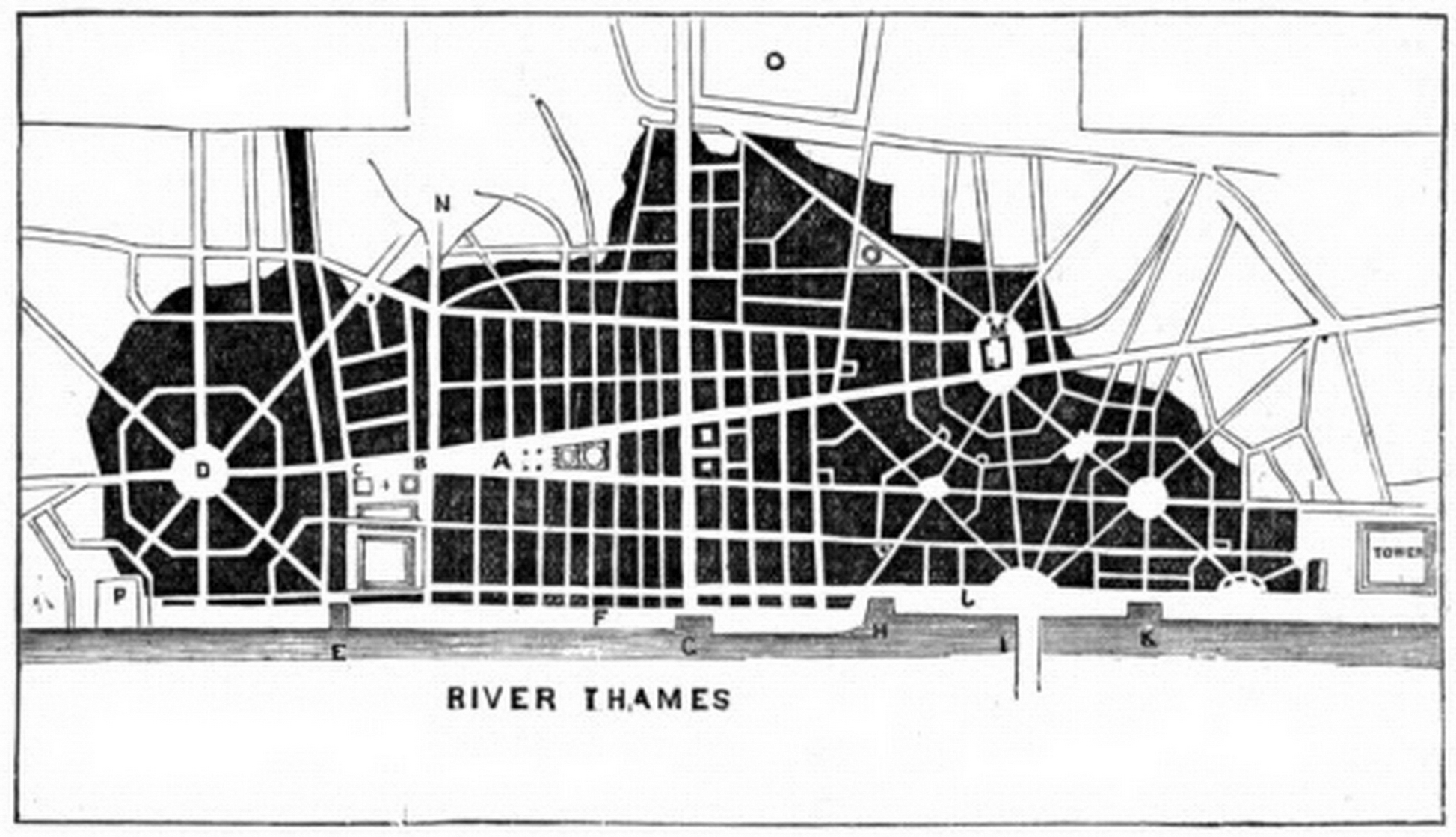
La planta de Wren para la reconstrucción después del Gran Incendio de Londres

Pero, la gran oportunidad de demostrar su valía como maestro-arquitecto le llegó cuando fue necesario reconstruir Londres después del Gran Incendio de 1666. Nombrado Comisionado para la Reconstrucción de la Ciudad de Londres (Commissioner for Rebuilding the City of London) ese mismo año, realizó un estudio del área destruida por el incendio con la ayuda de tres inspectores, uno de ellos Robert Hooke. Wren redibujó todo la planta de la ciudad, planeando amplias avenidas que irradiaban desde un espacio central, pero los propietarios de los terrenos frustrarán la aplicación de este plan director. También dirigió la reconstrucción de 51 iglesias y, a pesar de la gran carga del cargo, siguió siendo titular de su cátedra de astronomía en Oxford. Colaboró con muchos artistas como los escultores Grinling Gibbons, Peter van Dievoet o Arnold Quellin.
En 1669, Wren fue nombrado Surveyor of St Paul's Cathedral [topógrafo de la catedral de San Pablo]. Ya había estado involucrado en los trabajos de reparación de la antigua catedral en 1663 y, naturalmente, ese cargo le llegó después de haber sido ese mismo año nombrado Surveyor-General of the King's Works.

### Catedral de San Pablo

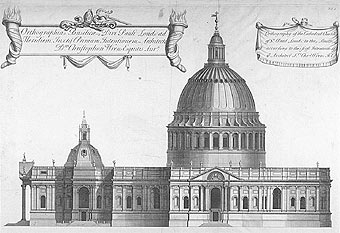
Diseño en cruz griega para San Pablo

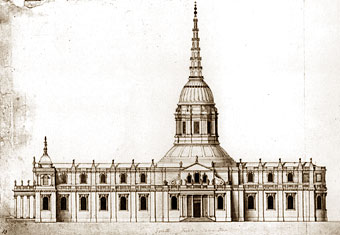
Diseño aprobado (warrant design)

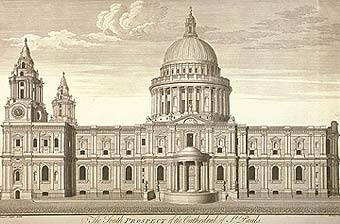
La catedral de Wren tal como fue construida

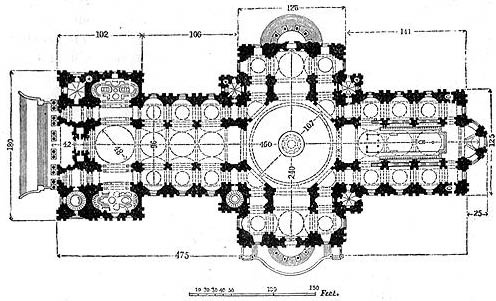
Planta de la catedral

La catedral de San Pablo ha sido siempre el punto culminante de la reputación de Wren. Su asociación con el edificio abarca toda su carrera arquitectónica, incluidos los 36 años entre el inicio del nuevo edificio y la declaración del Parlamento de su finalización en 1711.
Wren había estado involucrado en algunas reparaciones de la antigua catedral desde 1661. En mayo de 1666, recibió instrucciones de estudiar su sustitución, ya que estaba en muy malas condiciones e hizo su primer diseño para una cúpula para San Pablo. Fue aceptado en principio el 27 de agosto de 1666. Sin embargo, una semana después, el Gran Incendio de Londres redujo dos tercios de la ciudad a un desierto humeante y la vieja San Pablo a una ruina. Wren probablemente estaba en Oxford en ese momento, pero las noticias, tan fantásticamente relevantes para su futuro, lo llevaron de inmediato a Londres. Entre el 5 y el 11 de septiembre, determinó el área precisa devastada, elaboró un plan para reconstruir la ciudad y lo presentó a Carlos II. Otros también presentaron planes. Sin embargo, ningún plan nuevo avanzó más allá del documento en el que fue elaborado. En 1667 se aprobó una ley de reconstrucción que propiciaba la reconstrucción de algunos edificios esenciales. En 1669, falleció John Denham, el King's Surveyor of Works, y Wren fue nombrado rápidamente para el cargo.
Hasta 1670 el ritmo de la reconstrucción no comenzó a acelerarse. Ese año, se aprobó una segunda ley sobre la reconstrucción, aumentando el impuesto sobre el carbón y proporcionando así una fuente de fondos para la reconstrucción de las iglesias destruidas dentro de la ciudad de Londres. Wren presentó su "primera maqueta" inicial para San Pablo. Este plan fue aceptado, y comenzó la demolición de la antigua catedral. Pero en 1672, sin embargo, fue rechazado por el Consejo de la Ciudad de Londres (London City Council) porque se consideraba que carecía de grandeza. Presentó un diseño modificado, llamado "Gran Maqueta", que fue aceptado por el rey y la construcción comenzó en noviembre de 1673.  Wren luego presentó en 1674 un segundo proyecto, un plan acompañado de una maqueta (hoy conservada en el Museo de South Kensington), que fue rechazado por el capítulo catedralicio, ya que su diseño estaba demasiado inspirado en la arquitectura griega antigua que se consideraba inapropiada para una iglesia cristiana; además, tenía un inconveniente económico. A pesar de los dramas de su vida personal en ese momento, Wren volvió al trabajo, conminado a diseñar una forma de catedral deseada por el clero y realizó en 1674 un tercer proyecto en forma de cruz latina, coronado por una gran cúpula, un compromiso clásico-gótico conocido como el Warrant Design (diseño de la orden). Sin embargo, ese diseño, llamado así por la orden real del 14 de mayo de 1675 adjunta a los dibujos, no era el diseño a partir del que habían comenzada las obras unas semanas antes.Fue este último el que está en la base de la construcción actual, pero Wren, que no estaba satisfecho con su diseño original, obtuvo el permiso real para modificarlo, lo que hará durante los treinta y cinco años que duraran las obras.
El estudio de esta cúpula comenzó en 1669 y, contrariamente a una creencia popular generalizada, la concepción de la cúpula intermedia no revela el modelo de construcción de la «cadena inversa», defendido por Robert Hooke: la curva formada por una cadena en suspensión, cuando se invierte, da la forma de un arco de mampostería «perfecto», que contiene y sigue la línea de empujes. Aunque Wren y Hooke eran conscientes de las notables propiedades de esa curva, en ese momento no pudieron encontrar una formulación matemática exacta (que llegó solo en 1691 con Jacques Bernoulli, Leibniz y Huygens). Ese boceto, que data de 1690, representa un momento clave en el diseño de la catedral de San Pablo. La inscripción de la mano de su alumno Nicholas Hawksmoor, que se encuentra en la parte inferior de ese boceto, se observa como el trabajo de Christopher Wren. En el boceto, se encuentra una «aproximación» de la curva de la cadena invertida: esta curva es una parábola cúbica (ver la figura 2 del documento en referencia, y las tres curvas superpuestas). La cúpula está formada por el conoide, creado por la rotación de la semiparábola cúbica y=x³, sobre el eje de las ordenadas. La cúpula pesa 65 000 toneladas y fue inaugurada en 1708.

Cúpula de la catedral de San Pablo
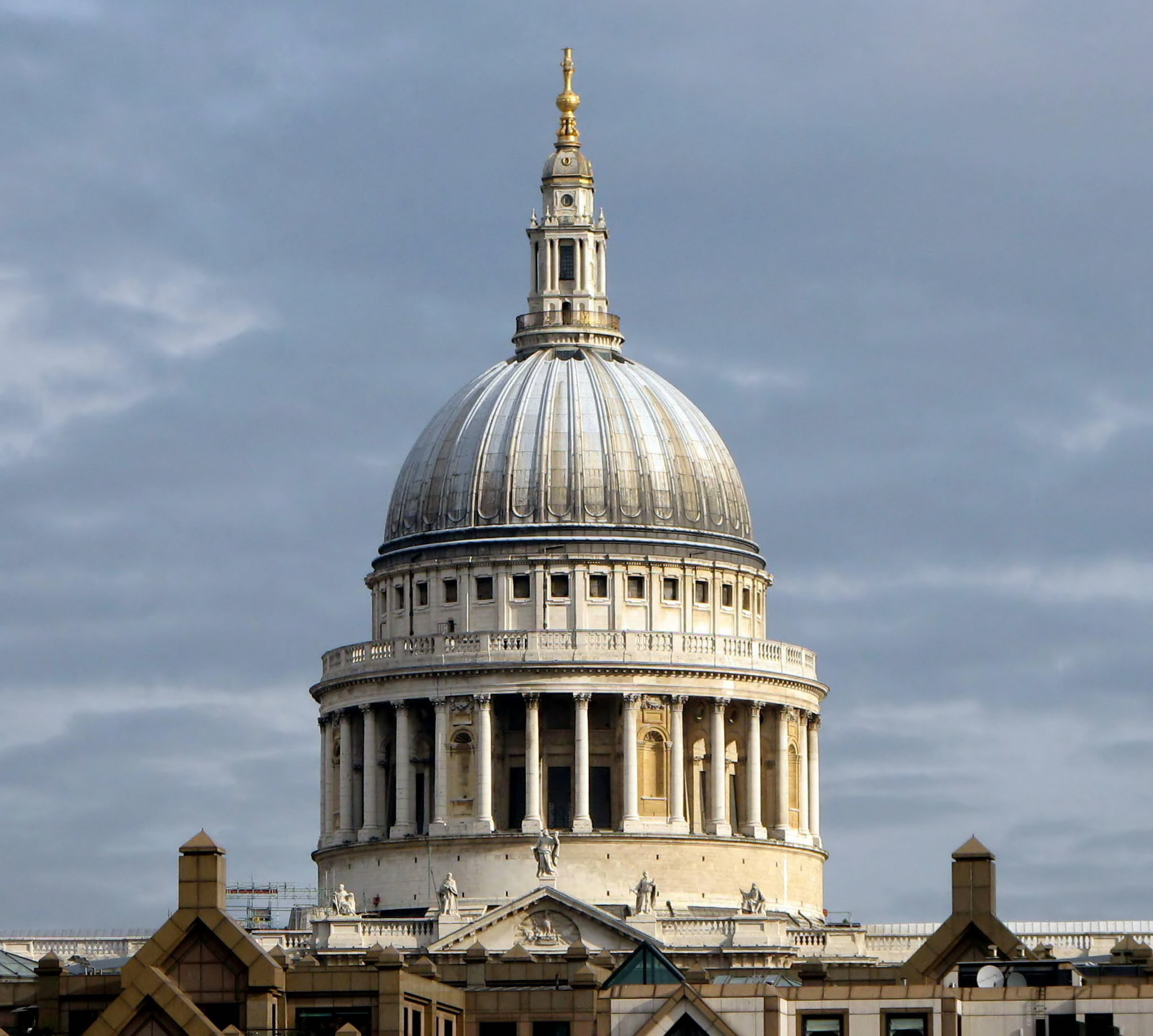
Vista lejana de la cúpula
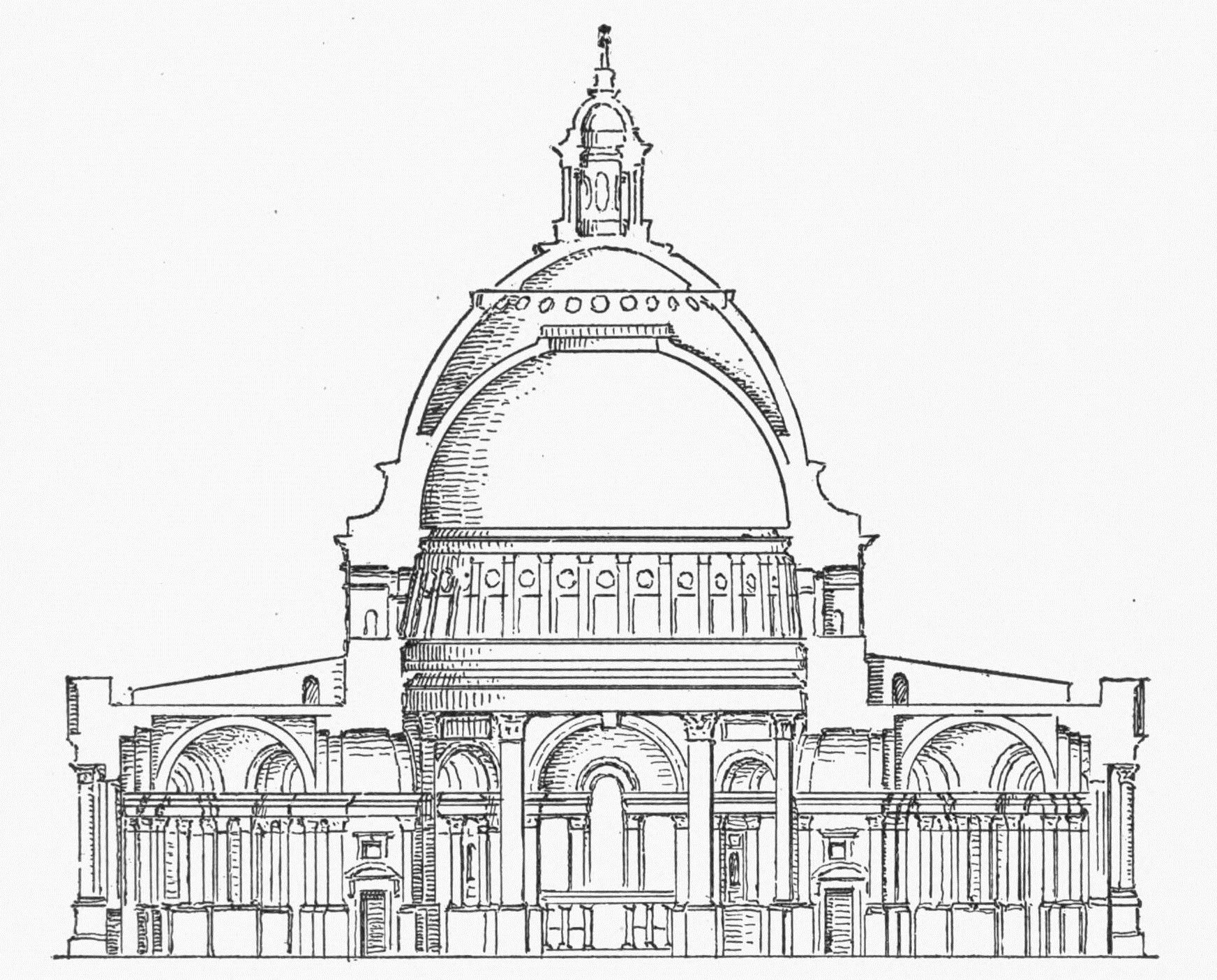
Sección transversal de la cúpula
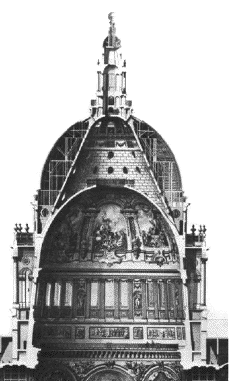
Sección con el cono de ladrillo entre ambas cúpulas
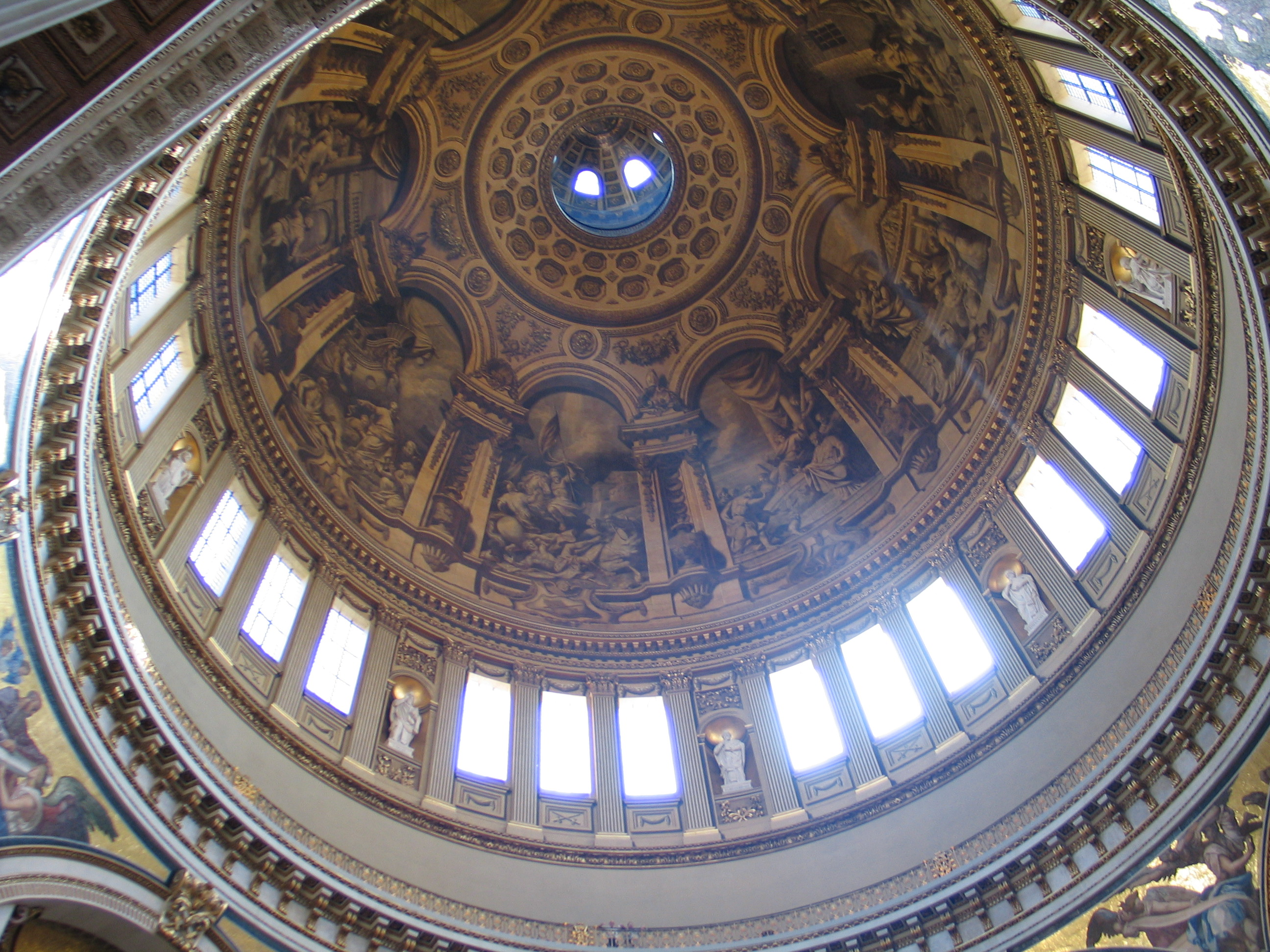
Cúpula interior

La catedral que Wren comenzó a construir tenía un ligero parecido con el Warrant Design. En 1697, se celebró el primer servicio en la catedral cuando Wren tenía 65 años. Sin embargo, todavía no tenía la cúpula. Finalmente, en 1711 la catedral fue declarada completa, y Wren recibió la mitad de su salario que, con la esperanza de acelerar el progreso, el Parlamento le había retenido durante 14 años desde 1697. La catedral había sido construida durante 36 años bajo su dirección, y la única decepción que tuvo sobre su obra maestra fue la cúpula: contra sus deseos, la comisión contrató a Thornhill para pintar el interior de la cúpula en una perspectiva falsa y finalmente autorizó una balaustrada alrededor de la línea de prueba. Esto diluyó el filo duro que Wren había pretendido para su catedral, y provocó el acertado comentario parto de que «las mujeres no piensan nada bien sin un límite».
Wren tenía cuarenta y tres años en el momento del comienzo de las obras y no esperaba ver el edificio terminado, pero su notable longevidad (morirá a la edad de noventa años), le permitirá ver su trabajo completado en 1711, doce años antes de su muerte.

Catedral de San Pablo
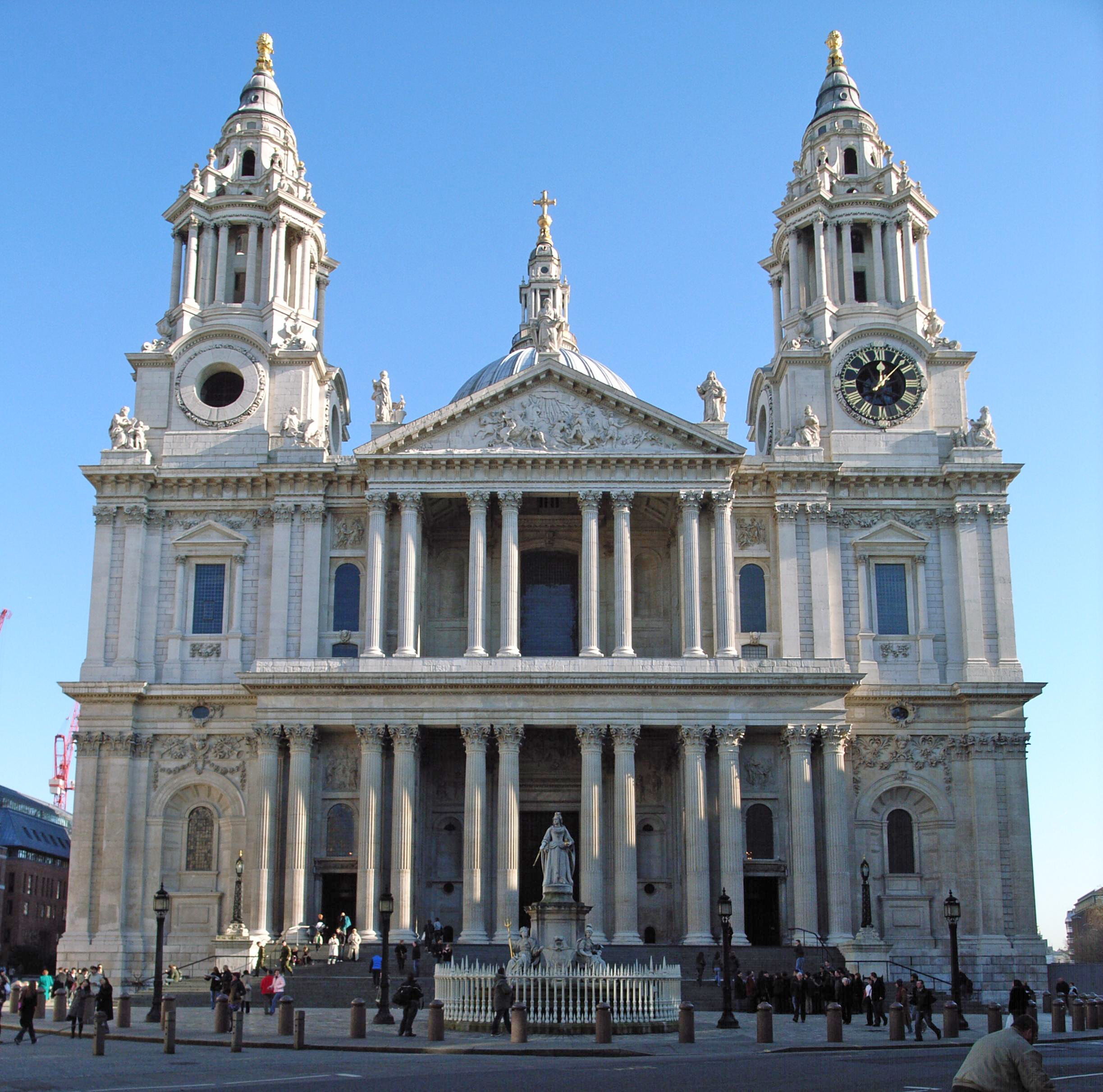
Fachada oeste
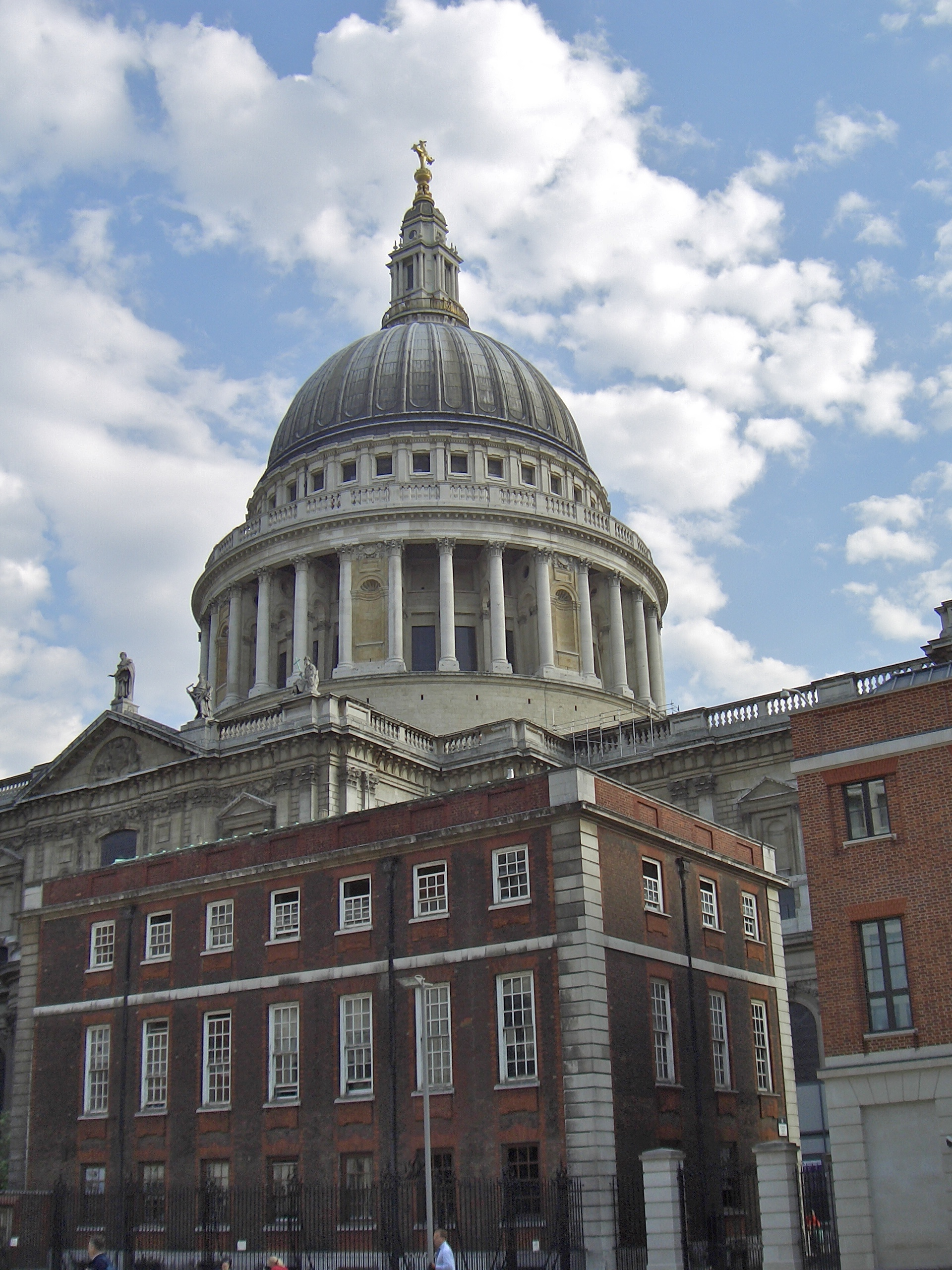
Lado norte con la sala capitular (también de Wren)
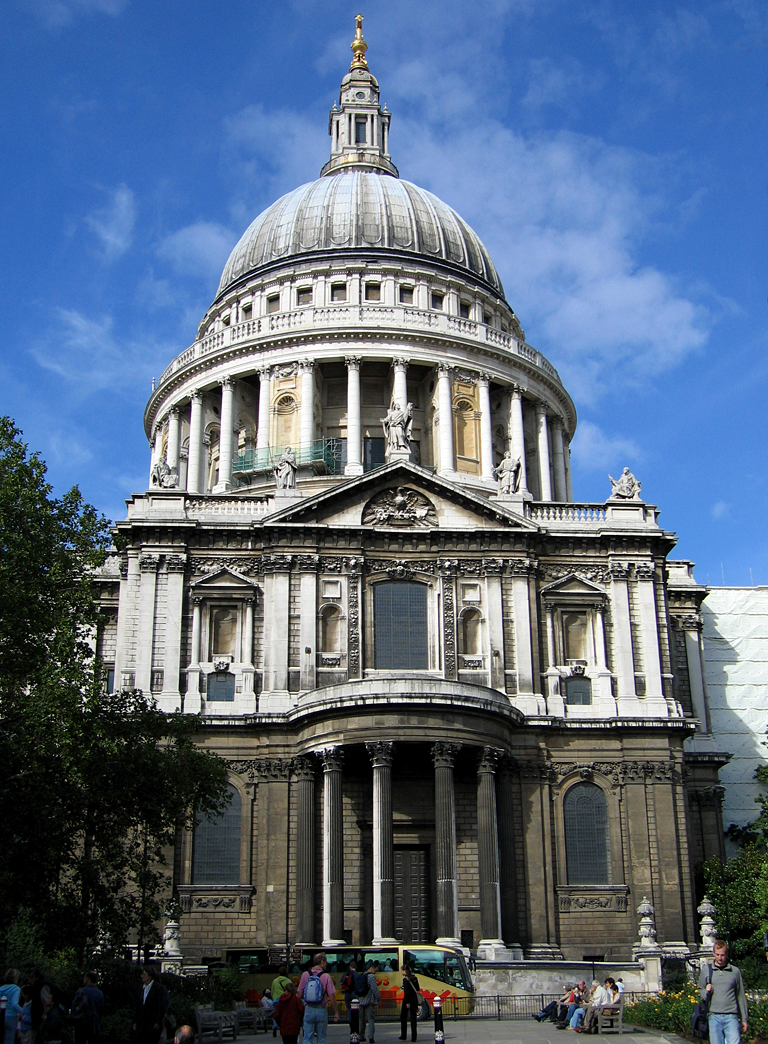
Crucero sur y cúpula
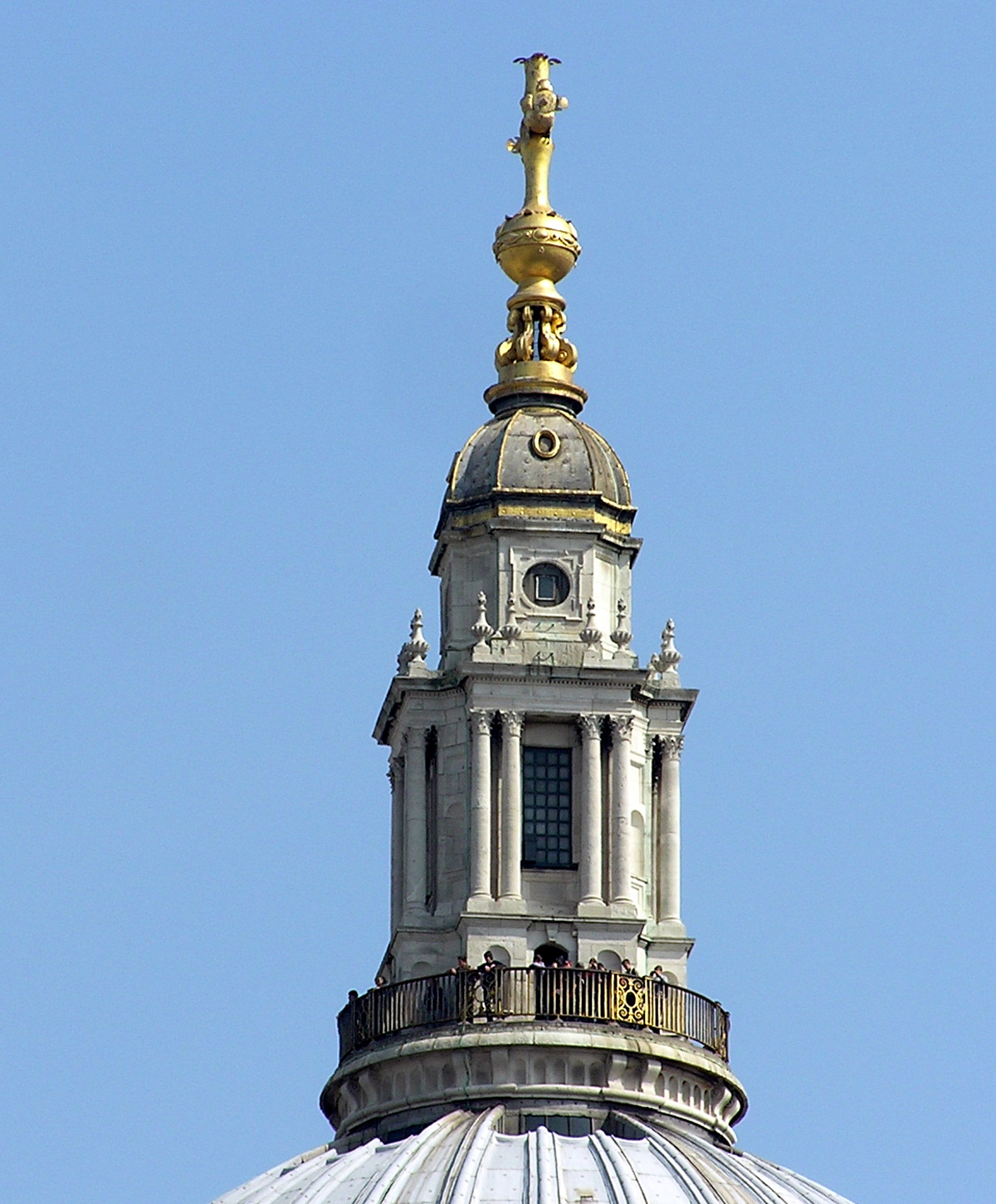
La linterna
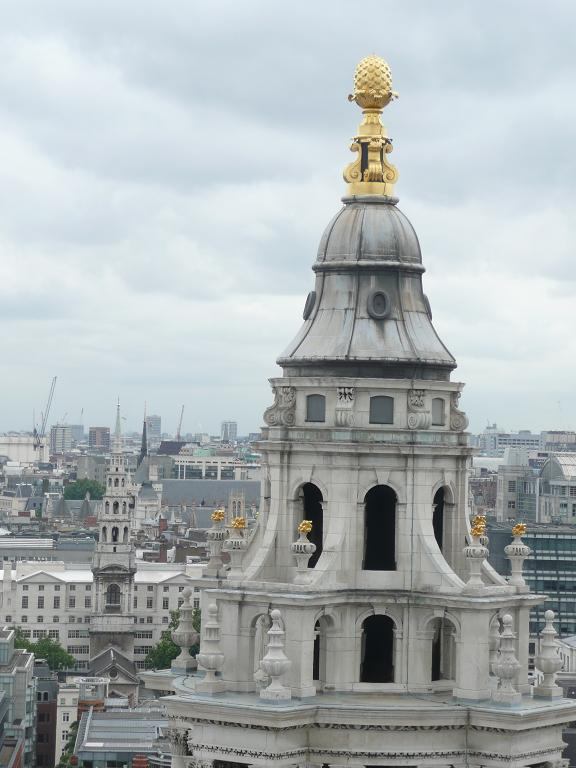
Parte superior de la torre noroeste
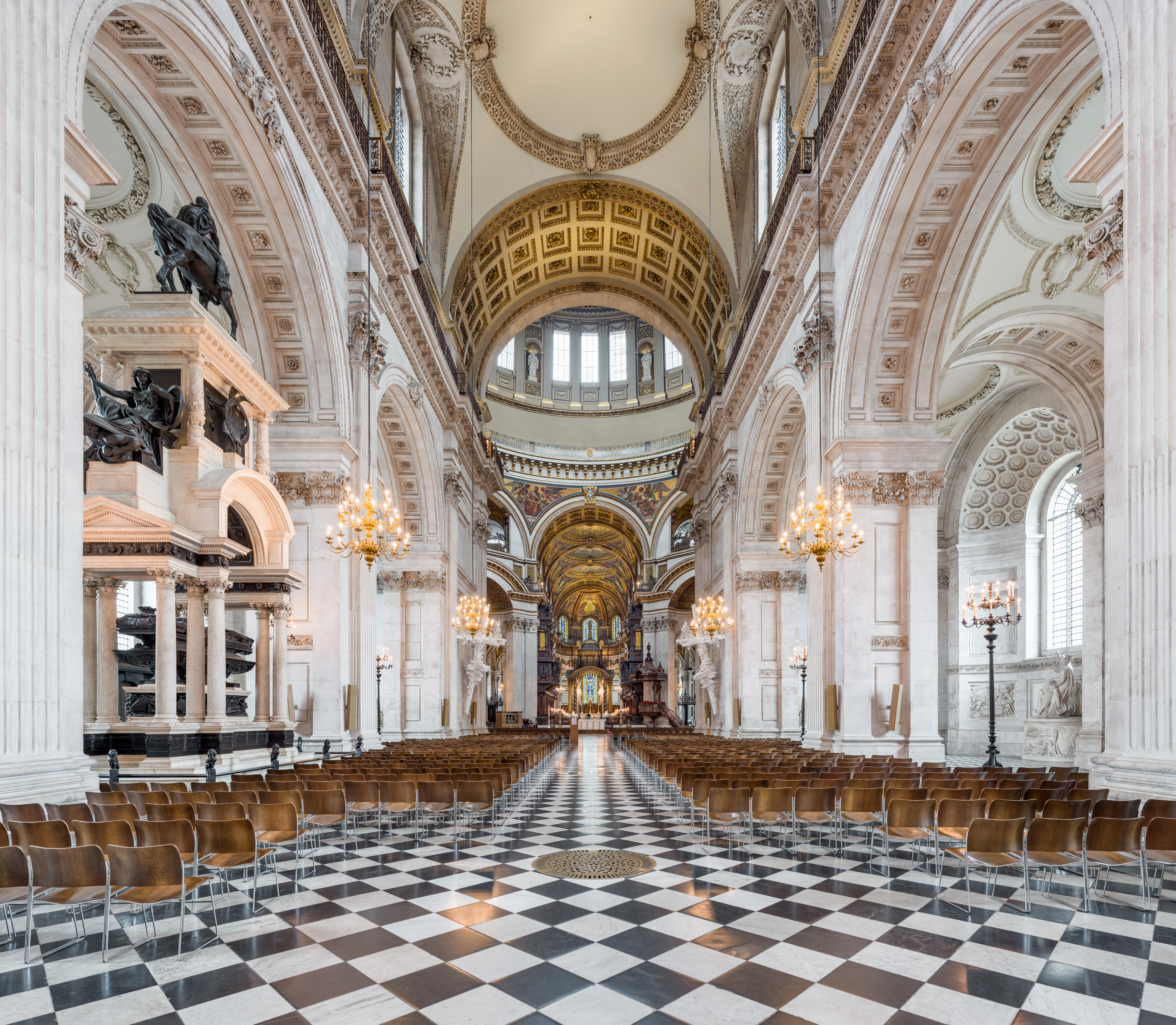
Vista interior de la nave

### Grandes obras arquitectónicas en las décadas de 1670 y 1680

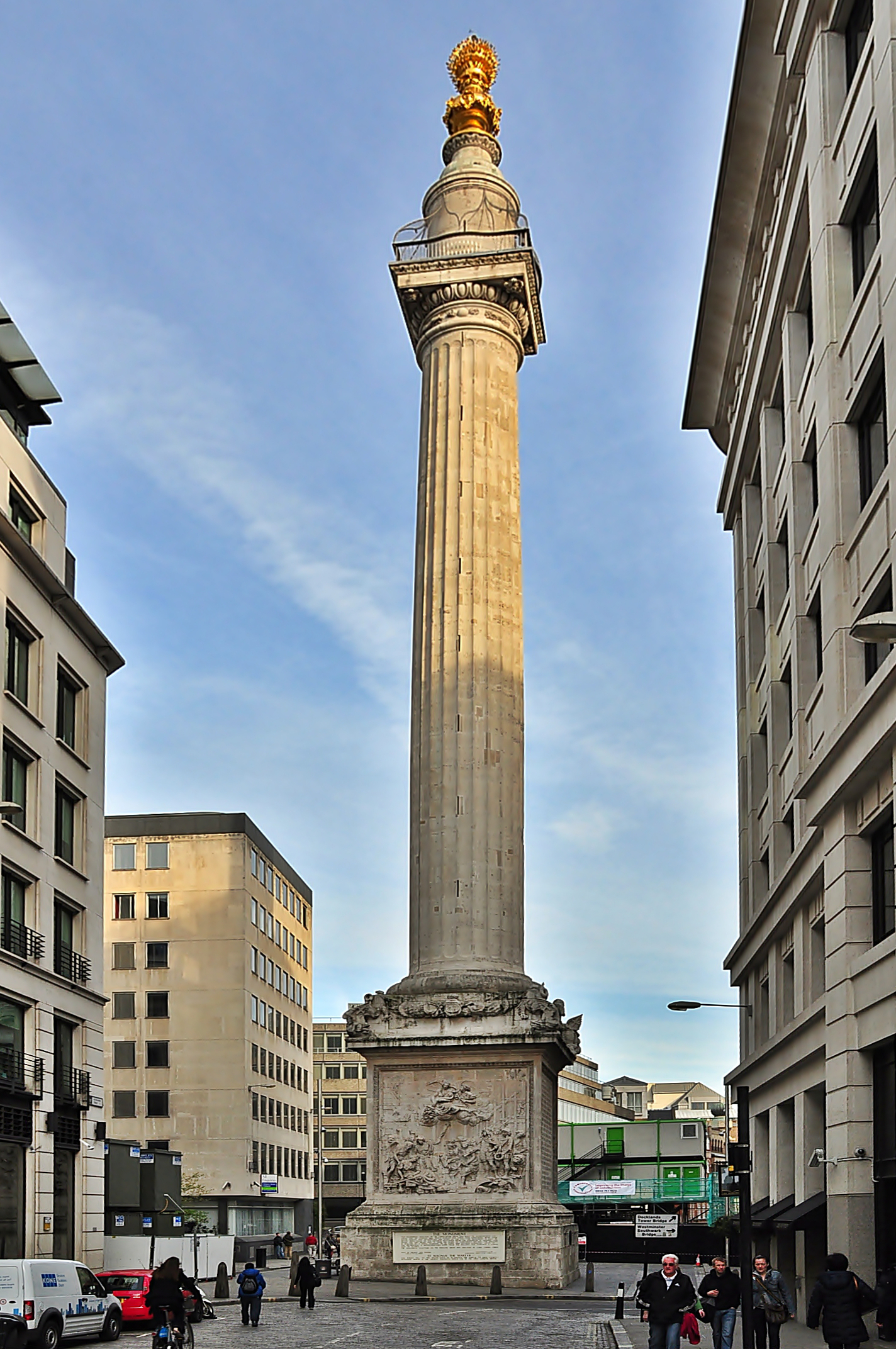
Monumento al Gran Incendio de Londres (1671-1676), obra de Wren y Robert Hooke

Durante la década de 1670, Wren recibió importantes encargos seculares que pusieron de manifiesto tanto la madurez y la variedad de su arquitectura como la sensibilidad de su respuesta a diversas instrucciones.
Entre muchos de sus diseños notables en ese momento, el monumento al Gran Incendio de Londres (1671-1676) también involucró a Robert Hooke, pero Wren tenía el control del diseño final. El monumento es una alta columna dórica estriada, de 62 m de altura,  construida con piedra de Portland coronada con una urna de fuego dorada.
En 1675, fue comisionado por el rey Carlos II para construir el observatorio de Greenwich (1675-1676), para John Flamsteed, que acababa de ser nombrado el primer astrónomo real de Inglaterra. Pero el tesoro real no estaba en el mejor momento y se le pidió a Wren que hiciese un proyecto económico. Flamsteed House, la parte original del Observatorio, diseñada por Wren, probablemente asistido por Hooke, fue construida con un costo de £ 520 (£ 20 por encima del presupuesto) a partir de materiales reciclados en gran medida en los cimientos de la torre de Duke Humphrey, el precursor del castillo de Greenwich. En lugar de hacer observaciones astronómicas, el centro estaba destinado a realizar investigaciones sobre el problema del cálculo de la longitud, y su resolución pudo ofrecer a Inglaterra una ventaja importante en la conquista de los mares.
La Biblioteca Wren en el Trinity College de Cambridge (1676-1695) fue diseñada por Wren en 1676, a instancias de su amigo, el rector de Trinity, Isaac Barrow, quien moriría el año siguiente. Wren no aceptó pago alguno por su diseño. La biblioteca es un gran salón diáfano situado sobre una columnata que por el lado oeste da al Nevile's Court, uno de los claustros del Trinity College (considerado su sanctasanctórum), y con vistas al río Cam por el lado este. A diferencia del diseño habitual de las bibliotecas hasta entonces, ideadas básicamente para proteger sus fondos, Wren dispuso grandes ventanales para que los lectores pudieran aprovechar al máximo la luz natural.

Observatorio de Greenwich y Biblioteca Wren
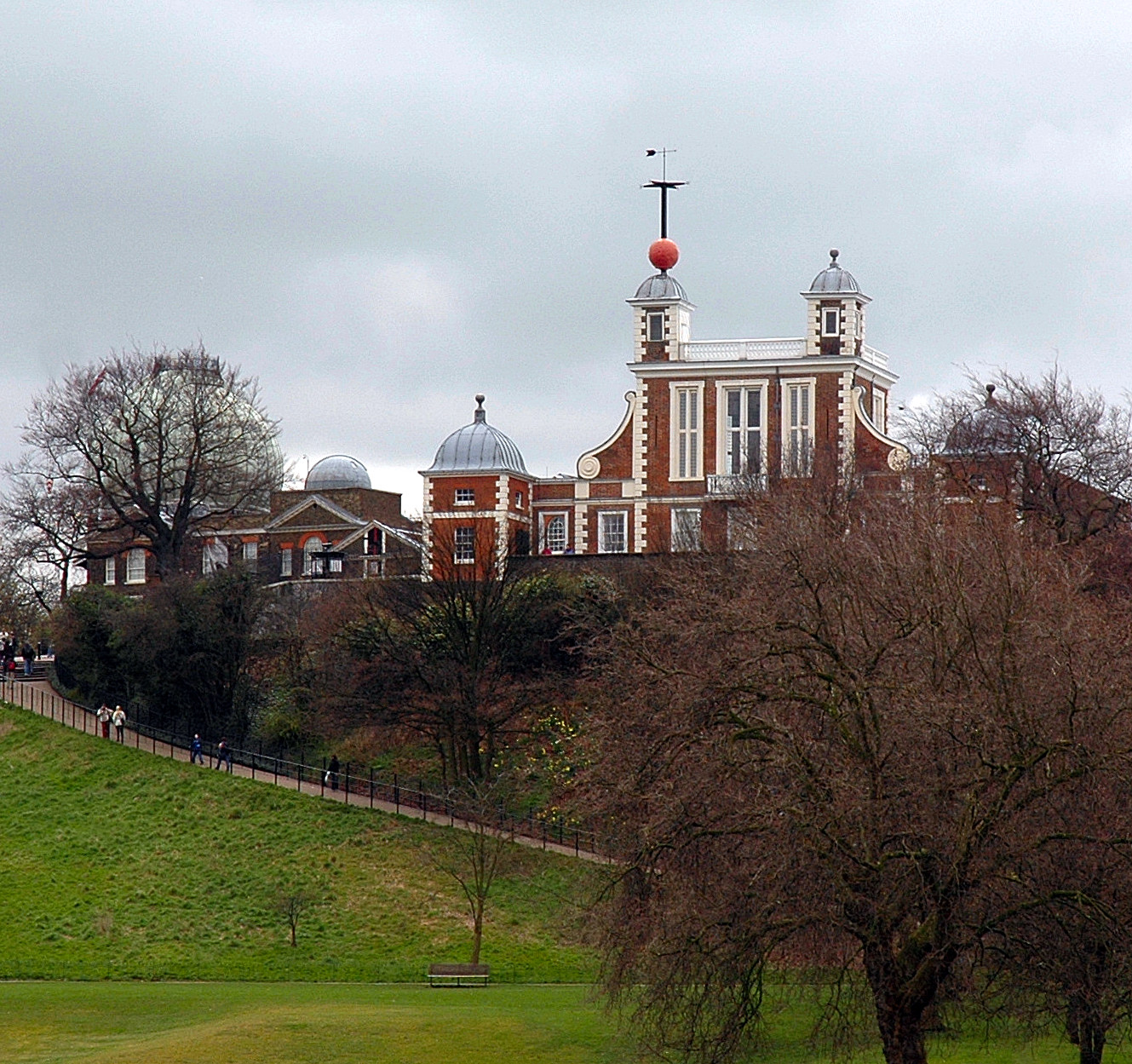
Observatorio de Greenwich (1675-1676)
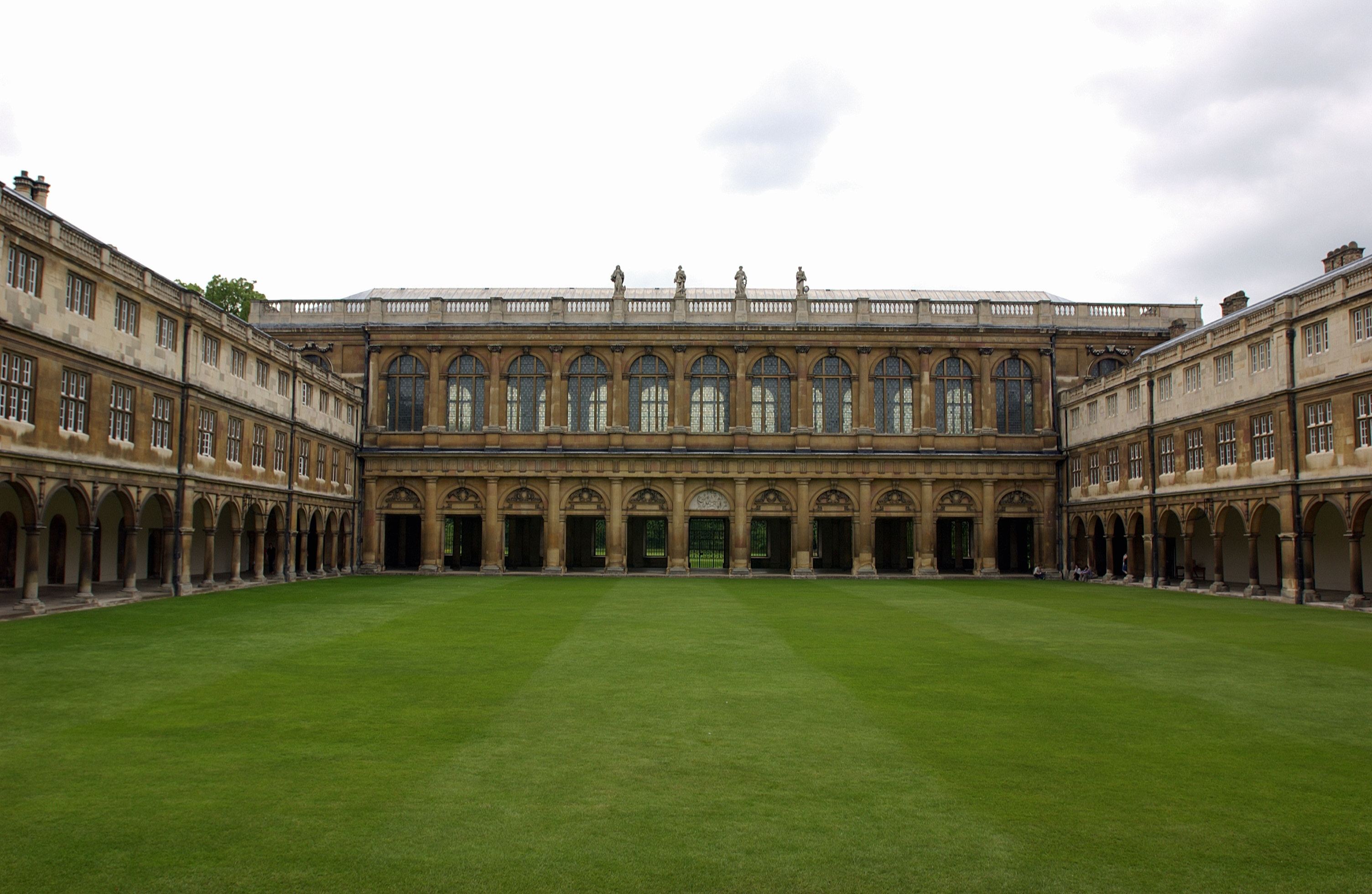
Biblioteca (1676-1695), Trinity College, Universidad de Cambridge
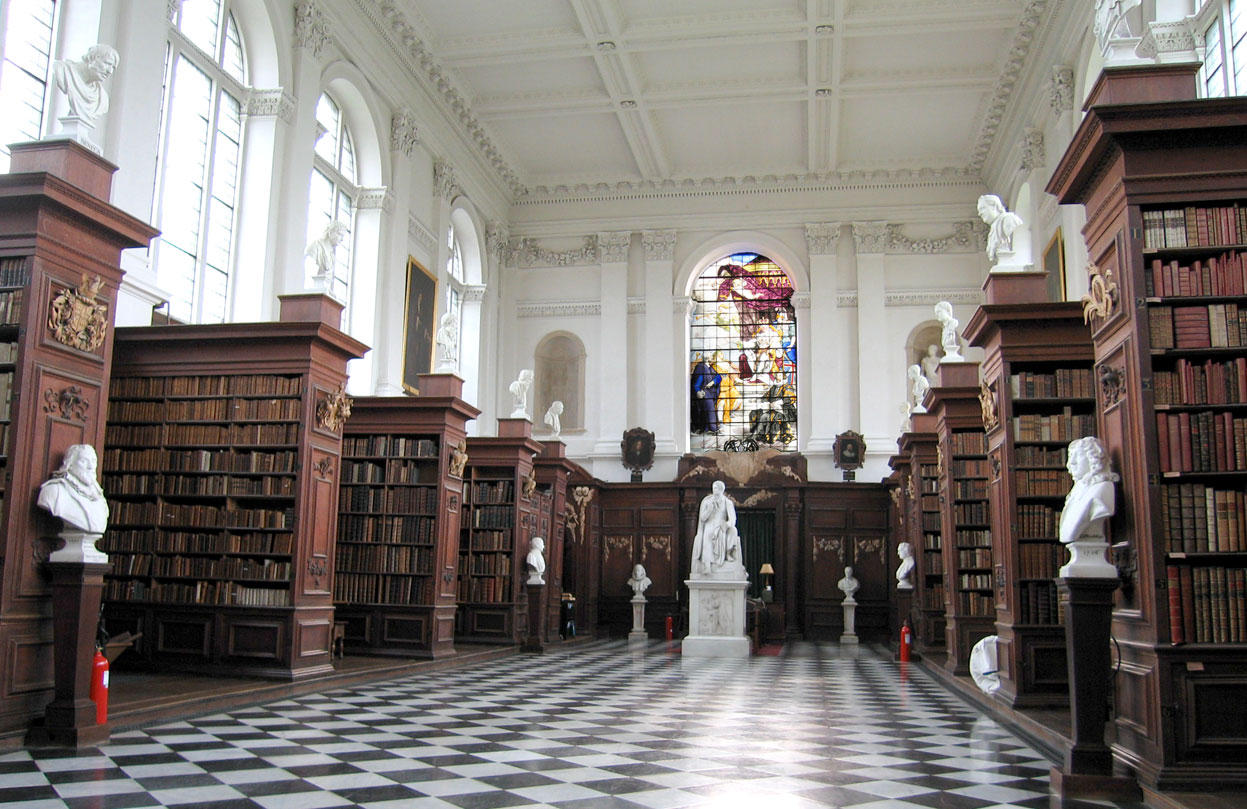
Interior de la biblioteca, Trinity College, Universidad de Cambridge
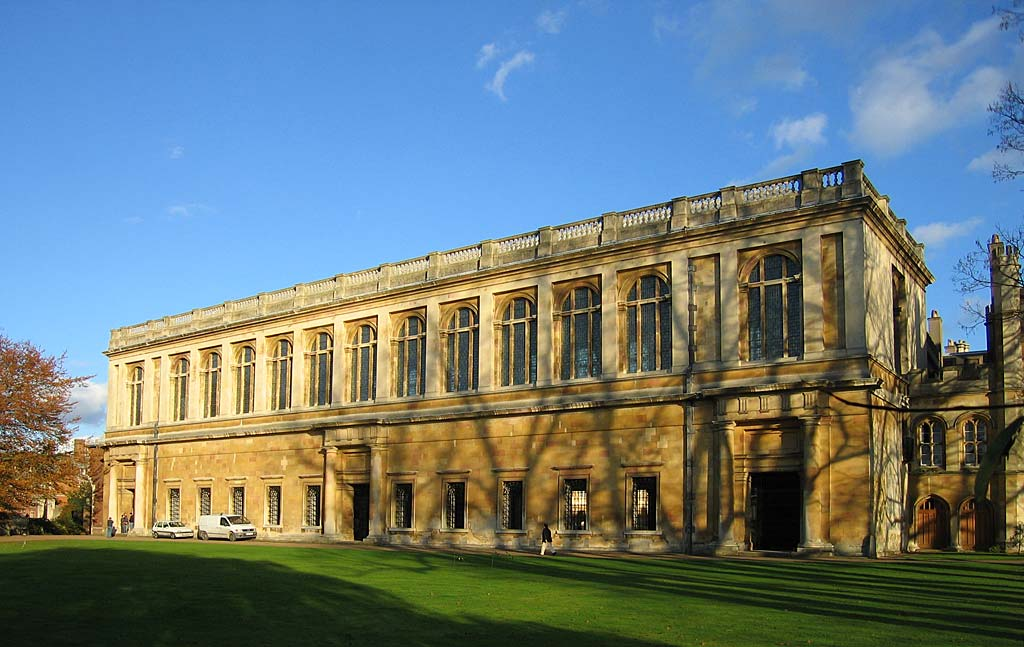
Biblioteca Wren del Trinity College, Universidad de Cambridge, vista desde el río

En 1682, Wren aconsejó que se quitaran las estatuas originales de las King's Beasts Bestias del Rey en la capilla de San Jorge, castillo de Windsor. Las bestias eran setenta y seis estatuas de animales heráldicos que sostenían los escudos de armas de las familias asociadas con el rey, que por su estado de descomposición, amenazaban desplomarse. Los pináculos quedaron desnudos hasta 1925, cuando se instalaron réplicas de estatuas.
Por accidente histórico, todos los encargos seculares a gran escala de Wren llegaron después de la década de 1680. A la edad de 50 años, su desarrollo personal, al igual que el de la arquitectura inglesa, estaba listo para una arquitectura monumental pero humana, en la que las escalas de las partes individuales se relacionan tanto con el todo como con las personas que las usaron. El primer gran proyecto diseñado por Wren, el Hospital de Chelsea (1682-1692), no satisface completamente la vista a este respecto, pero cumplió su cometido con distinción y tanto éxito que incluso en el siglo XXI cumple su función original. La reconstrucción de la sala de estado en el castillo de Windsor fue notable por la integración de arquitectura, escultura y pintura. Esta comisión estaba en manos de Hugh May, quien murió en febrero de 1684, antes de que terminara la construcción; Wren asumió su puesto y finalizó los trabajos.

Los grandes hospitales
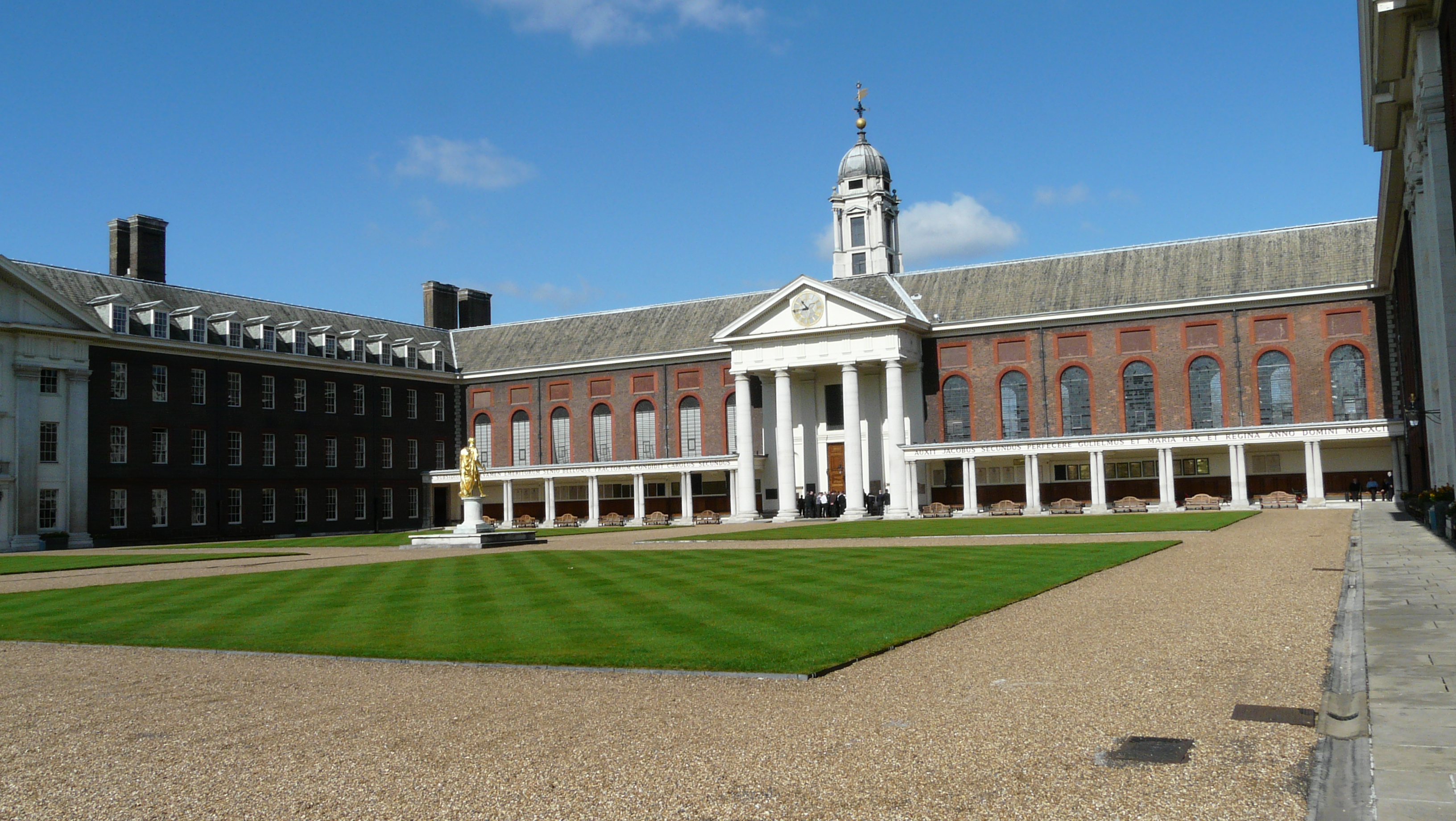
Royal Hospital Chelsea (1682-1692), fachada sur
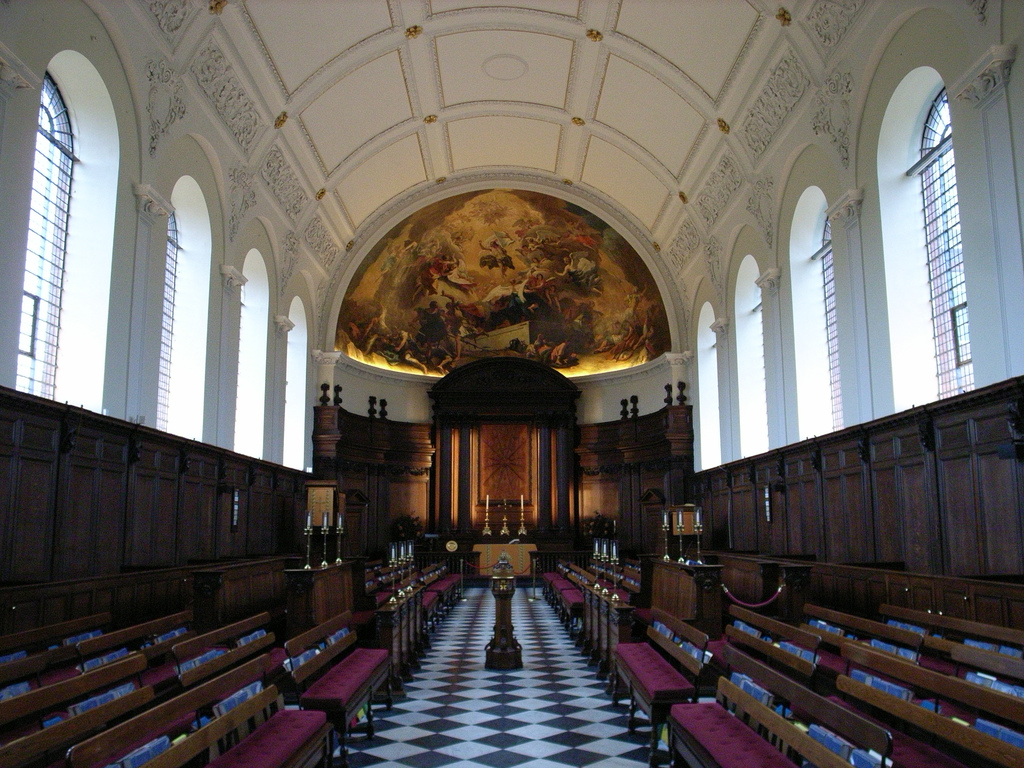
Capilla del hospital de Chelsea
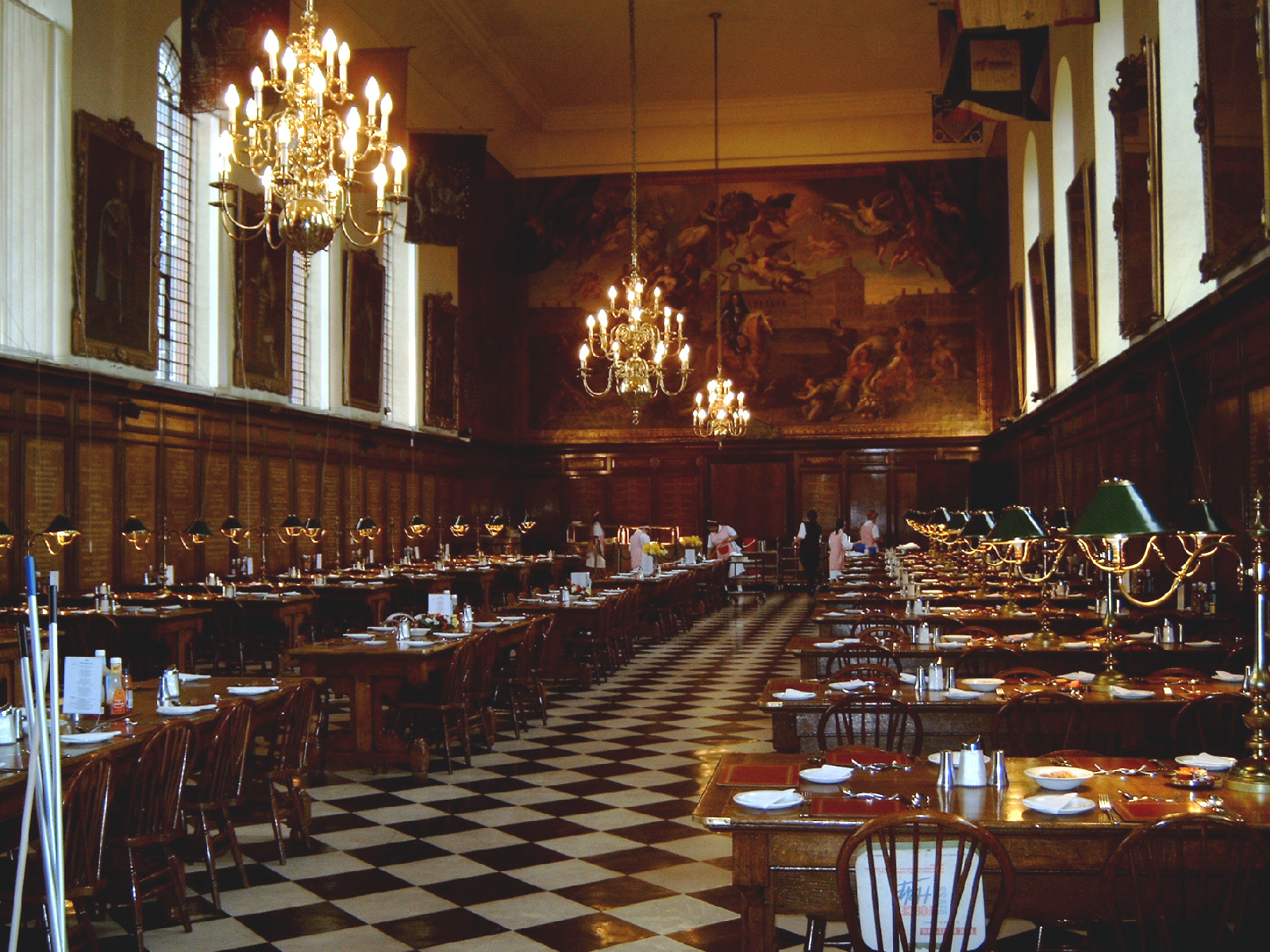
Comedor del hospital de Chelsea
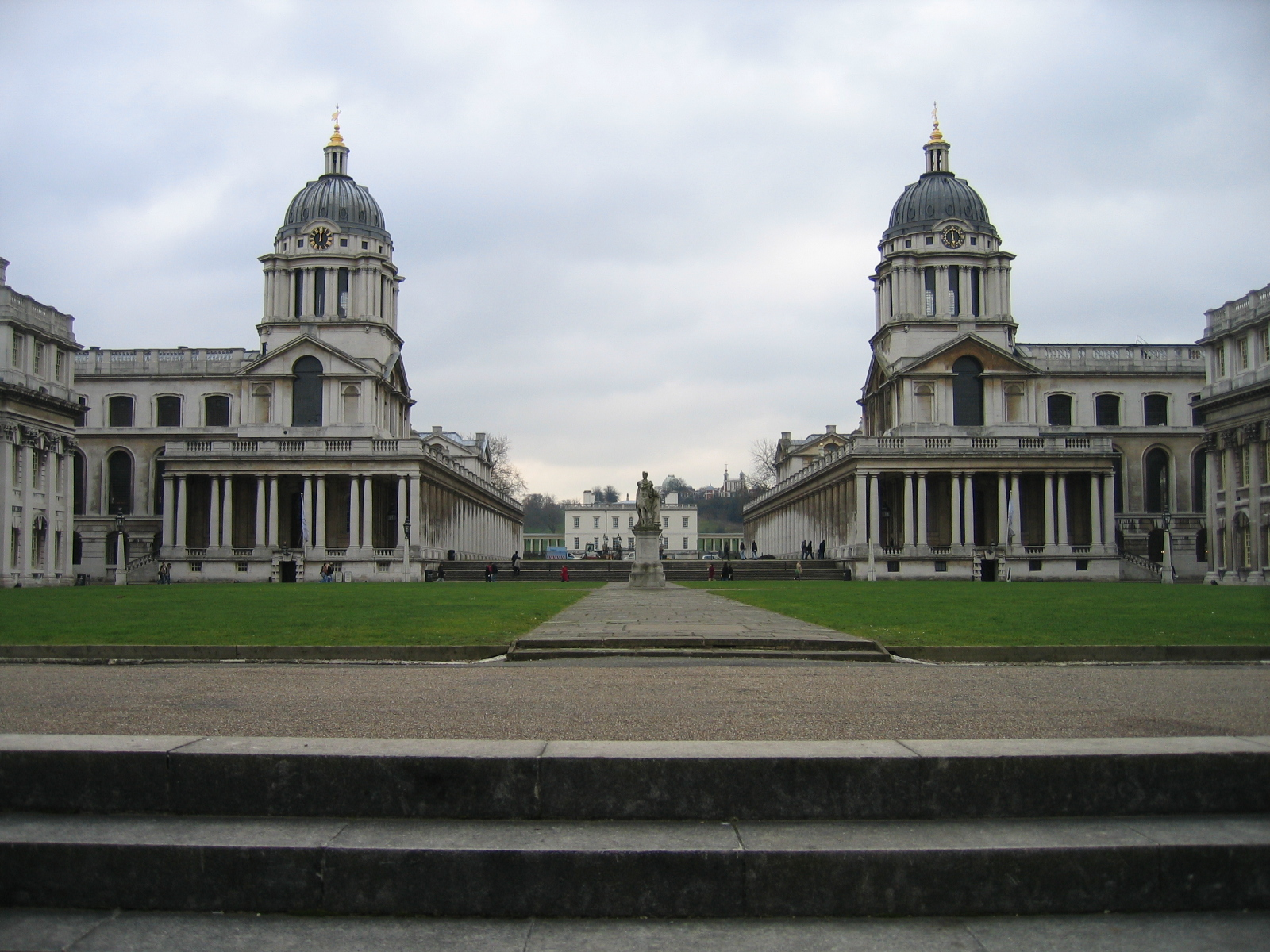
Hospital de Greenwich, fachada norte
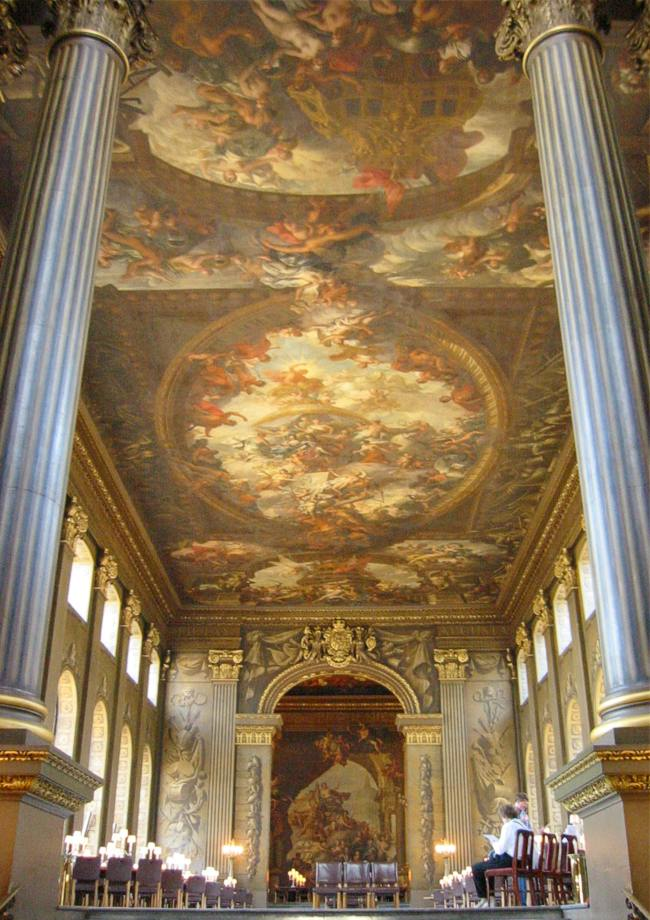
Greenwich Hospital, salón Pintado
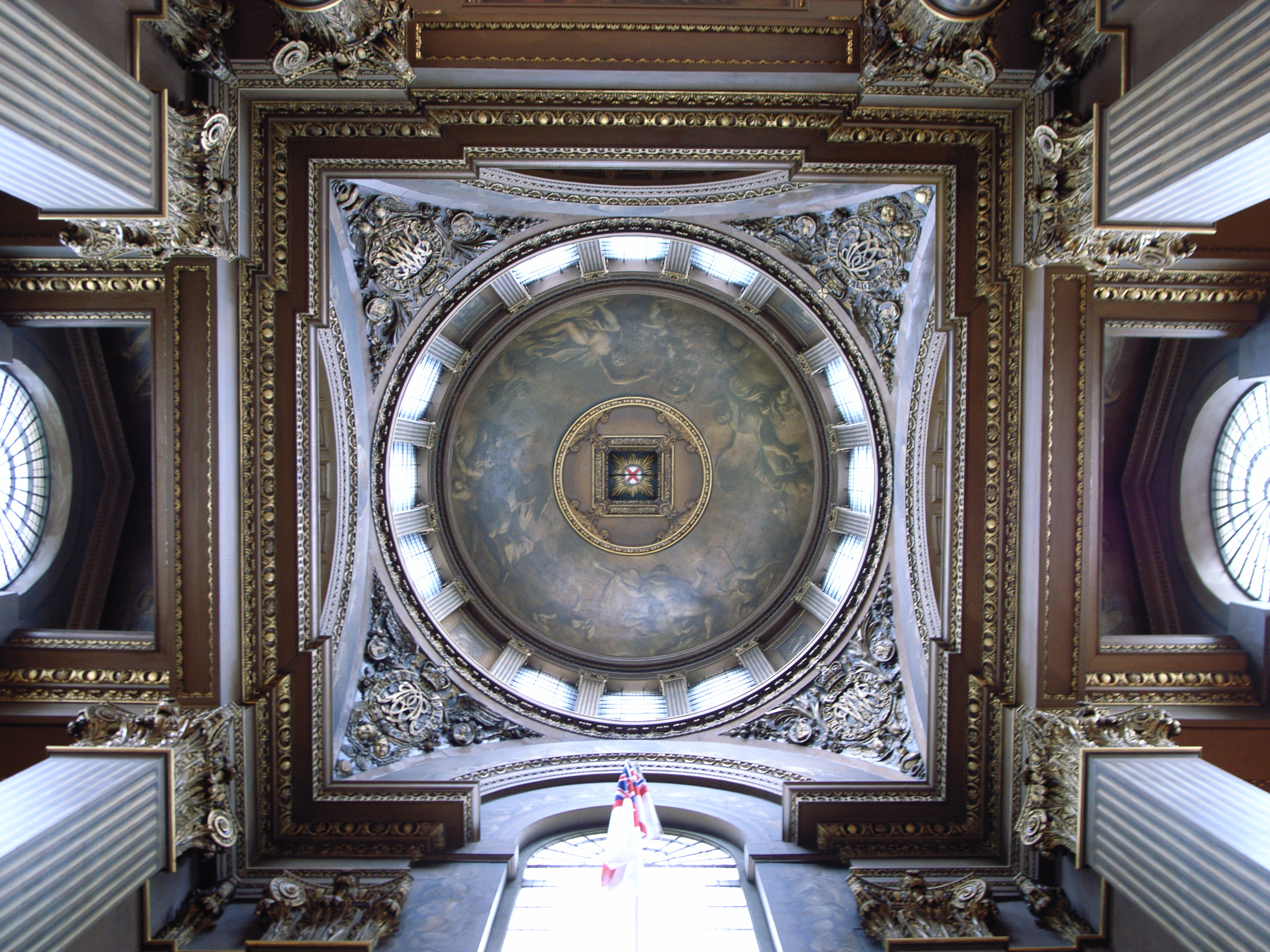
Greenwich Hospital, cúpula del salón Pintado

Entre 1683 y 1685 estuvo muy ocupado diseñando la King's House, Winchester, donde Carlos II esperaba pasar sus años de declive, pero que nunca se completó. Cuando Wren prometió que estaría completa en un año, el rey, que era consciente de su mortalidad, respondió que «a year is a great time in my life» (un año es mucho tiempo en mi vida).
Después de la muerte de Carlos II en 1685, la atención de Wren se dirigió principalmente al palacio de Whitehall (1685-1687) (ahora desaparecido). El nuevo rey, James II, requirió una nueva capilla y también ordenó una nueva galería, una cámara del consejo y un apartamento junto al río para la reina María de Modena. Más tarde, cuando James II fue removido del trono, Wren asumió nuevos proyectos palaciegos para Guillermo III (r. 1688-1702) como la ampliación del palacio de Kensington (1689-1696) y la modernización de Hampton Court (1689-1700).

Los grandes palacios
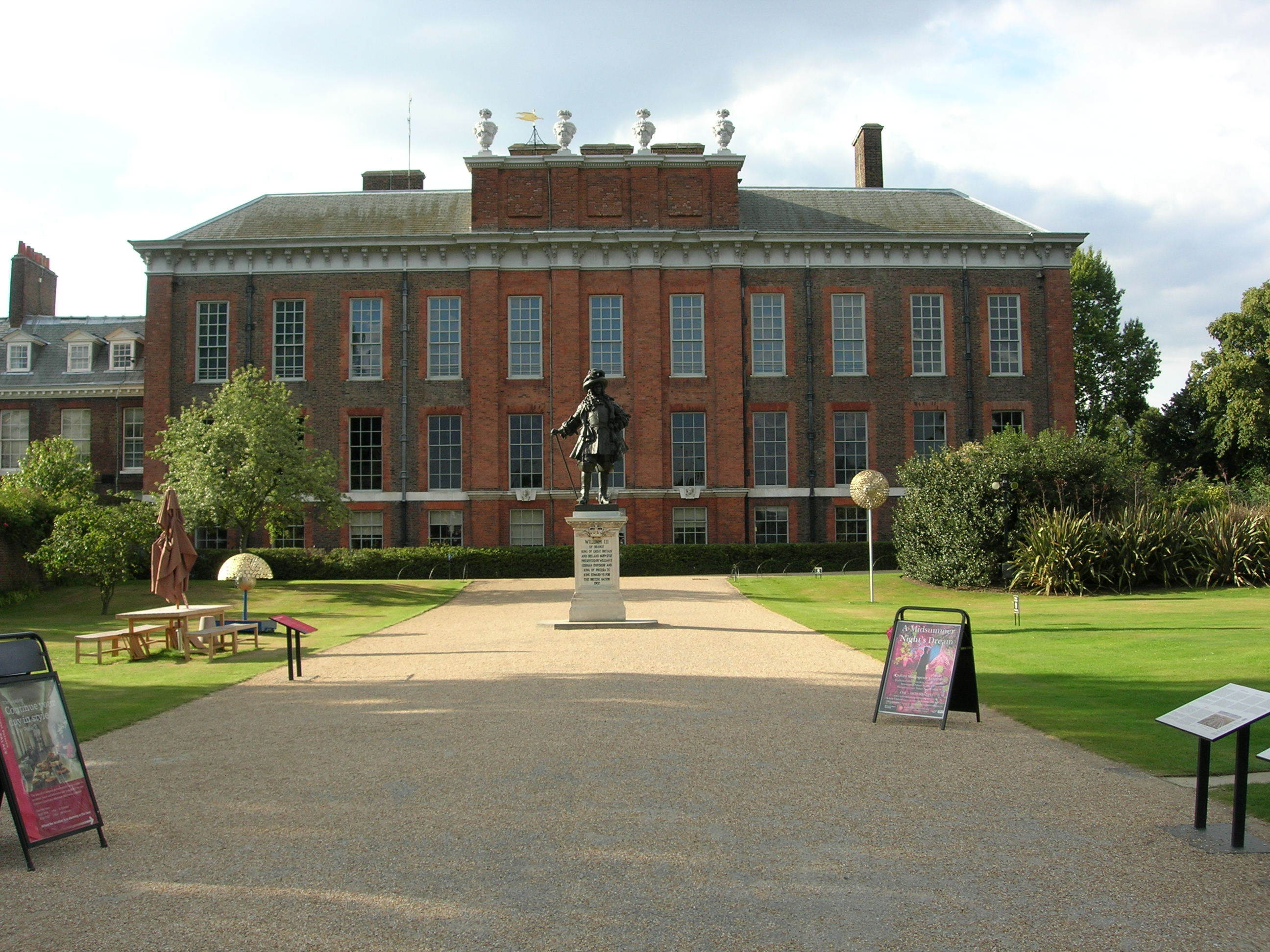
Palacio de Kensington, fachada sur
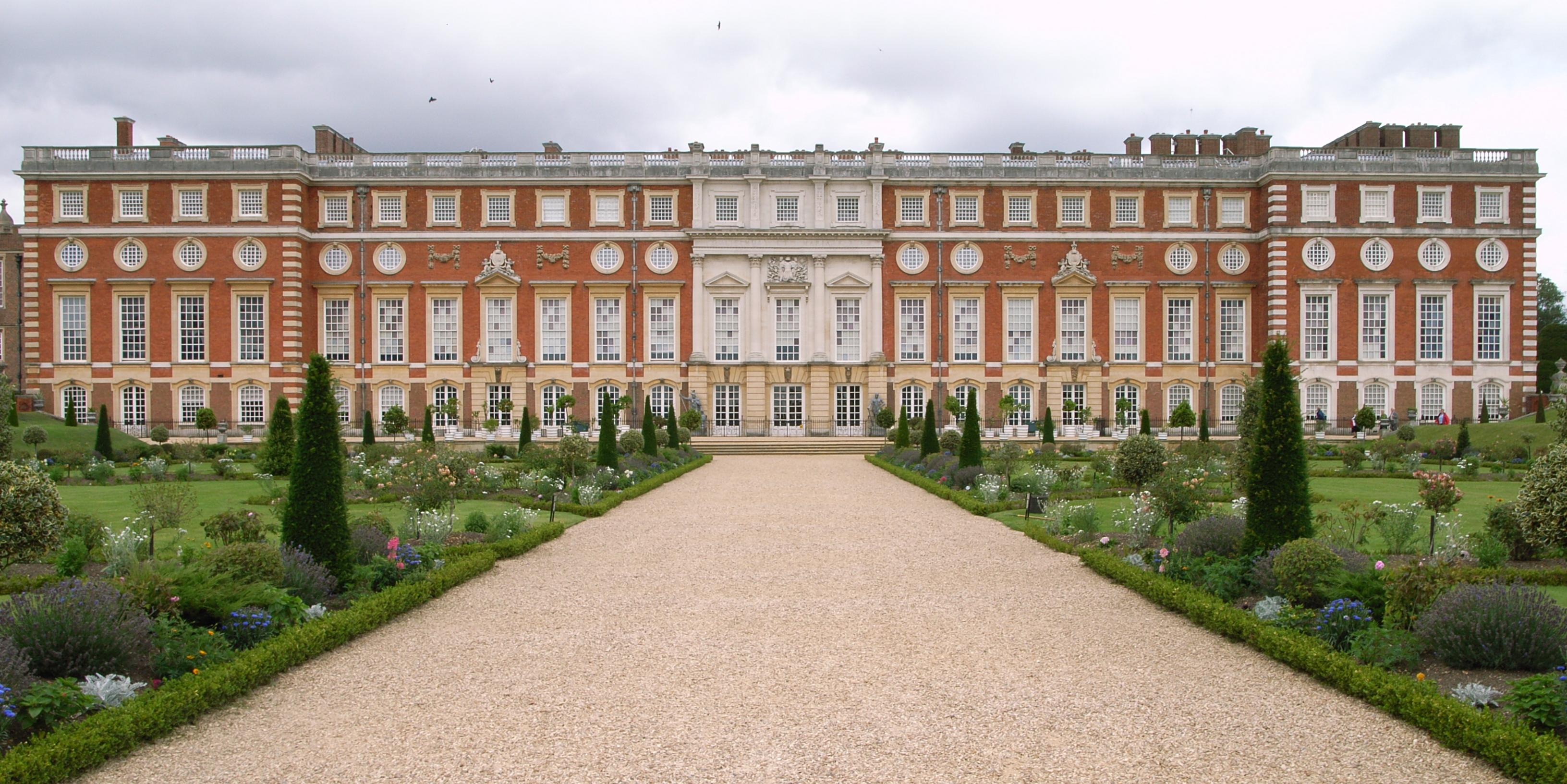
Palacio de Hampton Court, fachada sur
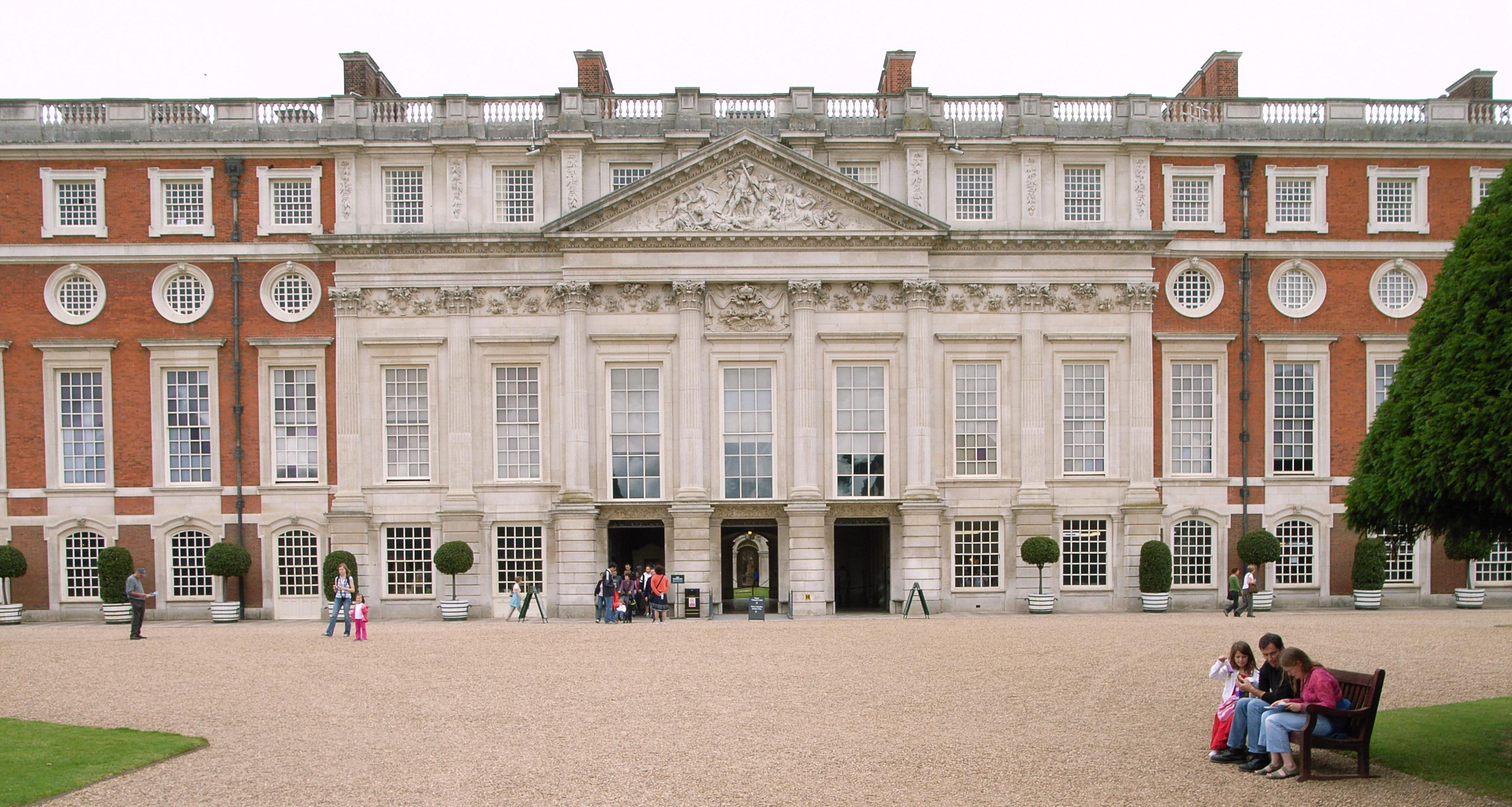
Palacio de Hampton Court, fachada este
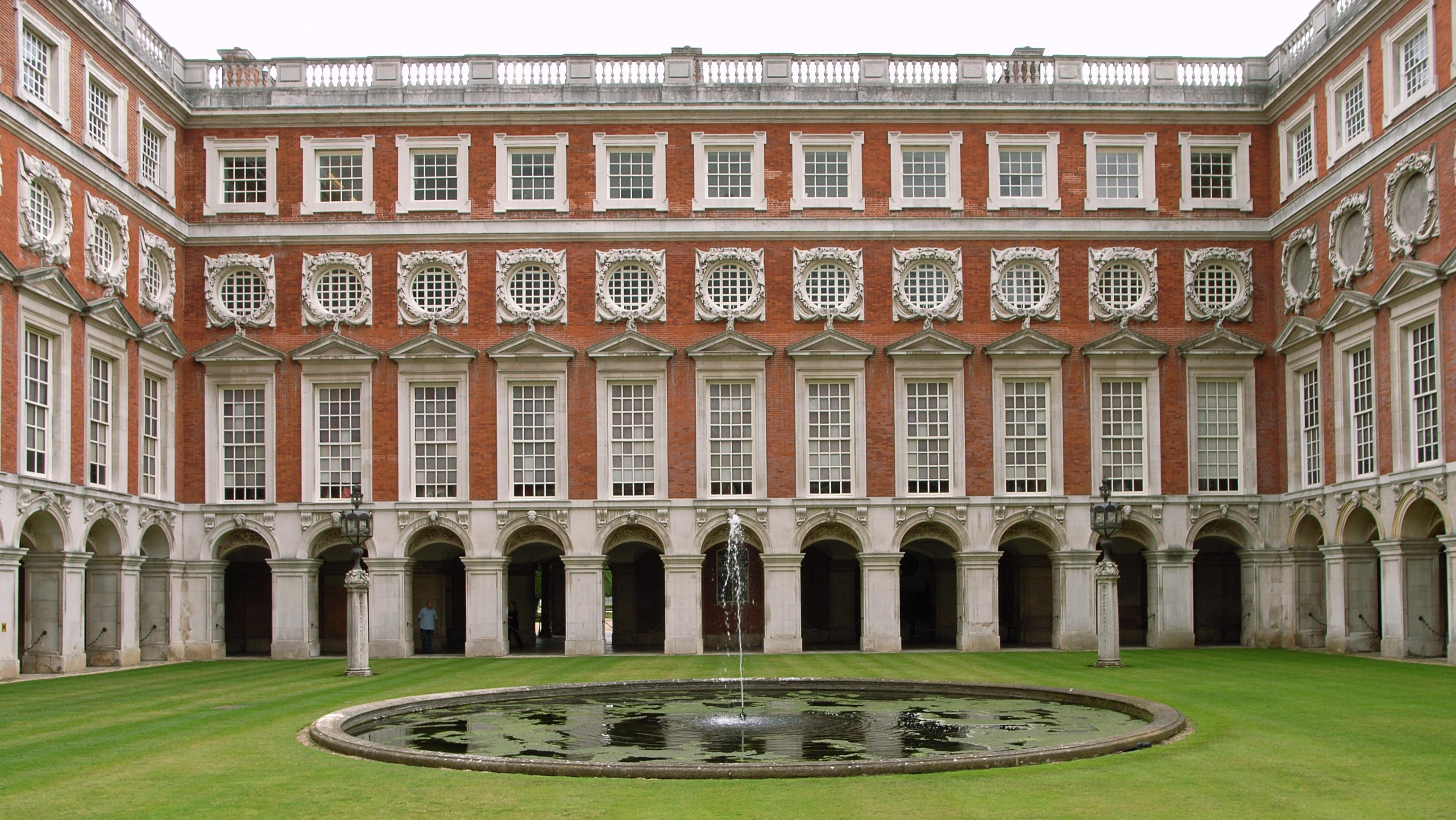
Palacio de Hampton Court (1689–1702)

La construcción del actual Windsor Guildhall se inició en 1687, bajo la dirección de sir Thomas Fitz (o Fiddes) pero, a su muerte en 1689, la tarea fue asumida por sir Christopher Wren, cuya casa de la infancia había sido Windsor, y fue completado a un costo de £ 2687. El nuevo edificio fue diseñado por Wren para ser sostenido alrededor de su perímetro por columnas de piedra, de modo que, al igual que su predecesor, proporcionaría un área cubierta debajo como lugar para los mercados de maíz. La historia fue tan difundida, un edificio sinsoportes, que el Consejo del municipio exigió que Wren insertase columnas adicionales dentro del área cubierta, para soportar el peso del pesado edificio de arriba; Wren, sin embargo, insistió en que eso no era necesario. Finalmente, el consejo insistió y, a su debido tiempo, se construyeron las columnas de soporte adicionales, pero Wren las hizo un poco cortas, de modo que no tocaran el techo, lo que demostraba su afirmación de que no eran necesarias. De hecho, los huecos están llenos de mosaicos más pequeños que los capiteles.
Wren no siguió su trabajo en diseño arquitectónico tan activamente como lo había hecho antes de la década de 1690, aunque todavía desempeñó papeles importantes en varios encargos reales. En 1696 fue nombrado Surveyor  Topógrafo del Hospital Naval de Greenwich, y en 1698 fue nombrado Topógrafo de la Abadía de Westminster. Renunció al primer cargo en 1716, pero mantuvo el último hasta su muerte, aprobando con una firma vacilante las revisiones de Richard Boyle, 3.º conde de Burlington de los diseños anteriores de Wren para el gran Archway de la Westminster School.
En 1711 culminó una de sus últimas obras, en colaboración con su hijo, la Marlborough House, construida para Sarah Churchill, duquesa de Marlborough, una amiga íntima de la reina Ana de Inglaterra.

Últimas obras
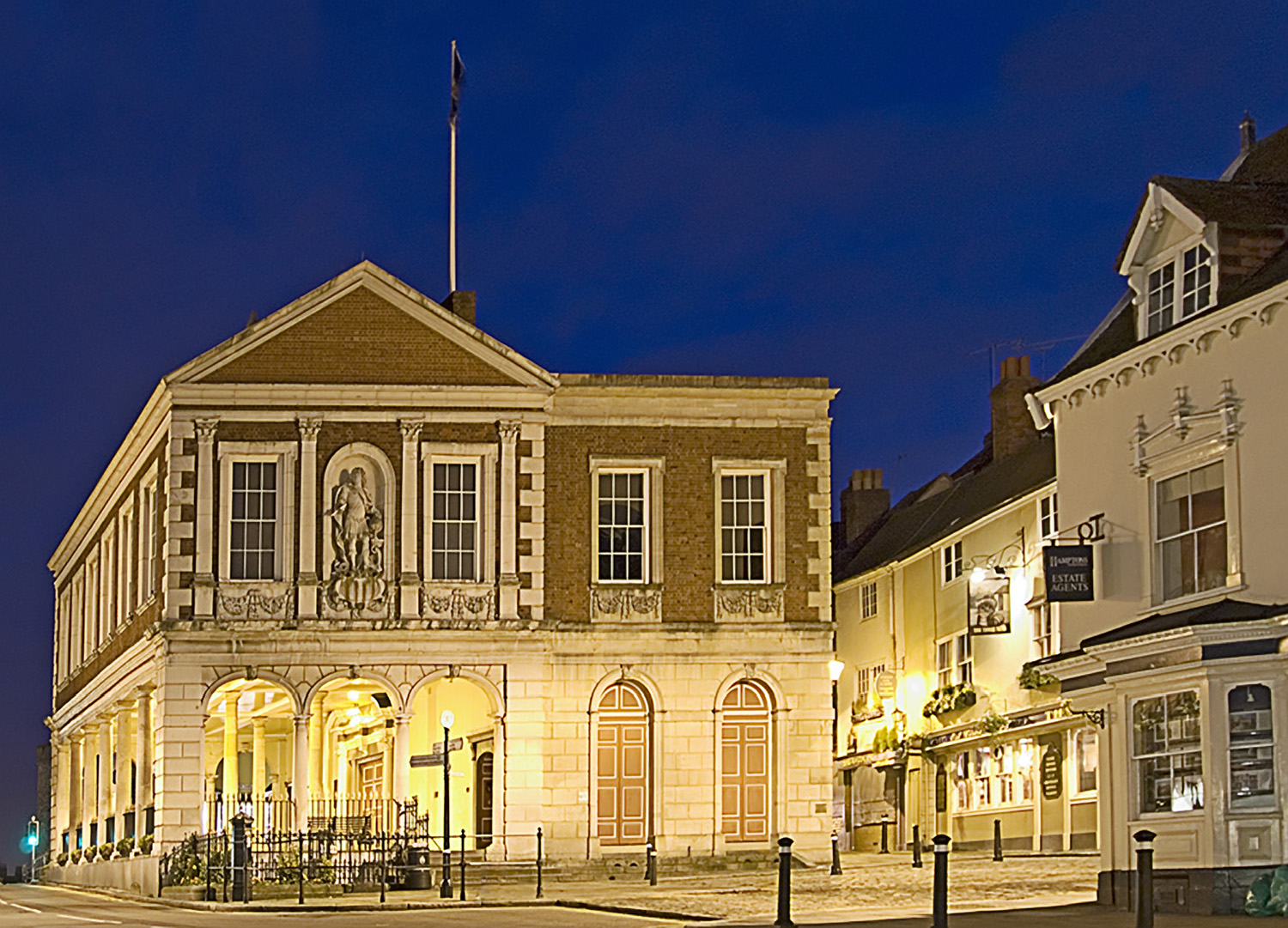
Windsor Guildhall  (1687-1689)
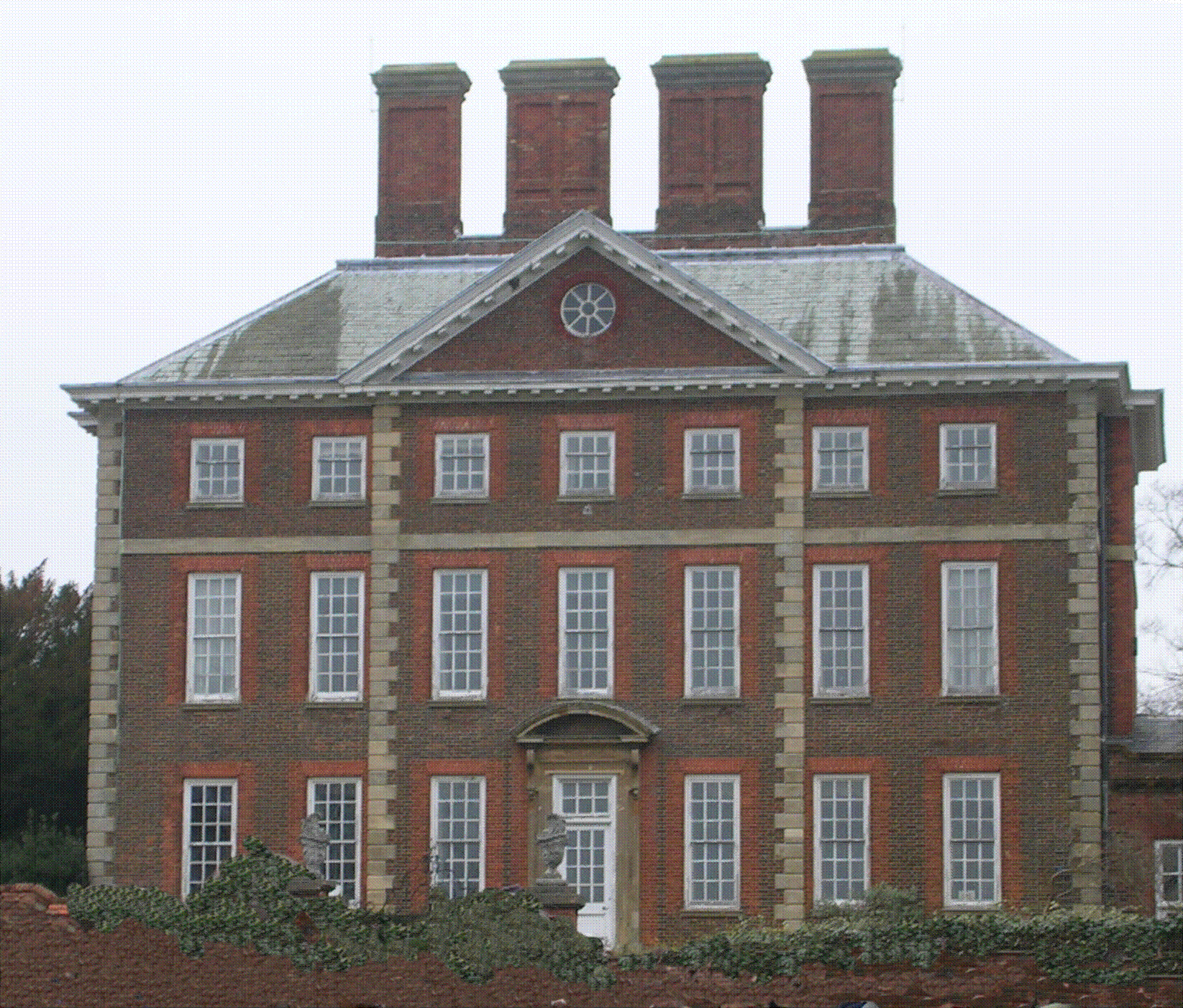
Winslow Hall, Buckinghamshire
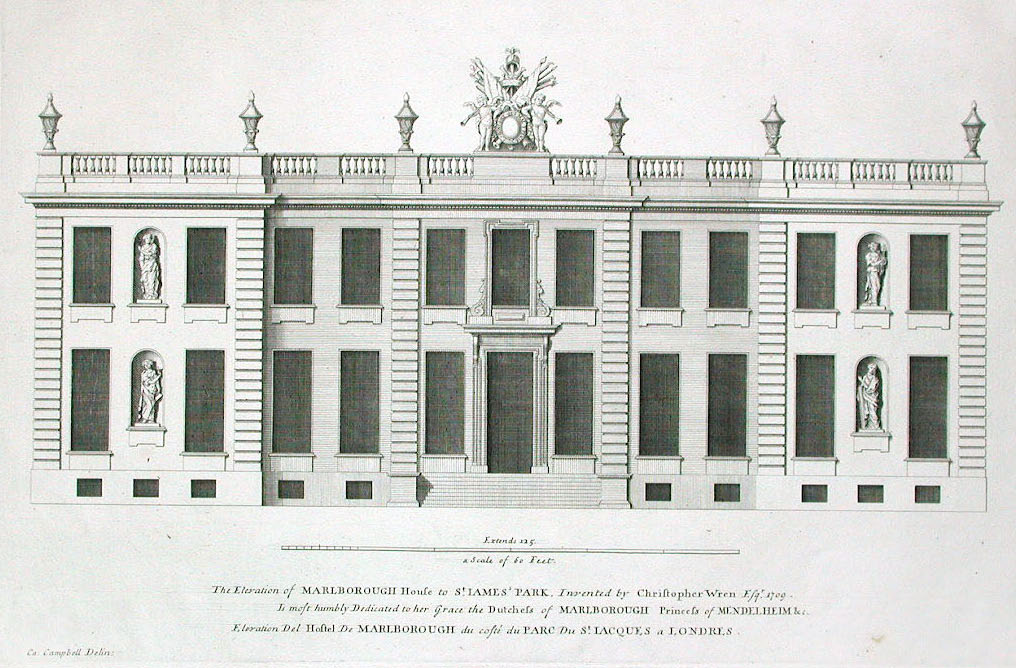
Marlborough House, Westminster, como fue diseñada por Wren
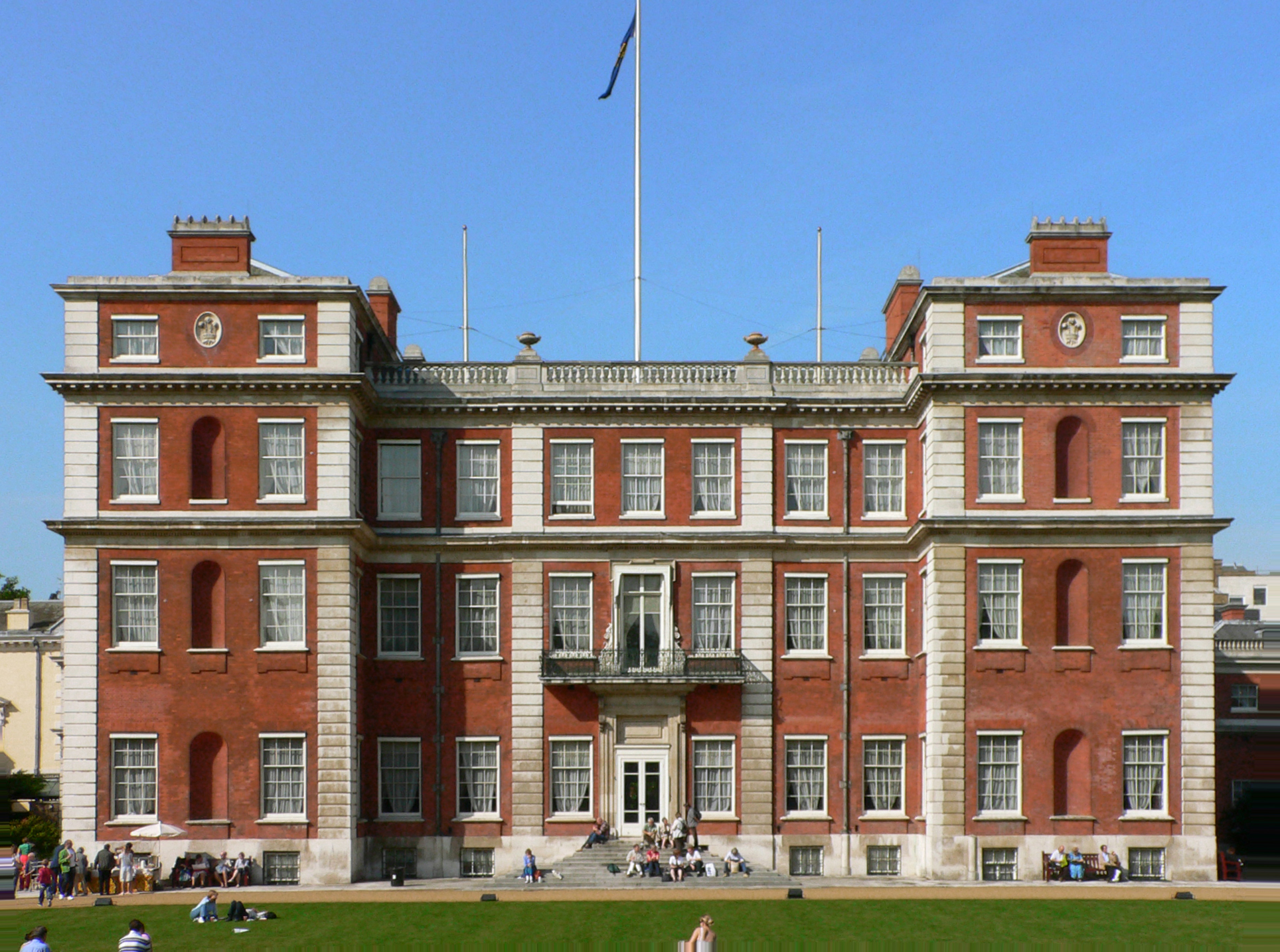
Marlborough House, ahora alterada

## Logros y legado
A su muerte, Wren tenía 90 años. Incluso los hombres a los que había enseñado y que debían gran parte de su éxito al original Wren y a su liderazgo de ya no eran jóvenes. Las nuevas generaciones de arquitectos comenzaron a mirar más allá del estilo de Wren. La escuela barroca que habían creado sus aprendices ya estaba bajo el fuego de una nueva generación que dejaba a un lado la reputación de Wren y miraba más atrás, a Inigo Jones. Los arquitectos del siglo XVIII no podían olvidar a Wren, pero no podían perdonar algunos elementos de su trabajo que consideraban poco convencionales. Las iglesias dejaron la marca más fuerte en la arquitectura posterior. En Francia, donde la arquitectura inglesa rara vez causó mucha impresión, la influencia de la catedral de San Pablo se puede ver en la antigua iglesia de Santa Genoveva (ahora el Panteón); comenzada en 1757, una cúpula similar a la de San Pablo se eleva sobre un tambor, y hay otras versiones inspiradas en la cúpula de Wren, desde la catedral de San Isaac (1840-1842) en San Petersburgo hasta el Capitolio de los Estados Unidos en Washington D. C. (1855-1865). Sus creaciones tendrán cierta influencia en Francia y se encuentran, en particular, en algunas iglesias de Bretaña inspiradas en la catedral San Pablo de Londres.
En el siglo XX, la influencia de la obra de Wren disminuyó en la arquitectura inglesa. El último arquitecto importante que admitió depender de él fue sir Edwin Lutyens, que murió en 1944. Con la eliminación intencionada de las influencias históricas en la arquitectura internacional a principios del siglo XX, el trabajo de Wren gradualmente dejó de ser percibido como una mina de ejemplos aplicables al diseño contemporáneo.

## Masonería
Christopher Wren fue el último gran maestre masón de la vieja francmasonería de Inglaterra y abandonó su cargo en 1702. Quince años después, los pastores protestantes Anderson y Desaguliers fundarían la actual masonería especulativa en la nueva gran logia de Inglaterra (1717).
Desde al menos el siglo XVIII, la Logia de la Antigüedad n.º 2, una de las cuatro logias masónicas fundadoras de la Gran Logia de Inglaterra, ha afirmado que Christopher Wren fue su Maestro en el Goose and Gridiron en el cementerio de St. Paul. Mientras reconstruía la catedral, se dice que fue adoptado el 18 de mayo de 1691 (es decir, aceptado como una especie de miembro honorario o de mecenas, en lugar de un operativo). Su maul del siglo XVIII con su inscripción de 1827 afirmando que fue utilizado por Wren para la primera piedra de St. Paul's, perteneciente a la Logia y expuesto en la Biblioteca y Museo de la Masonería de Londres, corrobora la historia. James Anderson hizo las afirmaciones en sus Constitutions ampliamente difundidas mientras muchos de los amigos de Wren todavía estaban vivos, pero hizo muchas afirmaciones muy fantasiosas sobre la historia o las leyendas de la masonería. También hay una clara posibilidad de confusión entre las logias operativas de los trabajadores, que naturalmente podrían haber dado la bienvenida al jefe, y las logias "especulativas" o de caballeros que se pusieron de moda justo después de la muerte de Wren. Según los estándares de su tiempo, un caballero como Wren generalmente no se uniría a un cuerpo artesanal;[cita requerida] sin embargo, los trabajadores de la catedral de San Pablo habrían buscado naturalmente el patrocinio o el "interés" de su empleador, y en vida de Wren había un predominio de la logia de caballeros Rummer and Grapes, una milla río arriba en Westminster (donde Wren había asistido a la escuela).
En 1788, la Logia de la Antigüedad pensó que estaban comprando un retrato de Wren que ahora domina la Logia Habitación 10, en el mismo edificio que el Museo; pero ahora se identifica con William Talman, no con Wren. Sin embargo, ese evento registrado y muchos registros antiguos atestiguan el hecho de que Antigüedad pensaba que Wren había sido su Maestro, en un momento en que todavía tenía sus minutas por los años relevantes (que fueron perdidas por Preston en alguna fecha posterior a 1778).
La evidencia de si Wren era un masón especulativo fue el tema de la Conferencia Prestoniana de 2011, que concluyó sobre la evidencia de dos obituarios y las memorias de Aubrey, con materiales de apoyo, de que sí asistió a la reunión cerrada en 1691, probablemente de la Logia de la Antigüedad, pero que no hay nada que sugiera que alguna vez fue un Gran Oficial como afirma Anderson.

## Trivia
Hubo un tiempo en que Wren fue acreditado con el diseño de la Casa del Rey en Newmarket, Suffolk. La atribución dio lugar a una historia apócrifa en la que Carlos II, de más de seis pies de altura, se quejó de los techos bajos. Wren, que no era tan alto, respondió que «¡Eran lo suficientemente altos!», a lo que el rey, agachándose hasta que estuvo a la altura de su Agrimensor, se burló diciendo: «Ay, Ay, sir Christopher, creo que están suficientemente altos».
Christopher Wren apareció en el reverso del primer billete británico de £ 50 (Series D) emitido en los tiempos modernos. Las notas fueron impresas entre 1981 y 1994 y en circulación hasta 1996.

## Principales trabajos
- Capillas:

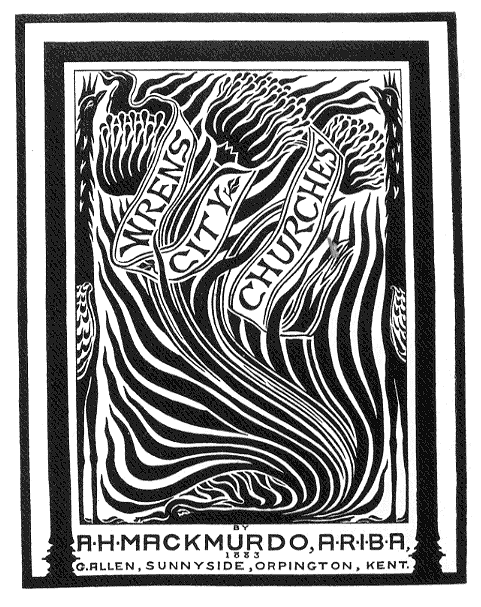
L'essai Wren's City Churches par Arthur Heygate Mackmurdo (1883).

- Capilla del college de Pembroke (Cambridge)
- Capilla del college Emmanuel (Cambridge)
- Capilla católica del palacio de Whitehall

- Iglesias de Londres (conservadas):

- Christ Church Greyfriars, Newgate Street  (ruinas)
- Iglesia de San Andrew-by-the Wardrobe
- Iglesia de San Andrés, Holborn
- Église Saint-Anne and St Agnes, Gresham Street
- Iglesia de Santa Benet Fink, Threadneedle Street
- Iglesia de Santa Benet Paul's Wharf, Queen Victoria Street
- Iglesia de Santa Bride, Fleet Street
- Iglesia de Santa Clement Danes, The Strand, Westminster
- Iglesia de Santa Clement Eastcheap
- Iglesia de Santa Dunstan in the East  (ruinas)
- Iglesia de Santa Edmund the King, Lombard Street
- Iglesia de Santa James Garlickhythe, Garlick Hill
- Iglesia de Santa James's, Piccadilly, Westminster
- Iglesia de Santa Lawrence Jewry (1670-1687), Londres
- église Saint-Magnus Martyr, Lower Thames Street
- Iglesia de Santa Margaret Pattens
- Iglesia de Santa Margaret, Lothbury
- Iglesia de Santa Martin Ludgate
- Iglesia de Santa Mary Abchurch
- Iglesia de Santa Mary Aldermary
- Iglesia de Santa Mary-at-Hill, Thames Street
- Iglesia de Santa Mary-le-Bow, Cheapside
- Iglesia de San Miguel Paternoster Royal, College Hill
- Iglesia de San Miguel, Cornhill (tour et portion haute du bâtiment)
- Abbaye Saint-Nicholas Cole
- Catedral de San Pablo de Londres (1675-1710)
- Iglesia de Santa Peter upon Cornhill, Cornhill
- Iglesia de Santa Stephen Walbrook
- Iglesia de Santa Vedast, alias Foster, Foster Lane
- Iglesia de Ingestre, Staffordshire

- Destruidas salvo las torres:

- Iglesia de San Alban, Wood Street
- Iglesia de Santa Augustina con Santa Fe, Watling Street
- Iglesia de Santa María Somerset, Thames Street
- Iglesia de Santa Olave Old Jewry

- Destruidas completamente:

- All Hallows the Great, Lombard Street
- All Hallows, Bread Street
- Iglesia de Santa Ana, Soho
- Iglesia de Santa Antolin, Watling Street
- Iglesia de Santa Bartolomew-by-the-Exchange, Exchange
- Iglesia de Santa Benet, Gracechurch Street
- Iglesia de Santa Christopher-le-Stocks, Threadneedle Street
- Iglesia de Santa Dionis Backchurch, Fenchurch Street
- Iglesia de San Jorge, Botolph Lane
- Iglesia de Santa Mary Aldermanbury
- Iglesia de Santa María Magdalena, Old Fish Street
- Iglesia de Santa Mateo, Friday Street
- Iglesia de San Miguel Queenhithe, Upper Thames Street
- Iglesia de San Miguel, Crooked Lane
- Iglesia de San Miguel, Wood Street
- Iglesia de Santa Mildred, Bread Street
- Iglesia de Santa Mildred, Poultry
- Iglesia de Santa Stephen Coleman, Coleman Street
- Iglesia de Santa Swithin London Stone, Cannon Street

- Palacios, piezas de aparato, edificios gubernamentales, monumentos...:

- Palacio de Winchester, Winchester
- Apartamento de la Reina y jardín en terraza, Whitehall Palace
- Modernización del Palacio de Hampton Court
- Reconstrucción del palacio de Kensington
- Court House, Windsor
- The Custom House, Londres
- The Navy Office, Seething Lane, Londres
- Guard House, château de Windsor
- Marlborough House, barrio de Westminster, Londres
- Monumento al Gran Incendio de Londres (1671-1676), Fish Street Hill, Londres

- Hospitales:

- Hospital real de Chelsea
- Hospital de Greenwich, Hospital rel de la Marine, en Londres

- Edificios universitarios y científicos:

- Eton College, Buckinghamshire
- Escuela del Christ's Hospital, Londres
- Escuela St John Moore, Appleby, Leicestershire
- Edificio principal del Colegio de William and Mary, Williamsburg, Virginia, Estados Unidos
- Garden Quadrangle, Trinity College, Oxford
- Edificio Williamson du Queen's College, Oxford
- Biblioteca de la catedral de Lincoln, Lincoln
- Biblioteca del Trinity College, Cambridge
- Observatorio de Greenwich, Greenwich

- Teatros:

- Teatro Sheldonian, utilizado por la universidad de Oxford para sus ceremonias
- Teatro de Drury Lane, Londres

## Galería de obras arquitectónicas

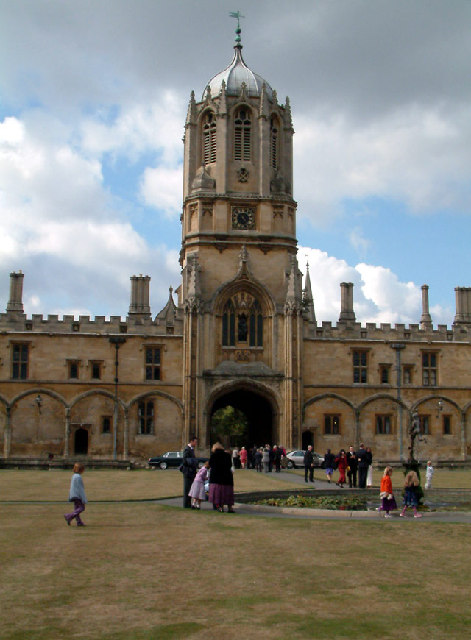
Tom Tower, Christ Church, Universidad de Oxford
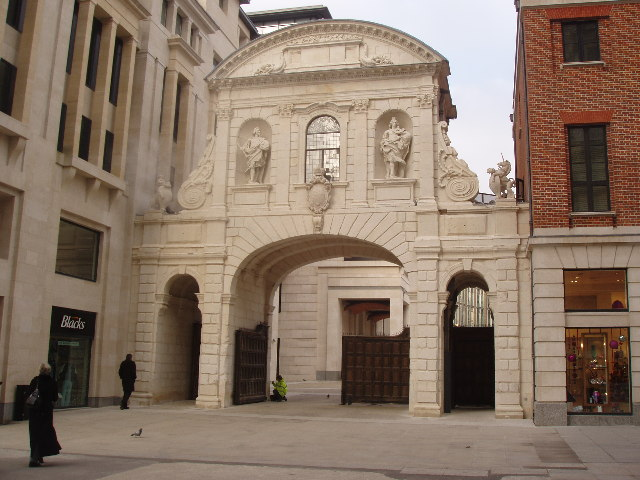
Temple Bar, London
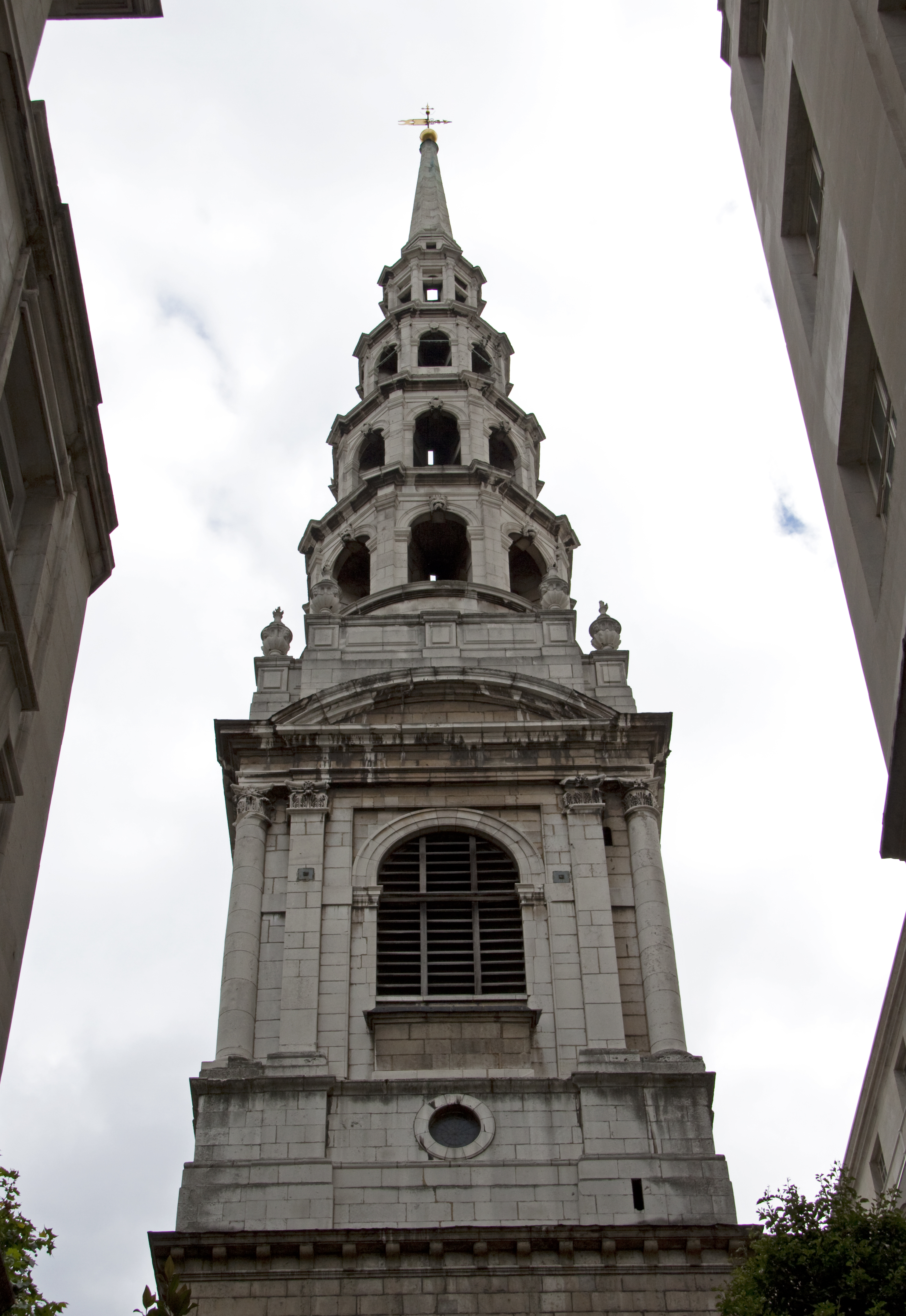
St. Bride's Fleet Street, aguja
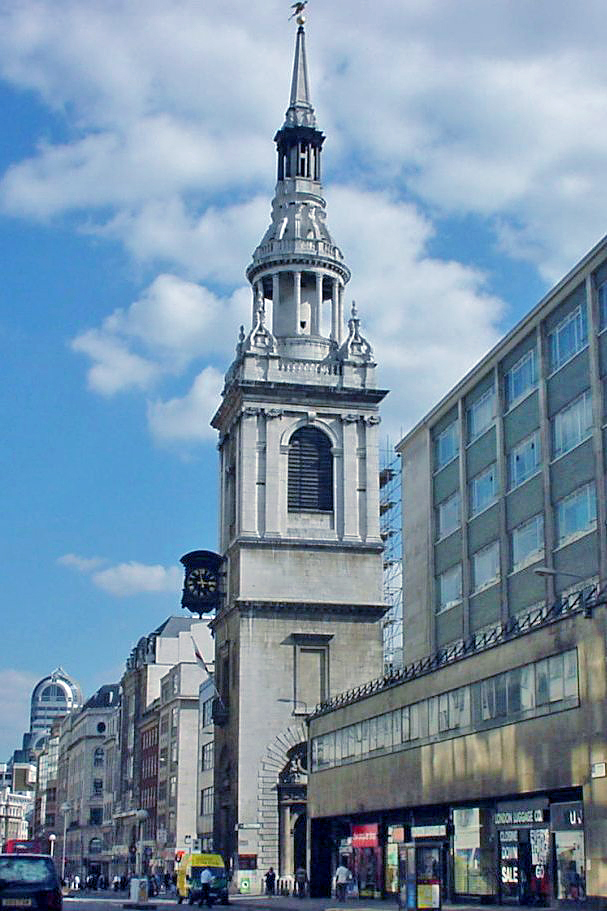
St. Mary-le-Bow (1670-1683), campanario
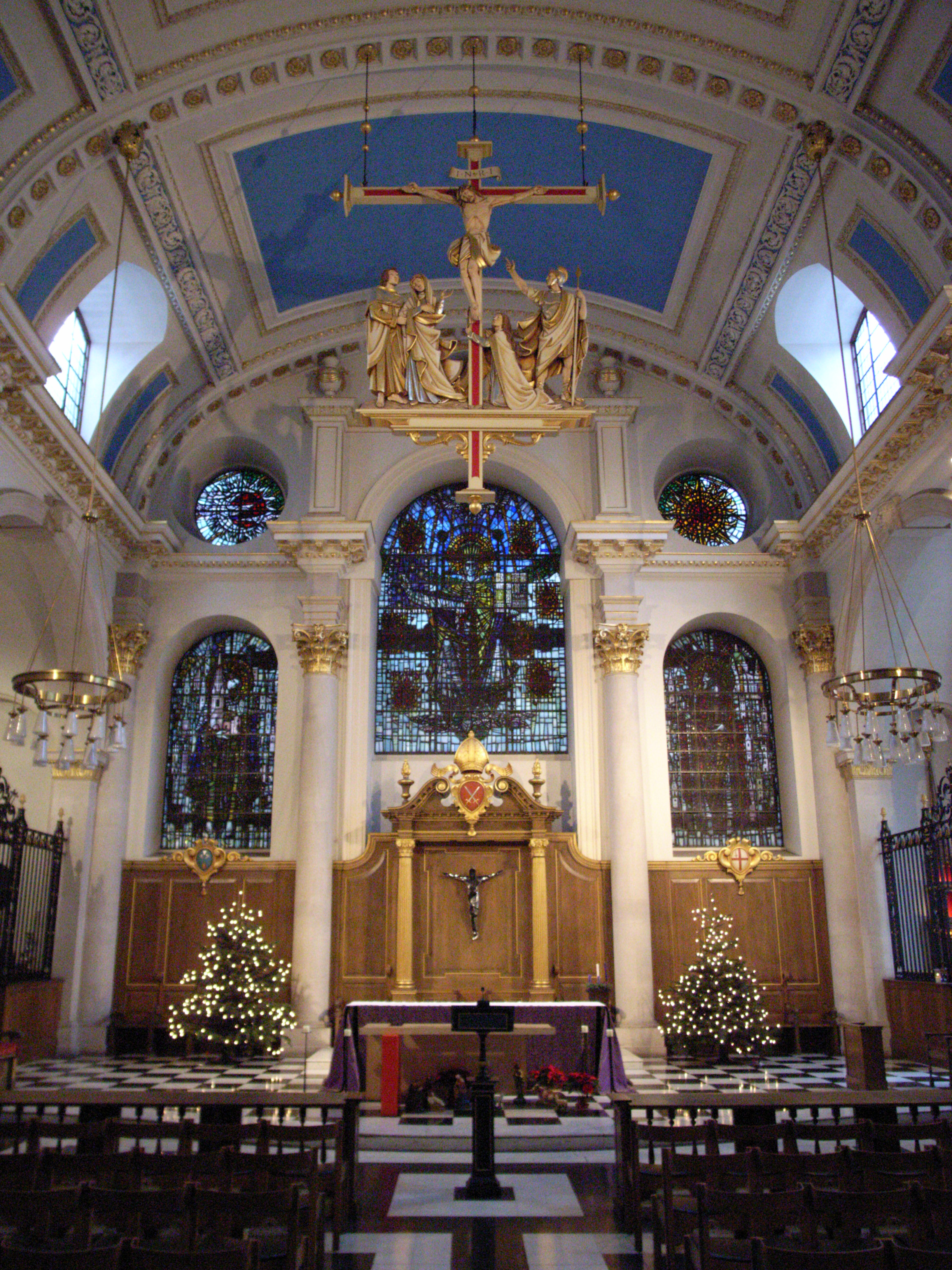
St. Mary-le-Bow, interior
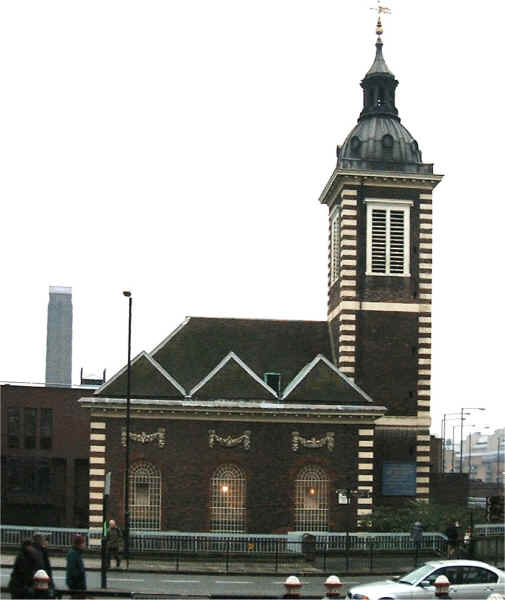
St Benet's Paul's Wharf (1677-1683)
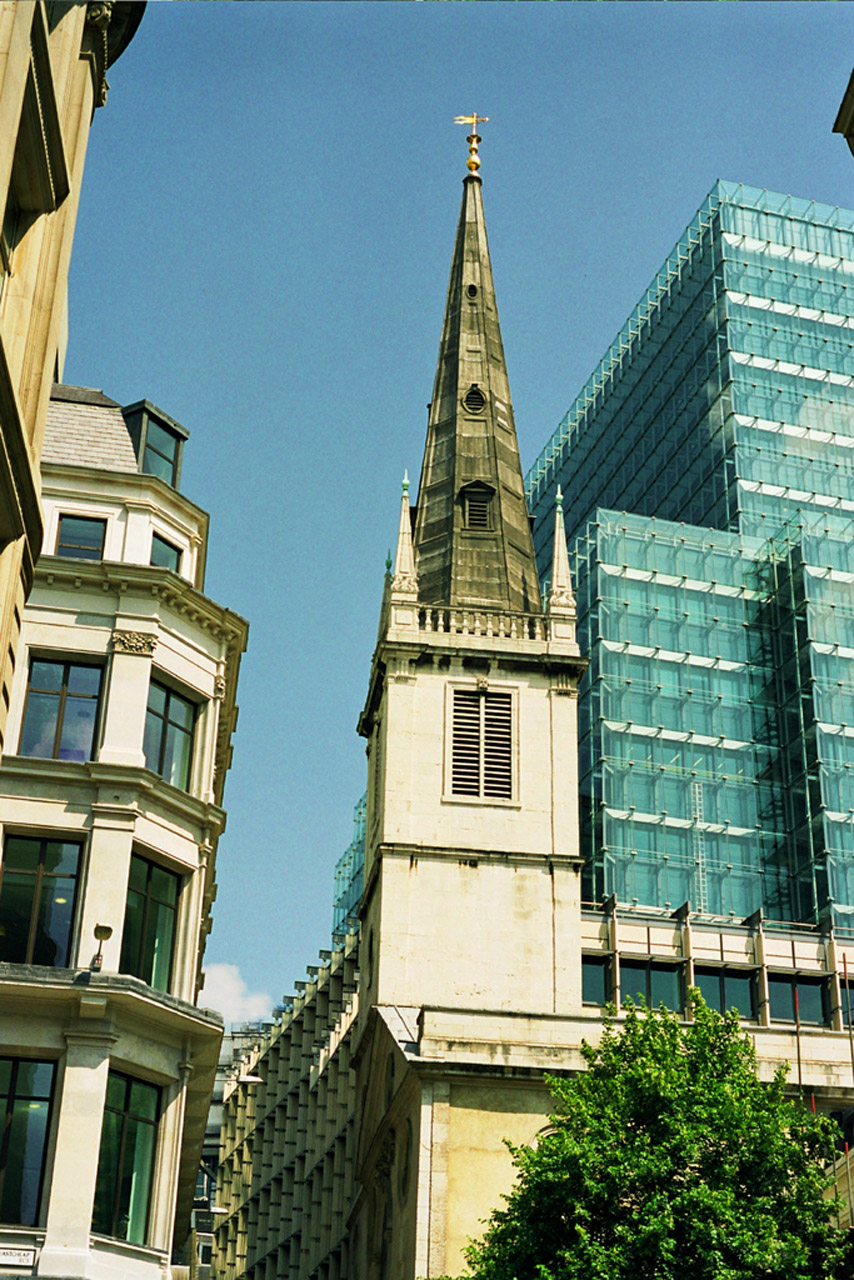
St. Margaret Pattens
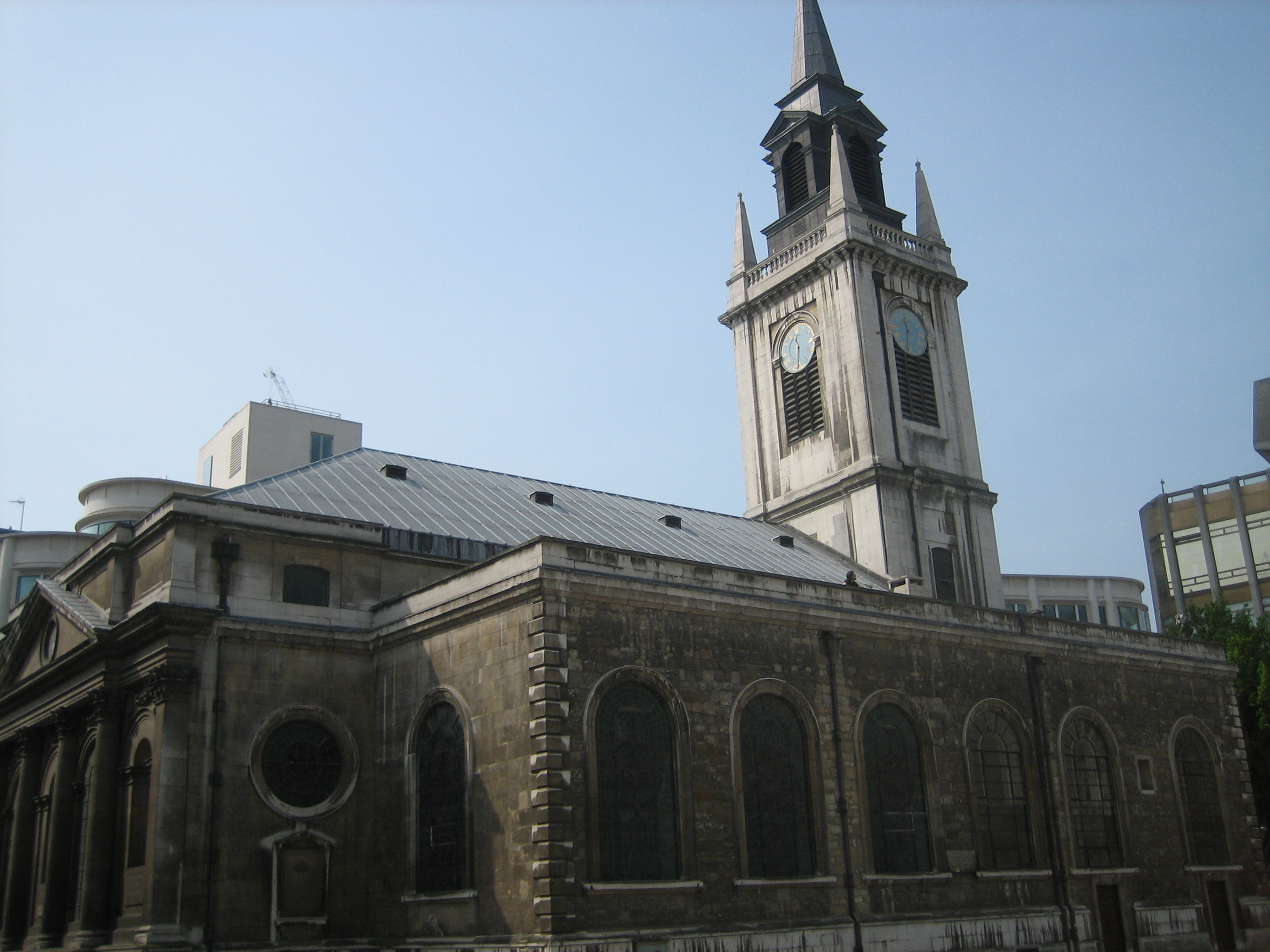
St. Lawrence Jewry (1670-1687)
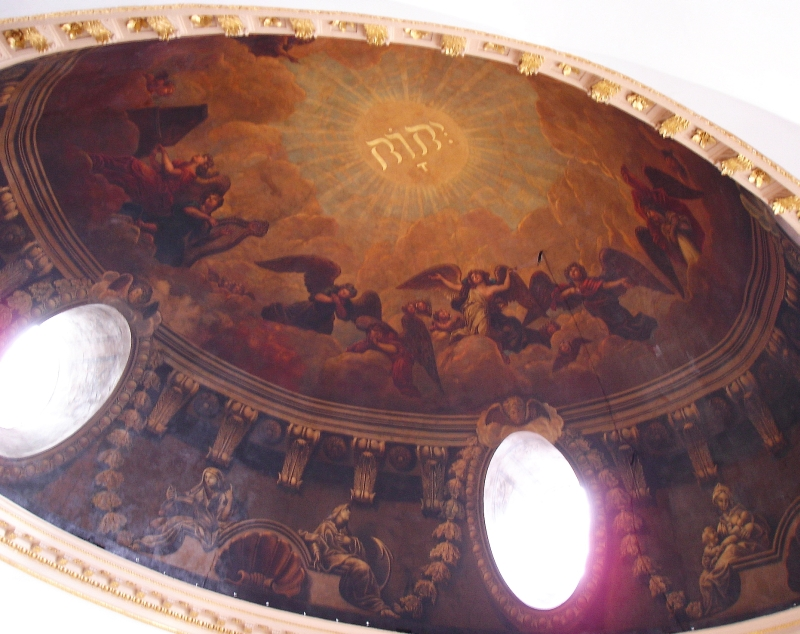
St. Mary Abchurch, interior de la cúpula
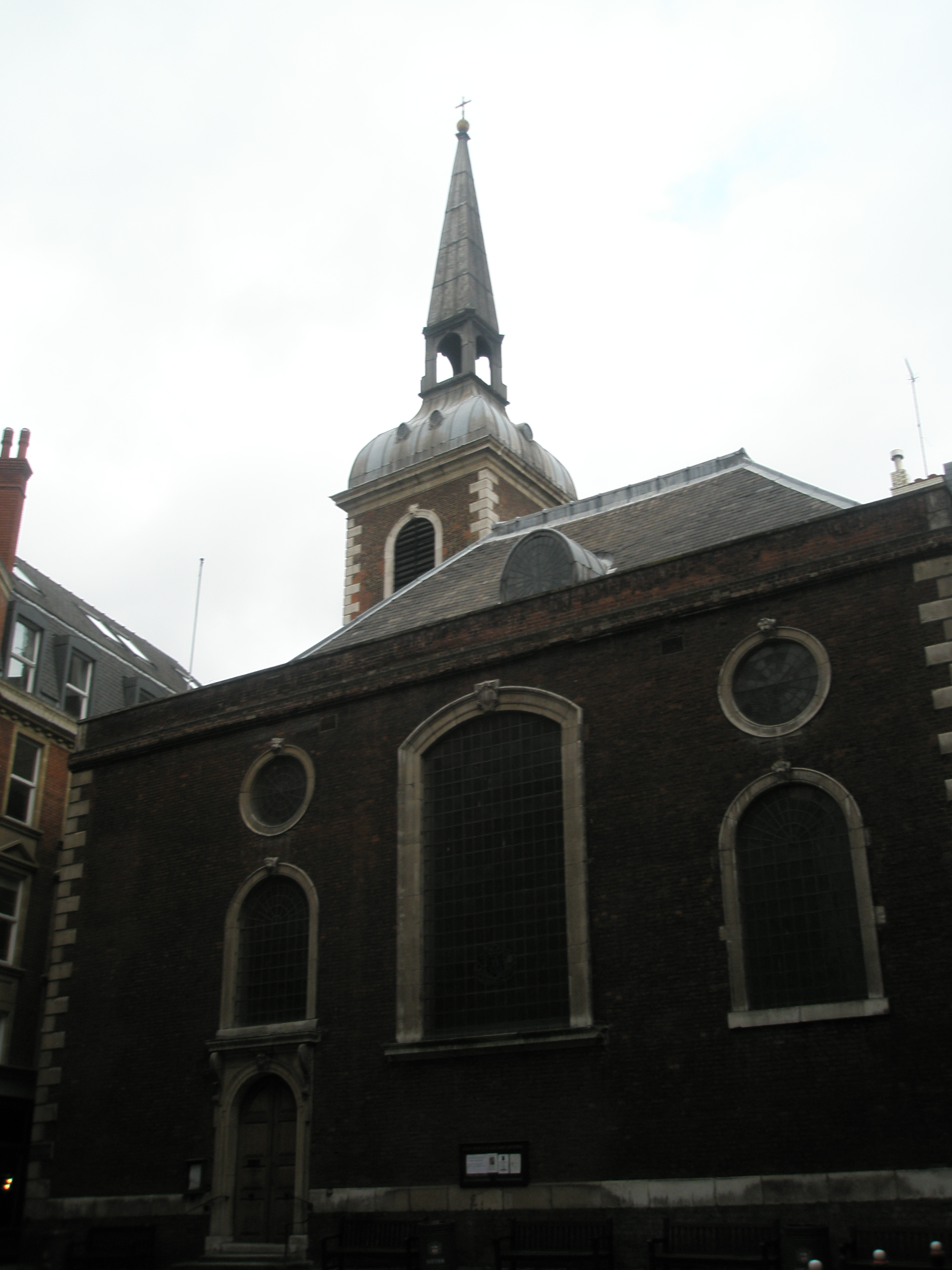
St. Mary Abchurch
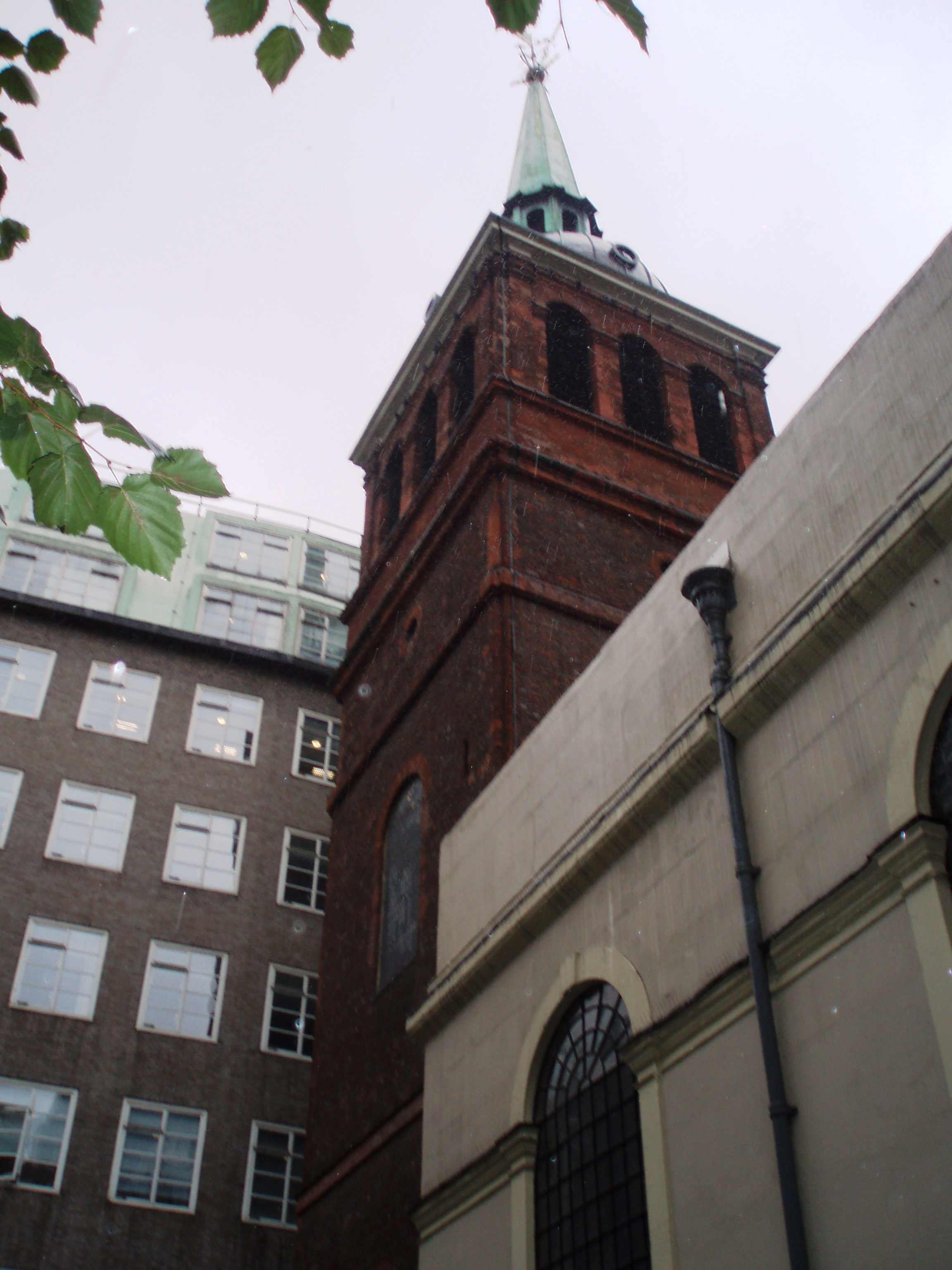
St. Peter Upon Cornhill
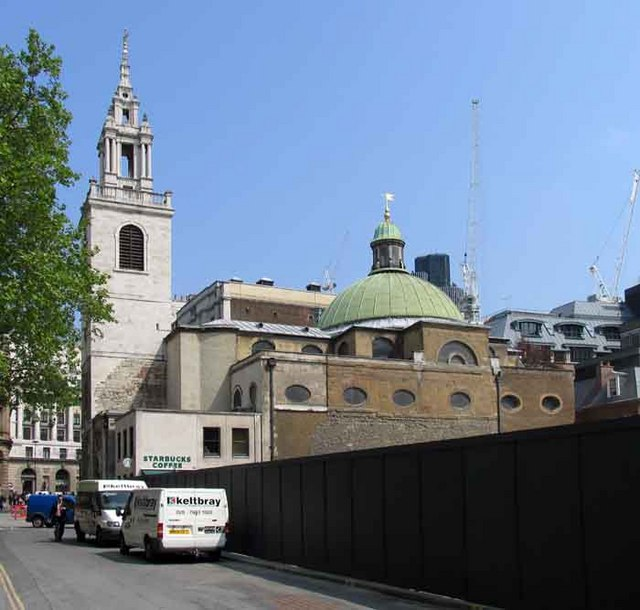
St. Stephen's Walbrook (1672-1679), exterior
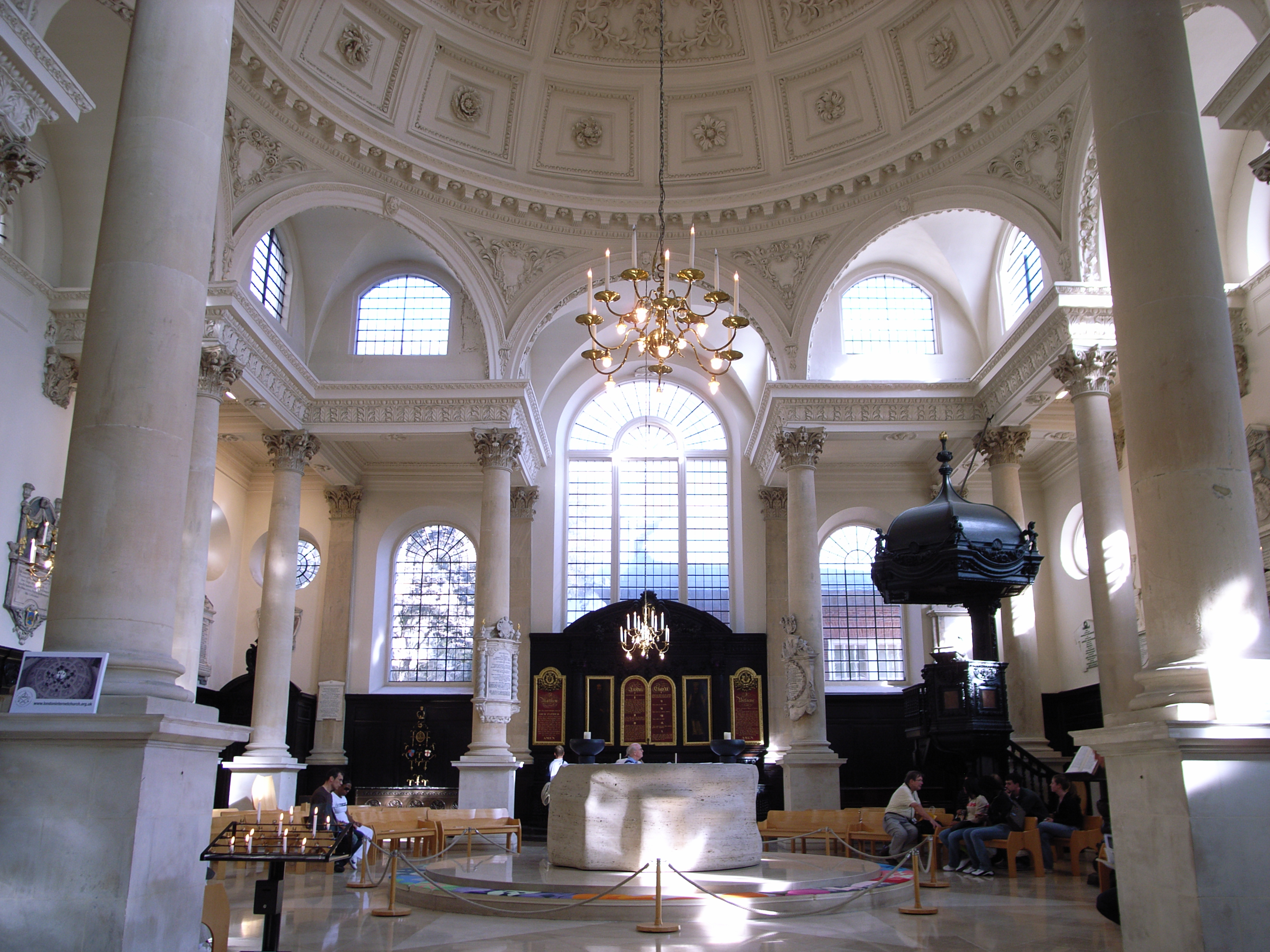
St. Stephen's Walbrook, interior
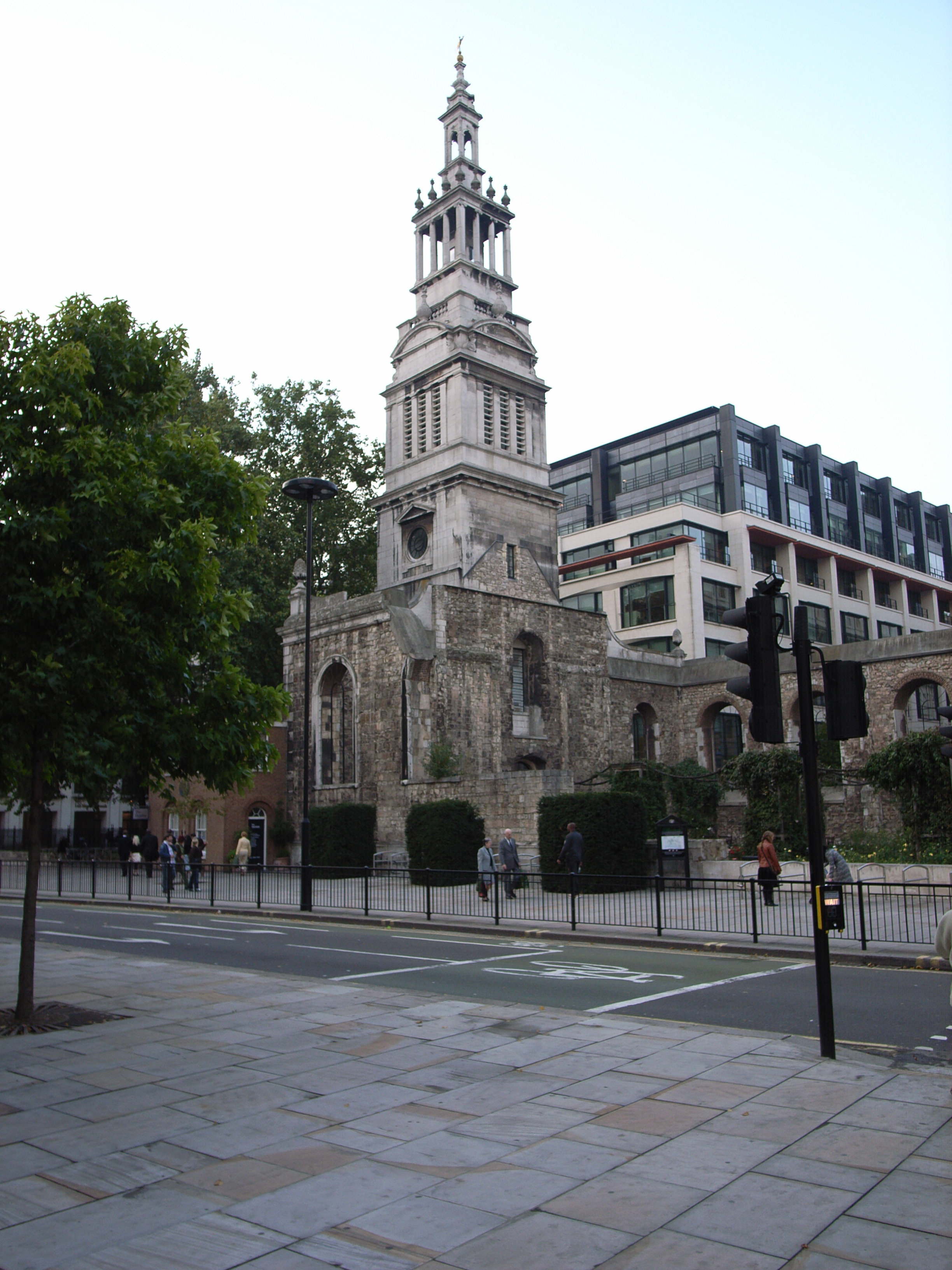
Christchurch, Newgate St
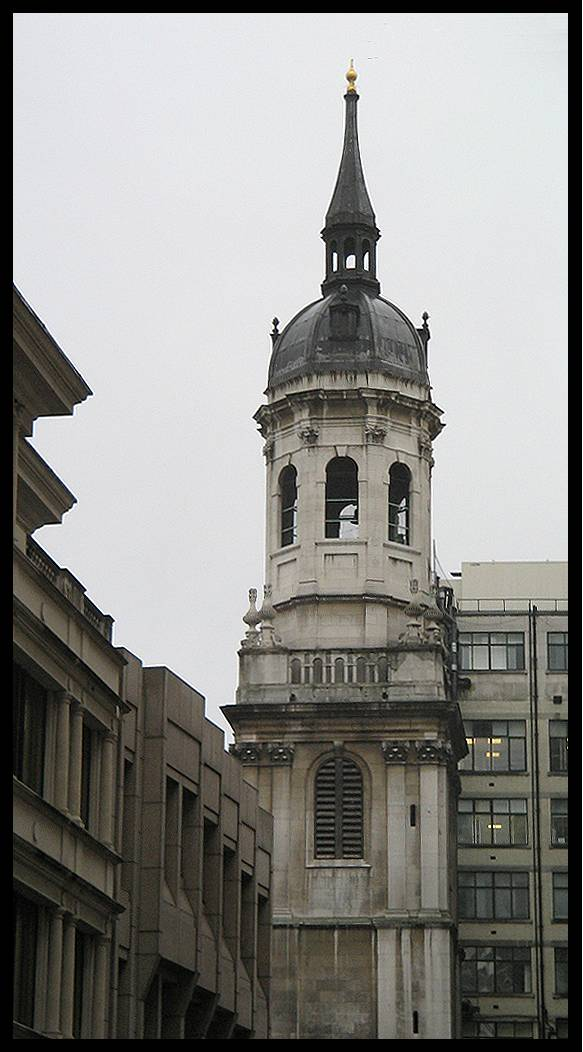
St. Magnus-the-Martyr (1671-1687), campanario
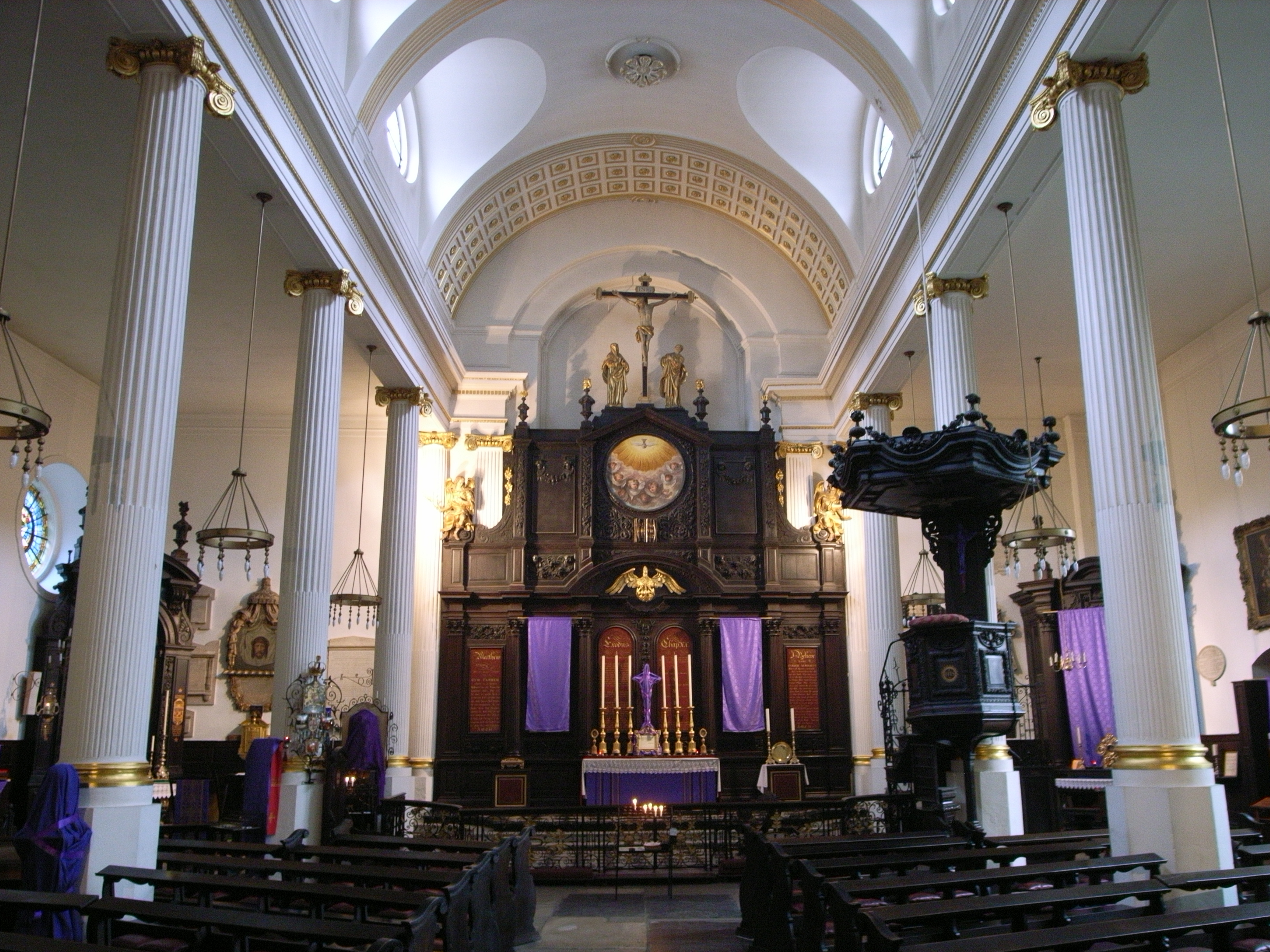
St. Magnus-the-Martyr, interior
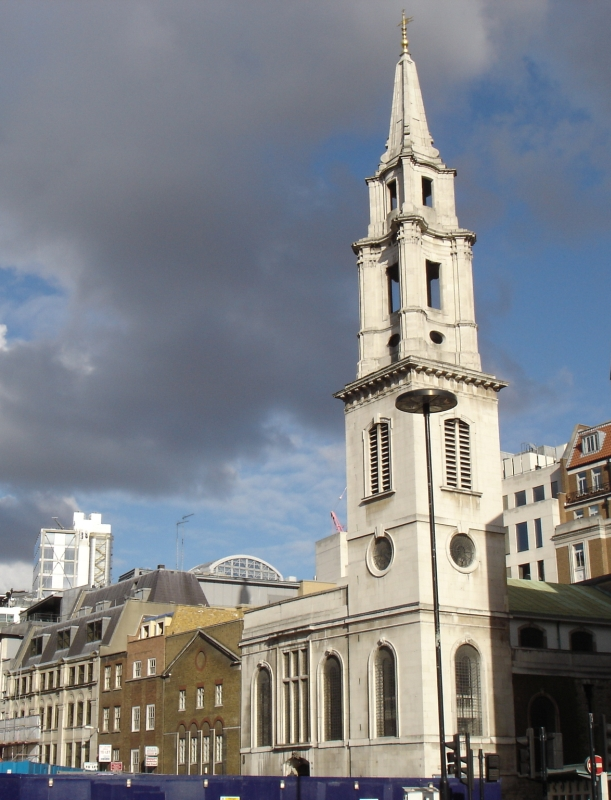
St. Vedast Foster Lane
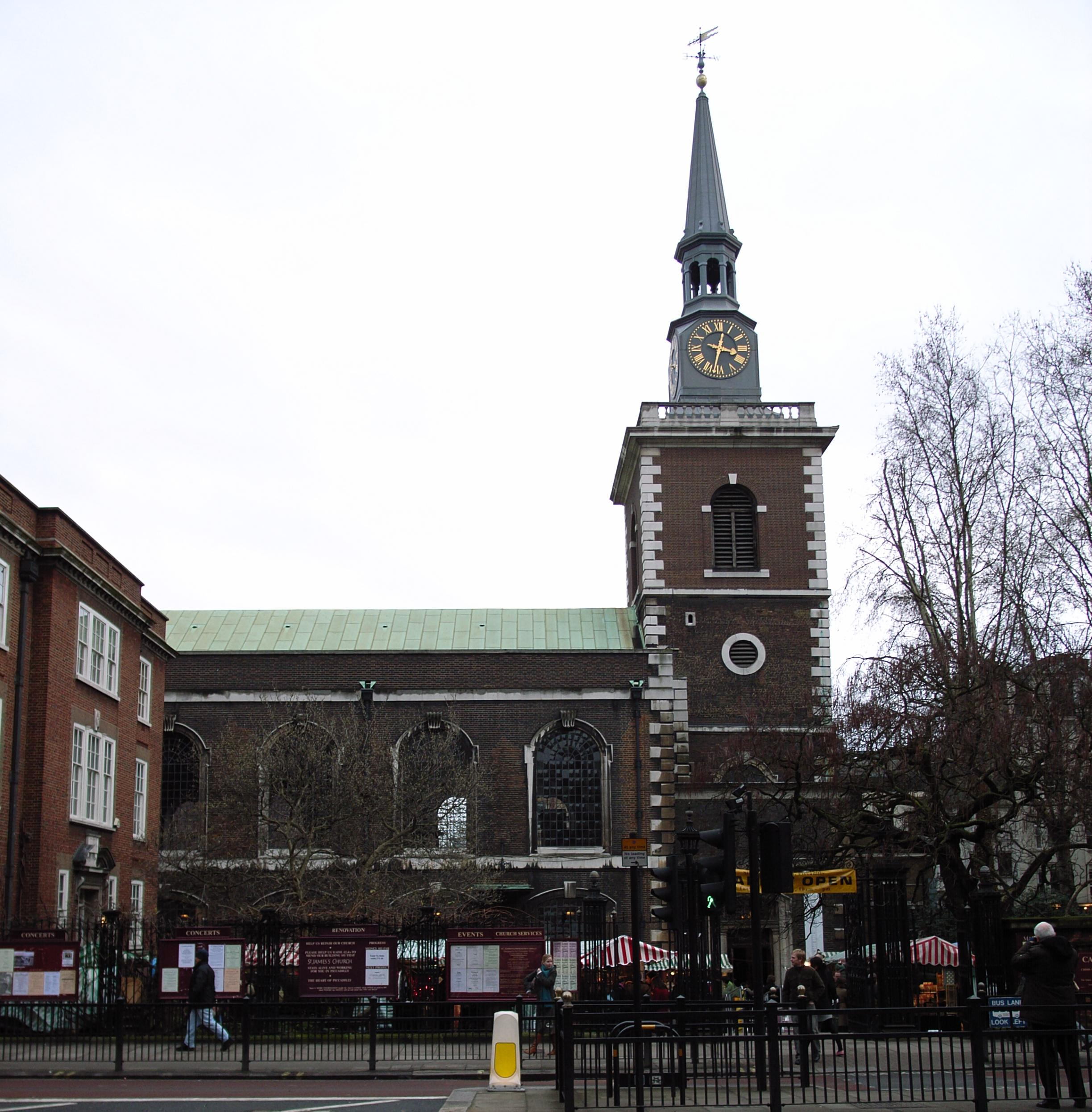
St. James Piccadilly
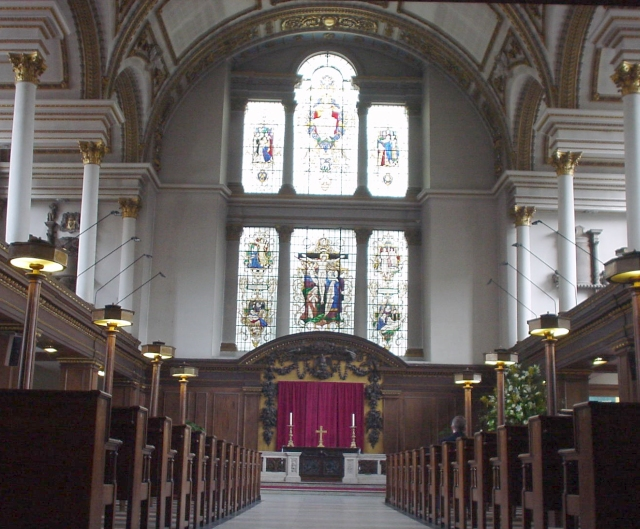
St. James Piccadilly, interior
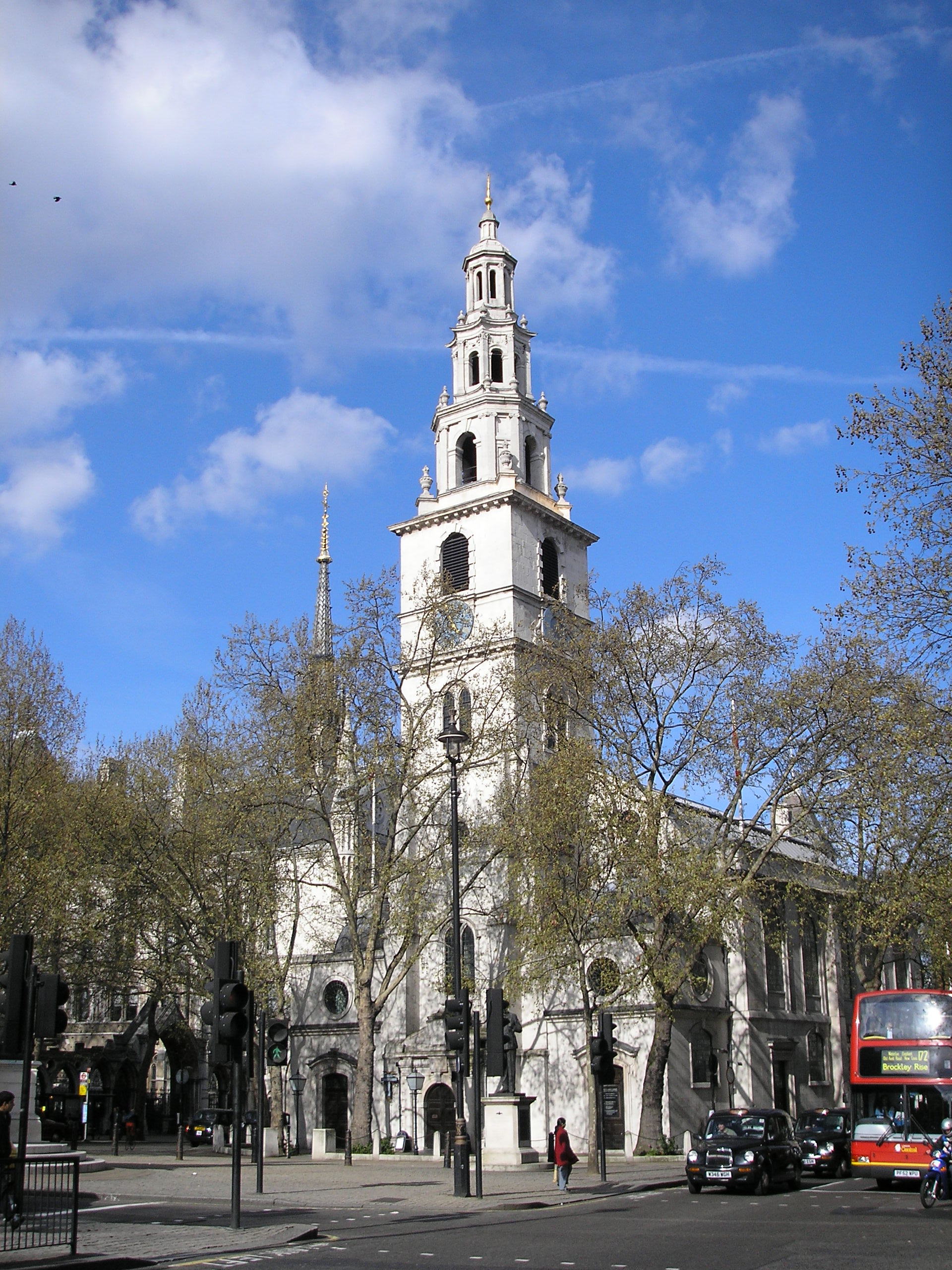
St. Clement Danes (1680-1682)
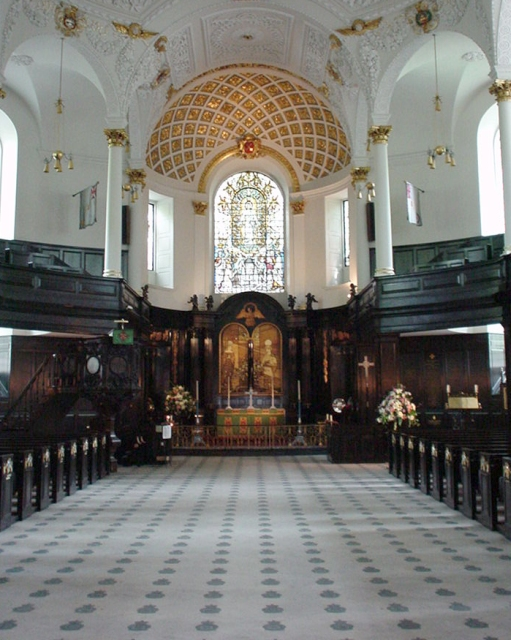
St. Clement Danes, interior
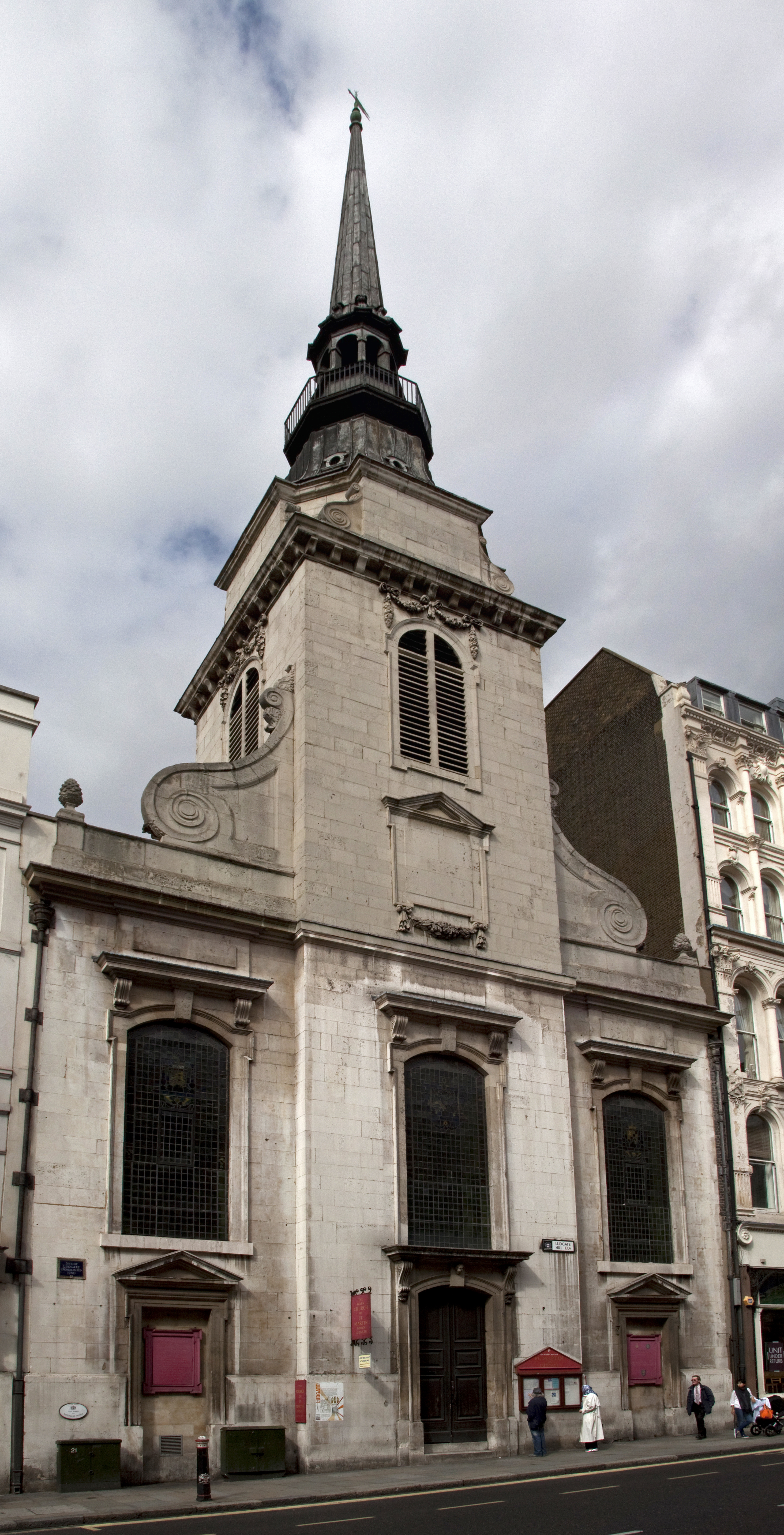
St. Martin dentro de Ludgate (1677-1684)
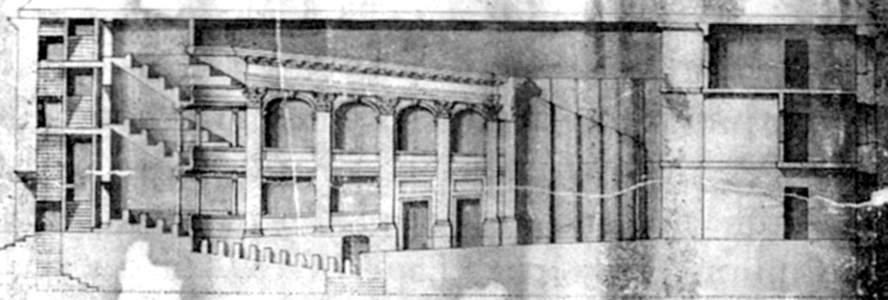
Theatre Royal Drury Lane, demolido
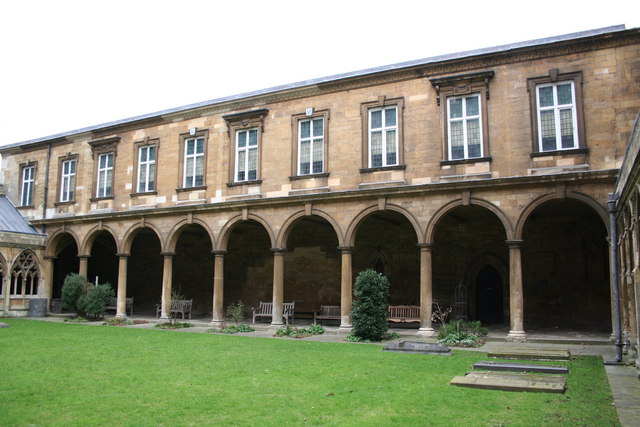
Biblioteca, Lincoln Cathedral
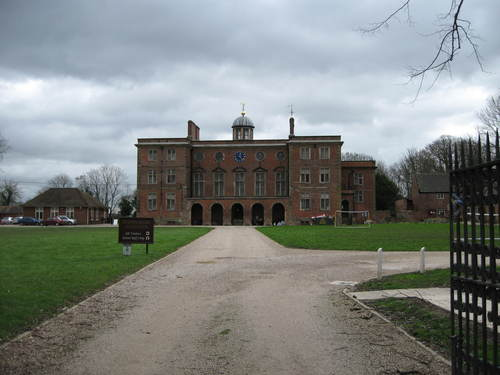
Iglesia Sir John Moore de la England School, Appleby Magna, Leicestershire
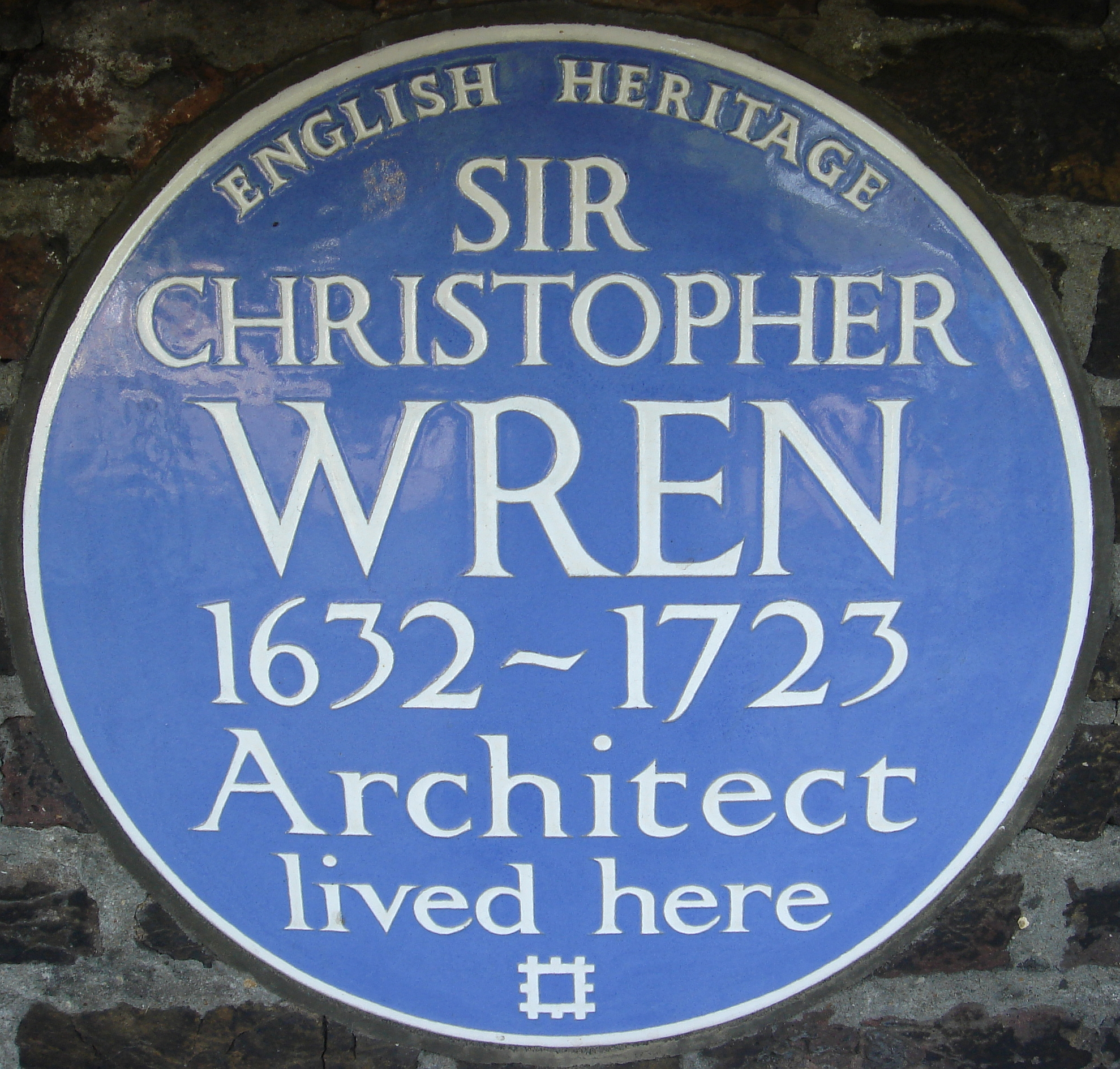
Placa azul, Hampton Court Green
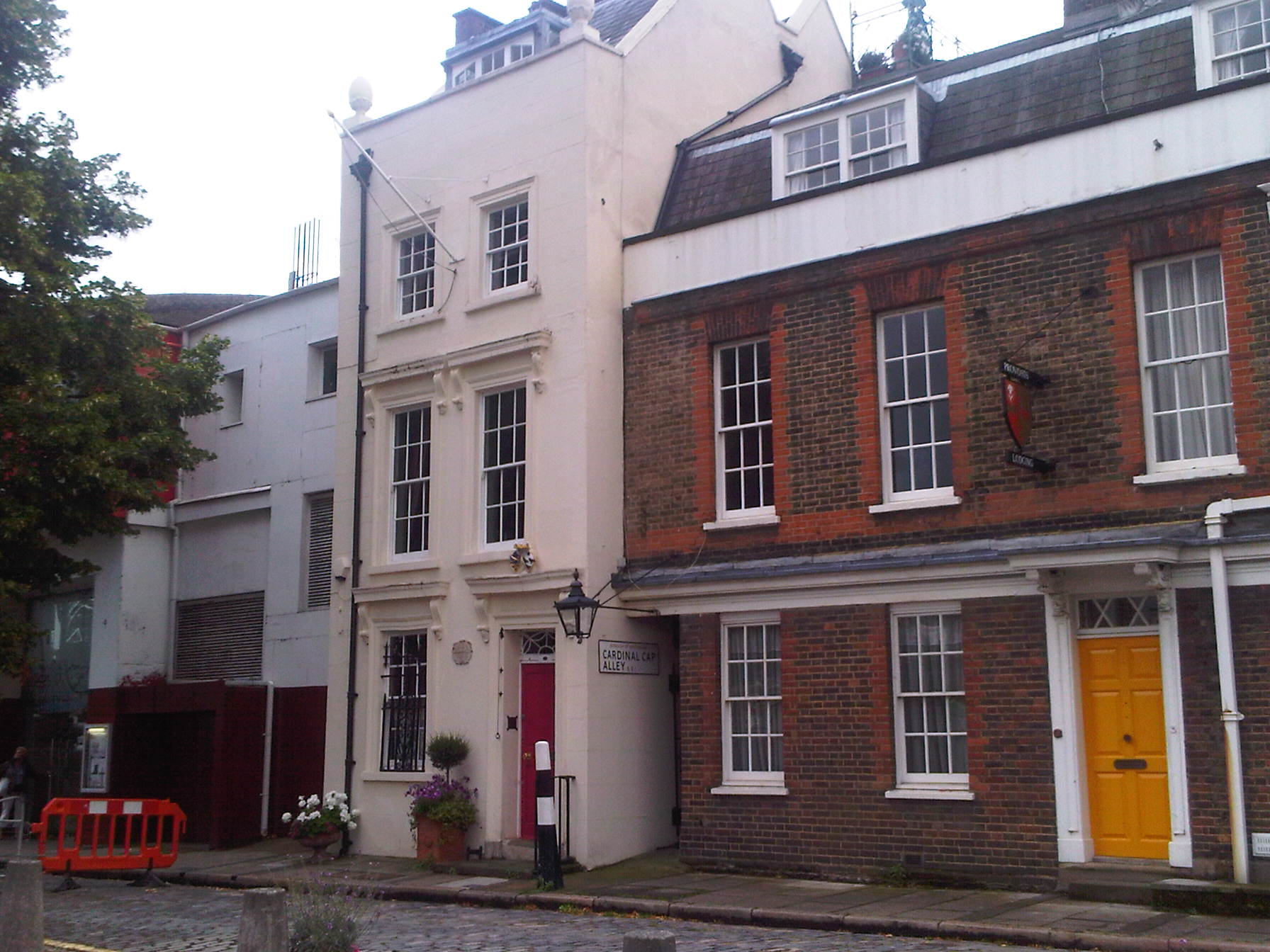
La casa de Christopher Wren
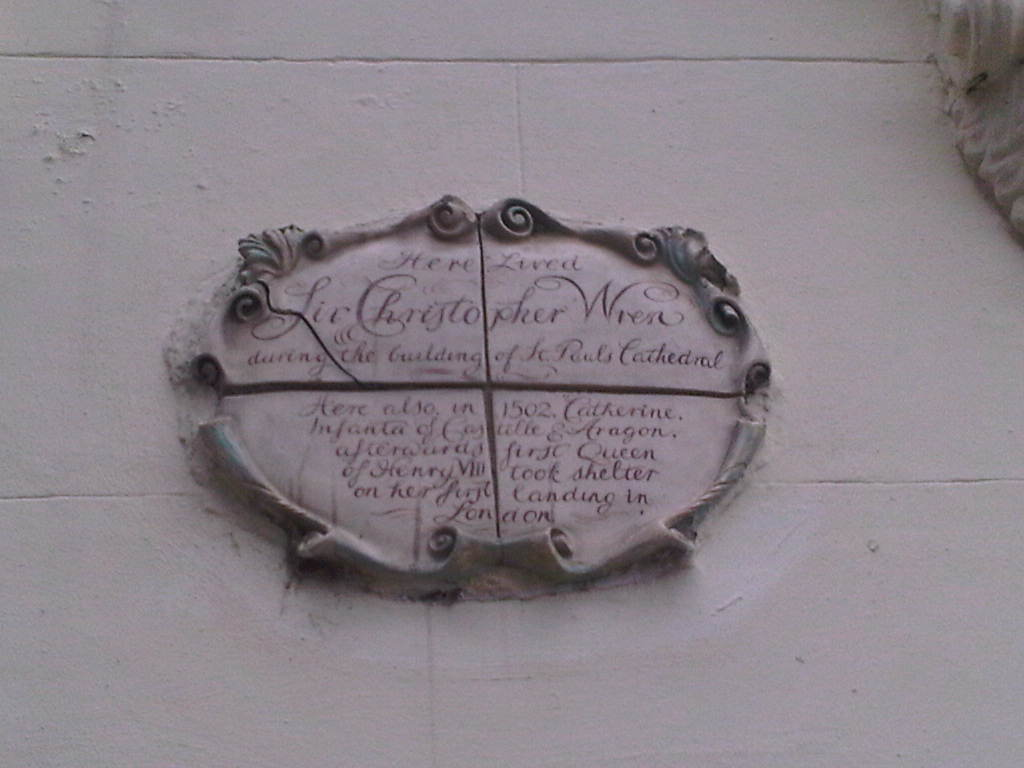
Placa en la casa de Christopher Wren